# Collégiale Saint-Martin d'Étampes
Pour les articles homonymes, voir collégiale Saint-Martin.
La collégiale Saint-Martin d'Étampes est une ancienne collégiale de confession catholique, dédiée à saint Martin de Tours, située dans la commune française d'Étampes et le département de l'Essonne.
Saint-Martin abrite l'un des trois autels paroissiaux primitifs de la ville. Ses origines se perdent dans le temps, et certains auteurs prétendent que son fondateur serait Clovis lui-même.
La collégiale est d'une importance considérable au XIe siècle, quand son chapitre ne compte pas moins de douze chanoines, un doyen et un chantre. En 1106, le roi Philippe 1er la donne à l'abbaye de Morigny. Dès lors, plus aucun chanoine n'est nommé. Des différends entre l'abbaye et le chapitre conduisent à l'expulsion des derniers chanoines en 1142.
L'abbaye établit dès lors un prieuré près de l'église, et entreprend son remplacement par un édifice plus vaste. Les parties basses de son chevet, avec déambulatoire et trois chapelles rayonnantes très profondes, surprennent par un plan évoquant le XIe siècle, et sont encore plus romanes que gothiques, mais le voûtement d'ogives est présent dès le départ. Grâce à des contacts avec l'abbaye de Saint-Denis, l'innovation des arcs-boutants trouve l'une de ses premières applications au chevet de la collégiale Saint-Martin. Le chantier progresse rapidement. Les élévations du vaisseau central s'organisent sur trois niveaux, et s'inspirent de la cathédrale Saint-Étienne de Sens. Au-dessus des grandes arcades, des galeries sont ouvertes sur les combles. La collégiale devient l'un des édifices-clés de la première période gothique. Son achèvement se situe vers 1170, mais une travée supplémentaire est ajoutée après 1213. Enfin, un nouveau clocher est édifié au cours des années 1530 devant la façade. Un tassement de terrain provoque une inclinaison vers l'ouest avant qu'il ne soit terminé, ce qui vaut à l'église d'être parfois appelée la Pise du Nord.
Au XVIIIe siècle, les voûtes des trois dernières travées de la nef s'effondrent et sont remplacées par de fausses voûtes en bois. Le prieuré n'est alors plus qu'un simple bénéfice et est supprimé définitivement en 1781. L'église devient exclusivement paroissiale. Elle est dans un état préoccupant au milieu du XIXe siècle, et la première travée notamment est en grande partie démontée, puis reconstruite entre 1872 et 1876. Les travaux de restauration ne sont pas menés en accord avec le service des Monuments historiques. L'ancienne collégiale est néanmoins classée aux  monuments historiques par arrêté du 14 juin 1909. Les messes dominicales y sont actuellement célébrées chaque dimanche soir.

## Situation
| \| Localisation de la collégiale dans l'Essonne. · Collégiale Saint-Martin \| Localisation de la collégiale dans l'Essonne. |
| Localisation de la collégiale dans l'Essonne. · Collégiale Saint-Martin                                                     |

La collégiale Saint-Martin se situe en France, en région Île-de-France et dans le département de l'Essonne, dans la Beauce, sur la commune d'Étampes. Elle est implantée dans le faubourg Saint-Martin-d'Étampes, en bordure de l'ancien tracé de la route de Paris à Orléans, la route nationale 20, entre la rive droite de la rivière Louette et la rive gauche de la rivière Juine, à trois kilomètres au sud-ouest du centre-ville historique. L'église est entièrement dégagée de constructions mitoyennes. En venant de la rue Saint-Martin, nom donné à l'ancienne route nationale, la rue Courte débouche sur le clocher-porche qui se dresse devant la façade occidentale. La façade est perpendiculaire à la rue du Cimetière, qui vient également depuis la rue Saint-Martin, au nord, et délimite à l'ouest le terrain de l'ancien cimetière paroissial, qui s'étend au sud de l'église. C'est aujourd'hui une place publique engazonnée et bordée d'arbres, qui met bien en valeur l'élévation méridionale de la collégiale. Au sud, la place est délimitée par la rue Braban, qui se rapproche du chevet vers l'est. Ensuite, l'on peut faire le tour de l'église par le chevet et l'élévation septentrionale par l'étroite rue Jacques Boulas.

## Historique

### Les origines
Le faubourg Saint-Martin, dont le caractère semi-rural est toujours manifeste, est en fait le noyau du développement urbain de la ville d'Étampes. Claudine Billot suppose que le peuplement du site remonte à l'époque mérovingienne. Il y a probablement un palais, qui constitue le centre administratif de la civitas senonum et du pagus stampensis érigé en comté par Charles II le Chauve en 861, et sans doute aussi une église dédiée à saint Martin de Tours. En 911, le bourg est détruit par les Normands. Il est rebâti, avec les rivières Louette au nord et Chalouette au sud, mais un nouveau noyau urbain prend son essor autour du palais du roi Robert II le Pieux à partir du second quart du XIe siècle. Le bourg de Saint-Martin est déjà qualifié de Stampæ Vetulæ, soit Étampes-les-Vieilles dans un acte de donation du roi Henri Ier daté de 1046, et il évolue désormais dans l'ombre d'Étampes-les-Nouvelles. Saint-Martin ne devient plus jamais une ville, et demeure pendant des siècles un quartier rural.
Selon certains historiens anciens, Clovis lui-même serait le fondateur de l'église Saint-Martin. Elle a toujours abrité un autel paroissial, et constitue l'une des trois paroisses primitives d'Étampes, avec la collégiale Notre-Dame, près du castrum, et l'église Saint-Pierre, dans le faubourg éloigné du même nom. Vers 1095, le roi Philippe Ier acquiert des terres pour permettre la fondation de l'abbaye de Morigny, sur une actuelle commune voisine d'Étampes. Afin d'augmenter les revenus de l'abbaye, le roi lui donne l'église Saint-Martin en 1106. Elle est déjà une collégiale, avec un chapitre composé de douze chanoines, et présidé par un doyen et un chantre. L'on ignore l'histoire de ce chapitre jusqu'à cette date. Faisant prévaloir son ancienneté, il refuse la tutelle exercée par l'abbaye de Morigny, et les deux communautés s'opposent pendant plus de trente ans.

### L'histoire du chapitre et du prieuré

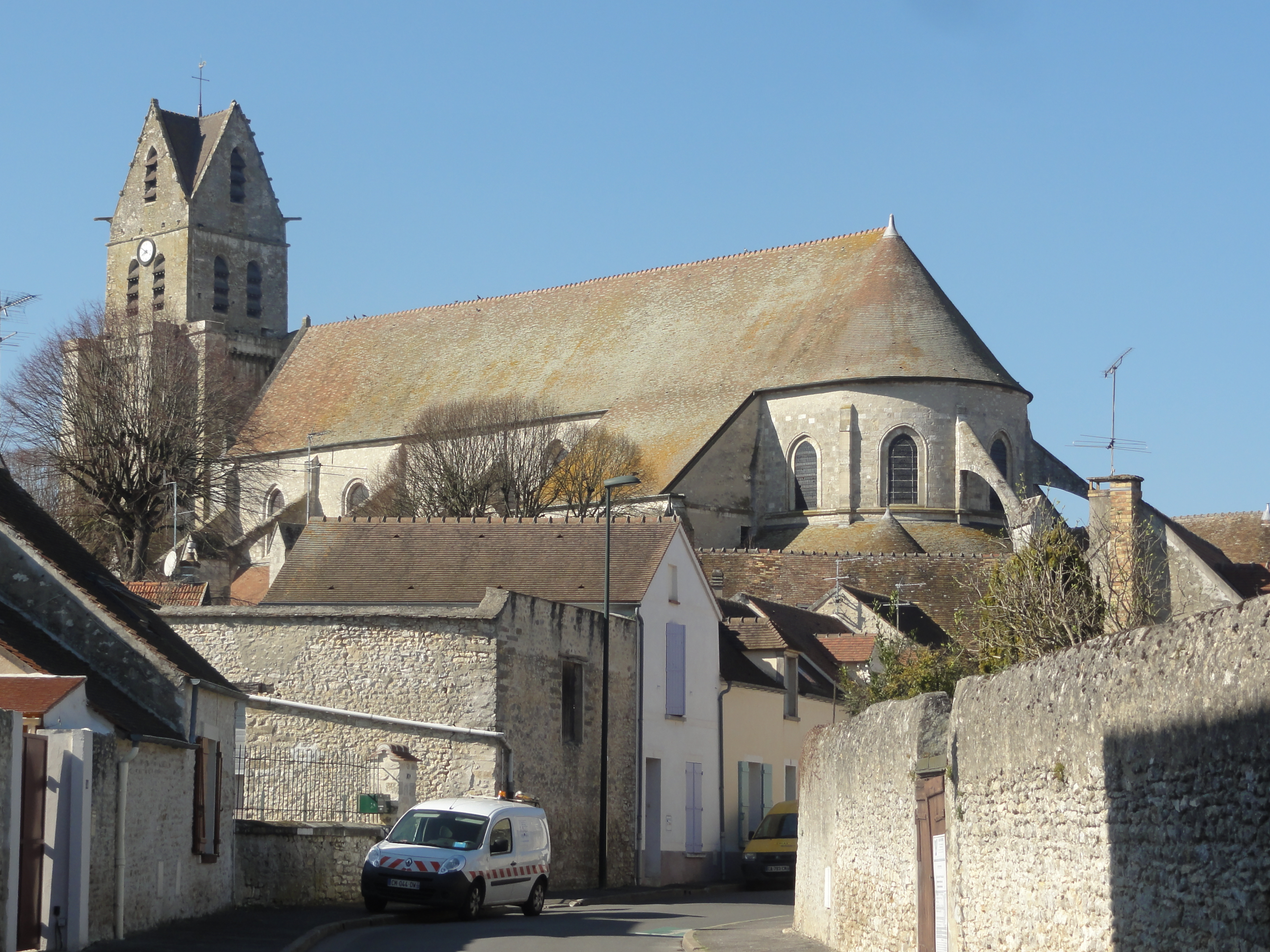
Vue depuis le sud-est.

Le 11 novembre 1111, le chapitre de Saint-Martin chasse l'abbé de Morigny, qui est venu célébrer la messe patronale, obligeant, l'année suivante, le roi Louis VI à confirmer la donation faite par son père, afin qu'aucun doute sur les prérogatives de l'abbé de Morigny ne soit permis. Si les chanoines font néanmoins la résistance, c'est qu'ils bénéficient du soutien de l'évêque diocésain, Mgr Pierre de Corbeil. Les prébendes des chanoines appartiennent désormais à l'abbaye, et le doyen du chapitre est privé de son droit de procéder à la nomination d'un nouveau chanoine quand l'un parmi eux décède. Le chapitre est ainsi appelé à s'éteindre à moyen terme. Puisque l'on ne parvient par aucun moyen à faire cesser les différends, la fin du chapitre est précipitée. En 1140, l'abbaye obtient l'autorisation du pape Innocent II pour expulser les derniers chanoines. C'est chose faite en 1142. Les moines de Morigny remplacent le chapitre par un prieuré dépendant de leur abbaye. Le roi Louis VII leur accorde des droits d'usage du bois à brûler et à bâtir dans la forêt d'Yveline. Ces deux circonstances sont favorables à la construction d'une nouvelle église, la collégiale actuelle, qui commence avant le milieu du siècle par le déambulatoire (voir ci-dessous),,.
Un règlement de l'évêque de Sens, daté de juin 1213, définit les rapports entre le prieur et le curé relatifs aux messes et cérémonies religieuses dans l'église Saint-Martin, et détermine la part de chacun sur les offrandes et revenus perçus par l'église, pour éviter tout différend à l'avenir. Sous le régime de la commende, le prieuré décline. En 1605, il est mis en fermage, et devient donc, pour l'essentiel, une exploitation agricole. Le fermier verse un revenu annuel fixe au prieur, qui est de 2 000 livres seulement, soit seize fois moins que les revenus de l'exploitation agricole en 1774, par exemple. À l'instar de nombreux autres établissements religieux qui n'ont plus de nouvelles vocations ou sont réduits à de simples bénéfices, le prieuré est supprimé pendant la seconde moitié du XVIIIe siècle. Un décret de l'archevêque de Sens en date du 4 mai 1773 et des lettres patentes du roi scellent son destin, et il est réuni au chapitre Sainte-Croix d'Étampes. Du fait de la forte inflation depuis le règne de Louis XIV, les prébendes du chapitre, fixées à 3 000 livres par an, ne suffisent plus pour nourrir un chanoine, et le maire, les échevins et l'assemblée de la ville approuvent cette décision. Mais l'évêque de Meaux, Mgr Jean-Louis de la Marthonie de Caussade, se prétend indultaire, et la réunion demeure lettre morte jusqu'à la fin de l'année 1781. Il faut attendre une sentence du Grand Conseil en date du 23 décembre pour qu'elle soit enfin exécutée. Tous les chapitres étant supprimés sous la Révolution française, vers 1791, le chapitre de Sainte-Croix ne bénéficie des revenus supplémentaires que pendant une brève période.

### L'histoire de la paroisse

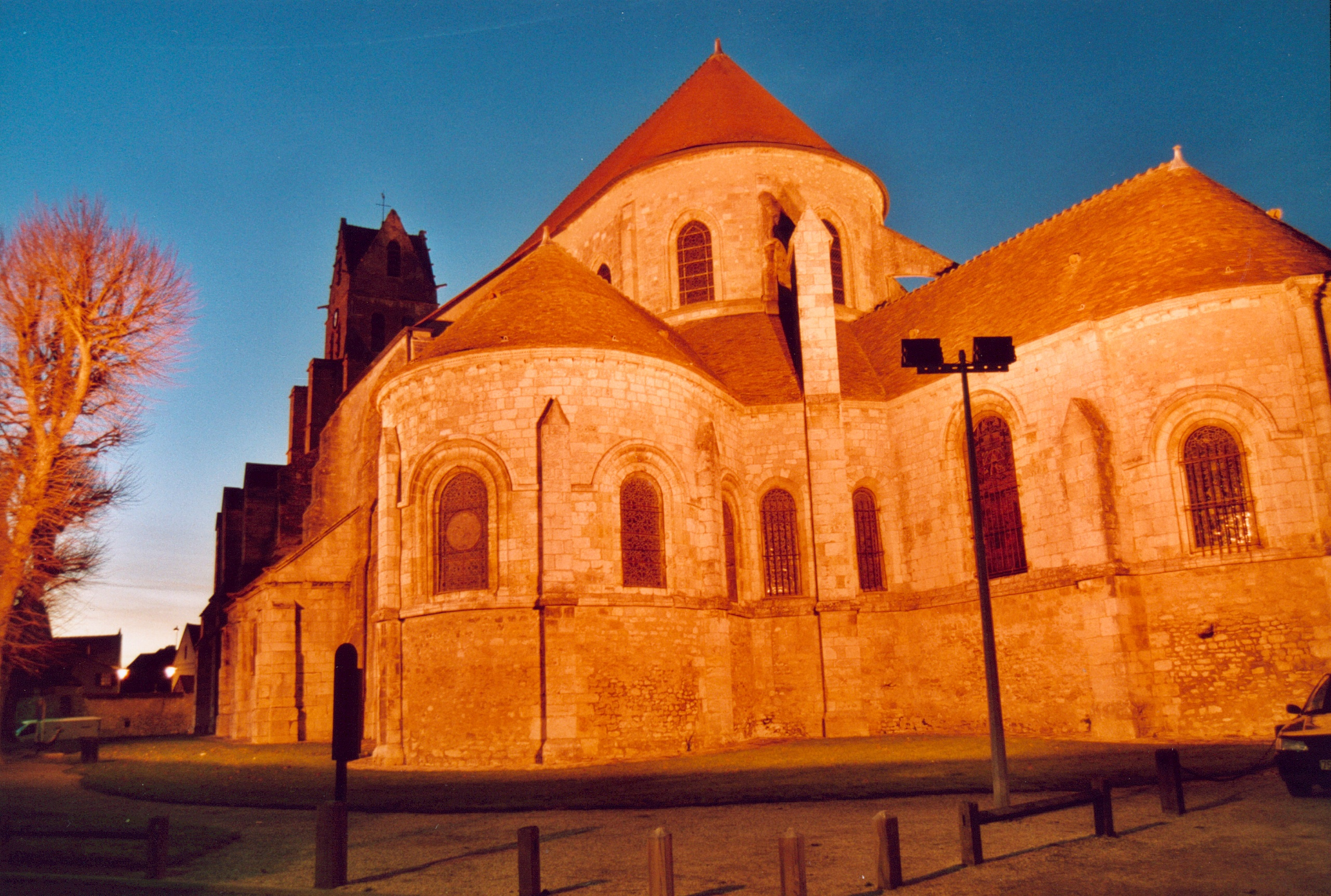
Vue du chevet illuminé.

Sous l'Ancien Régime, la paroisse Saint-Martin relève de l'archidiocèse de Sens.
Pendant la deuxième guerre de religion (1567-1568), les Huguenots prennent la ville d'Étampes le 7 octobre 1567. Le culte protestant est instauré dans l'une des églises, mais l'on ne sait pas laquelle, car elle est toujours citée comme la Huguenoterie dans les documents d'époque. Ce n'est en tout cas pas l'église Saint-Martin. Certains parents sont plus ou moins obligés de faire baptiser leurs enfants par un pasteur protestant. L'épisode ne dure guère plus que deux mois. Une fois les occupants protestants chassés de la ville, la première occupation des curés est de faire revenir dans le giron de l'église catholique les habitants convertis au Calvinisme, et de faire baptiser les enfants selon le rite catholique, à compter du 14 décembre. Les baptêmes avec des parrains ou marraines notables, à partir de 1568 et jusqu'à la Révolution, et les inhumations dans l'église à partir de 1659 et jusqu'en 1775, ont été publiés, selon les registres paroissiaux, par L. Forteau en 1912. Une déclaration du 6 mai 1776 interdit les inhumations dans les églises, sauf pour les membres du clergé, fondateurs de chapelles et les hauts justiciers.

### L'histoire de l'église jusqu'à la Révolution
Les différentes étapes de la construction de l'église ne sont pas documentées par des sources d'archives. Elles peuvent seulement être déduites grâce à l'analyse archéologique du monument. La date de début des travaux, 1142, concorde tout à fait avec l'architecture du chevet, où des influences romanes sont indéniables. Il n'y a pas de ruptures dans l'appareil ou de changements de style abrupts entre une partie de l'édifice et une partie voisine, ce qui donne à penser que le chantier progresse assez rapidement d'est en ouest. Jacques Henriet observe une interruption après la construction des chapelles du déambulatoire, où la modénature est plus simple. Eugène Lefèvre-Pontalis situe l'achèvement de la nef vers 1170. Le plan exceptionnel du chevet, avec ses trois chapelles bien profondes, évoque le chevet de la crypte de la cathédrale Notre-Dame de Chartres, édifiée sous Fulrad vers 1030. Il est donc possible que l'architecte de la collégiale Saint-Martin reprend le plan ancien, qui devait donc être influencé directement par la cathédrale de Chartres. L'architecture de l'église actuelle est surtout inspirée de la basilique de Vézelay, pour les supports, et de la cathédrale de Sens, pour l'élévation. En 1213, un accord entre le prieur et le doyen d'Étampes prévoit l'agrandissement de la nef par une travée supplémentaire à l'ouest.
Des tassements du terrain et la Guerre de Cent Ans portent préjudice à l'église. Au début du XVIe siècle, les voûtes de la croisée du transept et du chœur sont reconstruites sans référence nette au style gothique flamboyant alors en vigueur, mais Philippe Plagnieux souligne que la période de construction est indiquée par les clés de voûte : elles sont sculptées des armes d'Anne de Bretagne et de sa fille Claude, qui ont été comtesses d'Étampes. L'hypothèse émise par René Merlet et adoptée par Eugène Lefèvre-Pontalis, que ces voûtes dateraient du début du XIIIe siècle, est donc sans objet. Dans le contexte de la réfection des voûtes, les fenêtres hautes sont en partie refaites. Une nouvelle cérémonie de dédicace est célébrée en 1526. Ensuite, le volumineux clocher-porche est construit devant la façade. Son portail et quelques éléments du décor au niveau du rez-de-chaussée annoncent déjà la Renaissance. L'achèvement remonte à 1537. Au XVIIIe siècle, les voûtes des trois dernières travées de la nef s'effondrent, et le faux triforium de la seconde et de la troisième travée est détruit. Le charpentier Chastellin est chargé de leur remplacement par de fausses voûtes d'ogives en bois (l'on sait que l'église de Clermont avait des fausses voûtes d'ogives en bois dès le XVIe siècle),,,.

### La restauration de l'église depuis leXIXesiècle

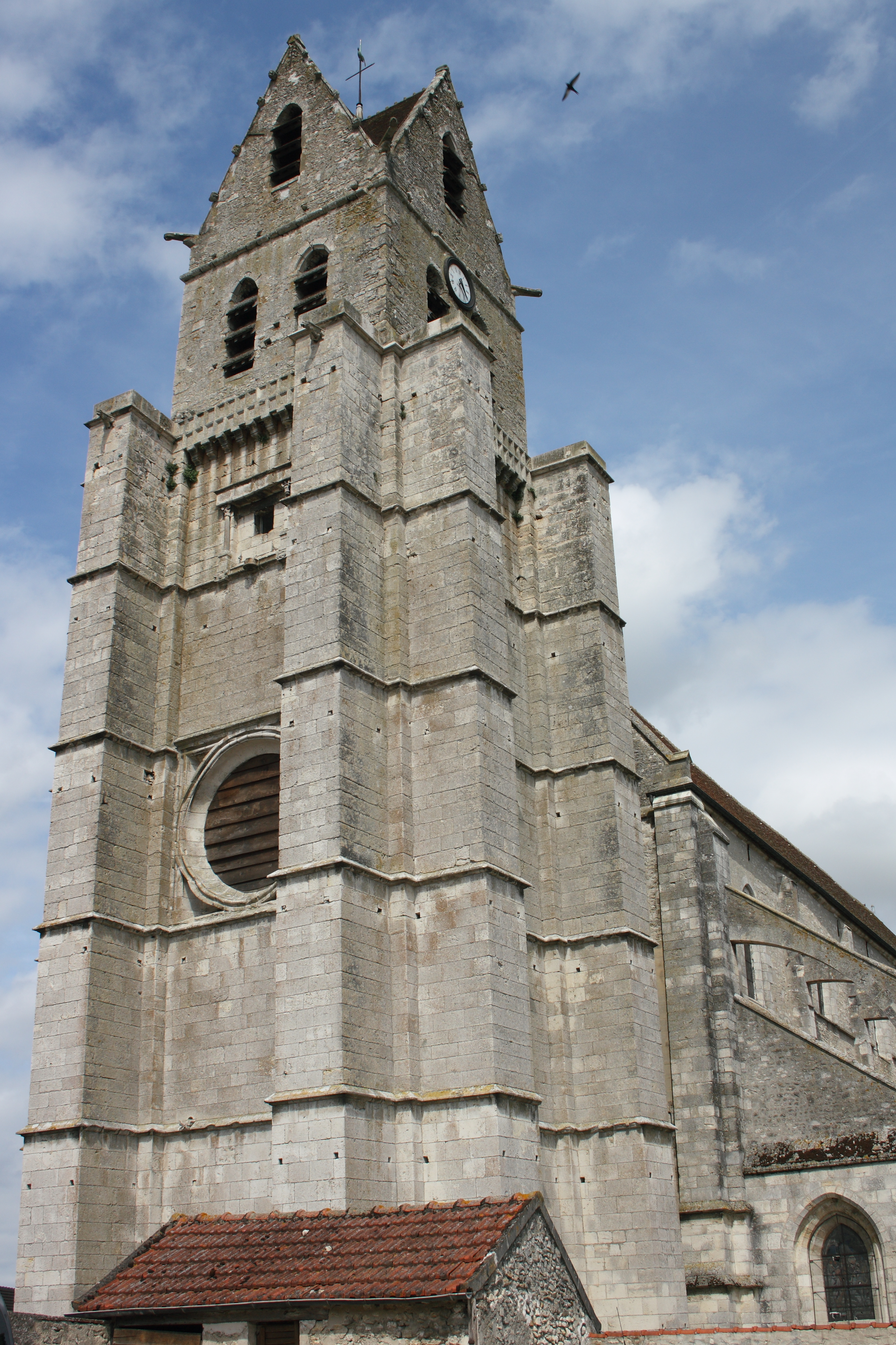
Clocher, vue depuis le sud-ouest.

En 1845, l'architecte Pierre Magne, qui travaille alors sur la collégiale Notre-Dame, propose un programme de restauration générale de l'église. Le problème principal est l'affaissement des fondations. En plus, le lanternon en charpente qui couronnait le clocher s'était effondré. Prosper Mérimée est défavorable à son rétablissement, puisqu'il était postérieur au reste de l'édifice. L'intérieur de la tour étant soumis aux intempéries, son état s'aggrave, et son niveau supérieur s'effondre en 1846. Sous la direction de Magne, des travaux sont effectués en 1847. Sur l'initiative du conseil de fabrique, le dallage est refait en 1848. Dans une lettre adressée au sous-préfet en 1858, Magne qualifie l'état global de l'église d'inquiétant. L'avis de l'inspecteur des monuments historiques, Émile Boeswillwald, est sollicité : il estime la réparation impossible, et préconise une reconstruction totale. Ce n'est que cinq ans plus tard que le maire d'Étampes attire l'attention du ministère de l'Instruction publique, qui est aussi responsable des monuments historiques, sur le problème. En attendant, rien n'est entrepris. 
Magne propose de nouveau un programme de travaux en 1867. La ville les juge trop chers, et demande un devis alternatif à l'architecte diocésain Blondel. Mais son projet est considéré comme une mutilation du monument par le service des Monuments historiques. Le 10 mai 1868, la fabrique émet une pétition à l'intention de l'empereur Napoléon III afin d'obtenir les crédits nécessaires. En 1869, l'architecte Juste Lisch succède à Magne, et rédige un nouveau rapport. C'est toutefois les services de l'architecte Blondel que la ville va solliciter, et elle le charge de l'exécution d'une première tranche de travaux. Blondel délègue l'élaboration du devis aux jeunes architectes Louis-Charles Boileau et Roguet. Le devis est présenté le 23 janvier 1872. Lisch estime que ces travaux ne sont pas susceptibles d'arrêter la ruine de l'église, et est donc défavorable. La conséquence est le déclassement de la collégiale des monuments historiques en date du 2 avril 1872. Cependant, le ministère de l'Instruction publique et des Cultes est disposé à prêter son concours financier aux restaurations. La façade occidentale est entièrement démolie jusqu'aux fondations, ainsi que la moitié de la première travée. Les deux portails sont reconstitués avec les éléments d'origine. Le triforium, qui n'a jamais existé sous cette forme dans la première travée, est reconstitué par le sculpteur Sandrier. La voûte est refaite en briques creuses, et une travée de porche est ajoutée entre clocher et façade.
Par arrêté du 14 juin 1909, la collégiale est de nouveau classée aux monuments historiques. En 1916, la toiture de la nef est dans un état de délabrement avancé. Un devis de Lucien Roy daté du 23 juin 1916 est approuvé le 20 août 1917 ; malgré la Première Guerre mondiale, l'autorisation de commencer les travaux est livrée le 25 avril 1918. Les travaux sont exécutés au cours des années de 1918 et 1919. Malheureusement, pendant l'hiver 1919 / 1920, une violente tempête arrache le versant sud du toit de la nef au niveau de la 3e et de la 4e travée, sur une longueur de 15,00 m. La réparation se fait attendre jusqu'au mois d'octobre 1922. Par la suite, la réfection des toitures des bas-côtés et de l'abside s'impose également. Un premier devis est présenté par l'architecte Albert-Louis Bray le 7 avril 1927. La municipalité lui demande de réviser ce devis, et il soumet un nouveau devis en date du 3 février 1928. L'autorisation d'entreprendre les travaux est délivrée le 9 février 1929, et ils sont menés à terme avant la fin de l'année.
Manque encore la restauration de la toiture du déambulatoire et des chapelles. Les chevrons sont en partie pourris, les toits se sont affaissés et les eaux pluviales s'infiltrent. Le devis de Bray en date du 21 juin 1930 est approuvé le 28 janvier suivant, mais l'exécution se fait seulement entre le 10 mai et le 20 septembre 1935. En 1934, l'église est équipée d'une installation électrique, qui n'est pas conforme aux exigences de sécurité, et nuisible à l'aspect esthétique de l'intérieur. Le chauffage par le sol est installé en 1937. Entre-temps, la couverture du clocher nécessite elle aussi une réparation. Neuf ans s'écoulent entre le premier devis du 14 mars 1932 et l'autorisation d'effectuer les travaux, qui est accordée le 16 octobre 1941. Cependant les travaux sont ajournés et ne sont exécutés qu'entre 1953 et septembre 1956. Entre 1962 et 1965 le côté nord de la nef est profondément restauré, principalement à l'extérieur, avec remplacement de deux arcs-boutants et du parement.

## Description

### Aperçu général

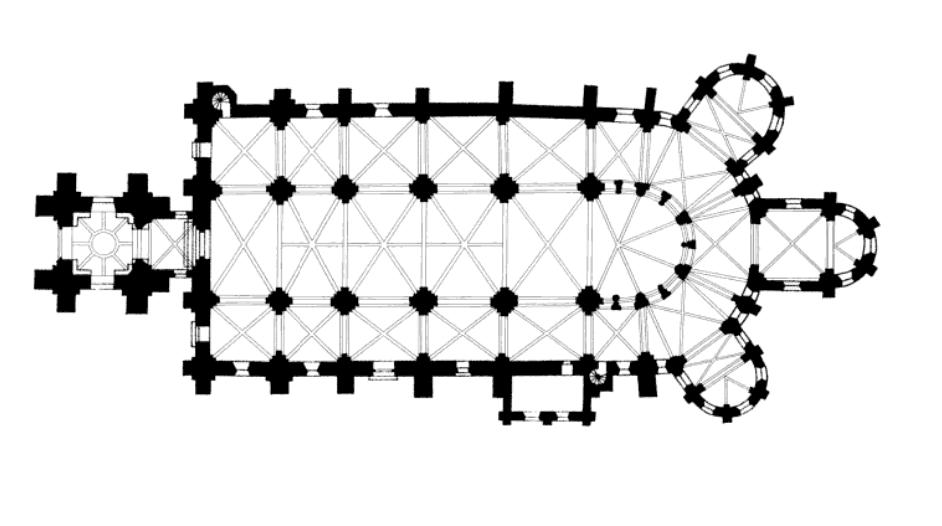
Plan de l'église.

Parfaitement orientée, la collégiale est construite en pierre de taille calcaire, et adopte un plan cruciforme symétrique. Elle se compose d'une nef de quatre travées accompagnée de deux bas-côtés ; d'un transept non saillant dont les croisillons n'atteignent pas la hauteur du vaisseau central ; d'une abside en hémicycle à cinq pans ; d'un déambulatoire de cinq travées ; et de trois chapelles rayonnantes devant la seconde, la troisième et la quatrième travée du déambulatoire. Chaque chapelle comporte une travée droite, qui est carrée pour la chapelle axiale et barlongue pour les deux autres, et une abside en hémicycle à trois pans, qui forme une travée à part. La chapelle d'axe est placée sous l'invocation du Saint-Sacrement ; les deux autres sont dédiées à Saint-Vincent et à Saint-Martin. Comme annexes ajoutés ultérieurement, il y a le clocher-porche de 1537, relié à la façade occidentale par une petite travée datant de 1873 ; une sacristie devant le croisillon sud ; et une seconde sacristie entre la chapelle axiale et la chapelle nord-est.
L'ensemble de l'édifice mesure quatre-vingt mètres de long, trente-cinq mètres de large et dix-huit mètres de haut. Toutes les travées sont voûtées d'ogives, mais les voûtes des trois premières travées sont en bois. La voûte de la base du clocher est à huit nervures, et percée d'un trou de cloches en son centre. La voûte de l'abside est à cinq branches d'ogives, et les voûtes des absides des chapelles sont à deux branches d'ogives. Comme particularité, quatre voûtes triangulaires s'insèrent entre les voûtes à quatre branches d'ogives du déambulatoire. Parmi elles, celles situées près de la chapelle d'axe sont séparées en deux voûtains par une ogive. Des portails existent sous le clocher ; dans la façade du bas-côté sud ; et dans la seconde travée du bas-côté sud. Le vaisseau central est recouvert d'une toiture unique à deux versants. Les toits en appentis des croisillons sont établis en continuité avec cette toiture. Les bas-côtés sont eux aussi munis de toits en appentis.

### Intérieur

#### Nef

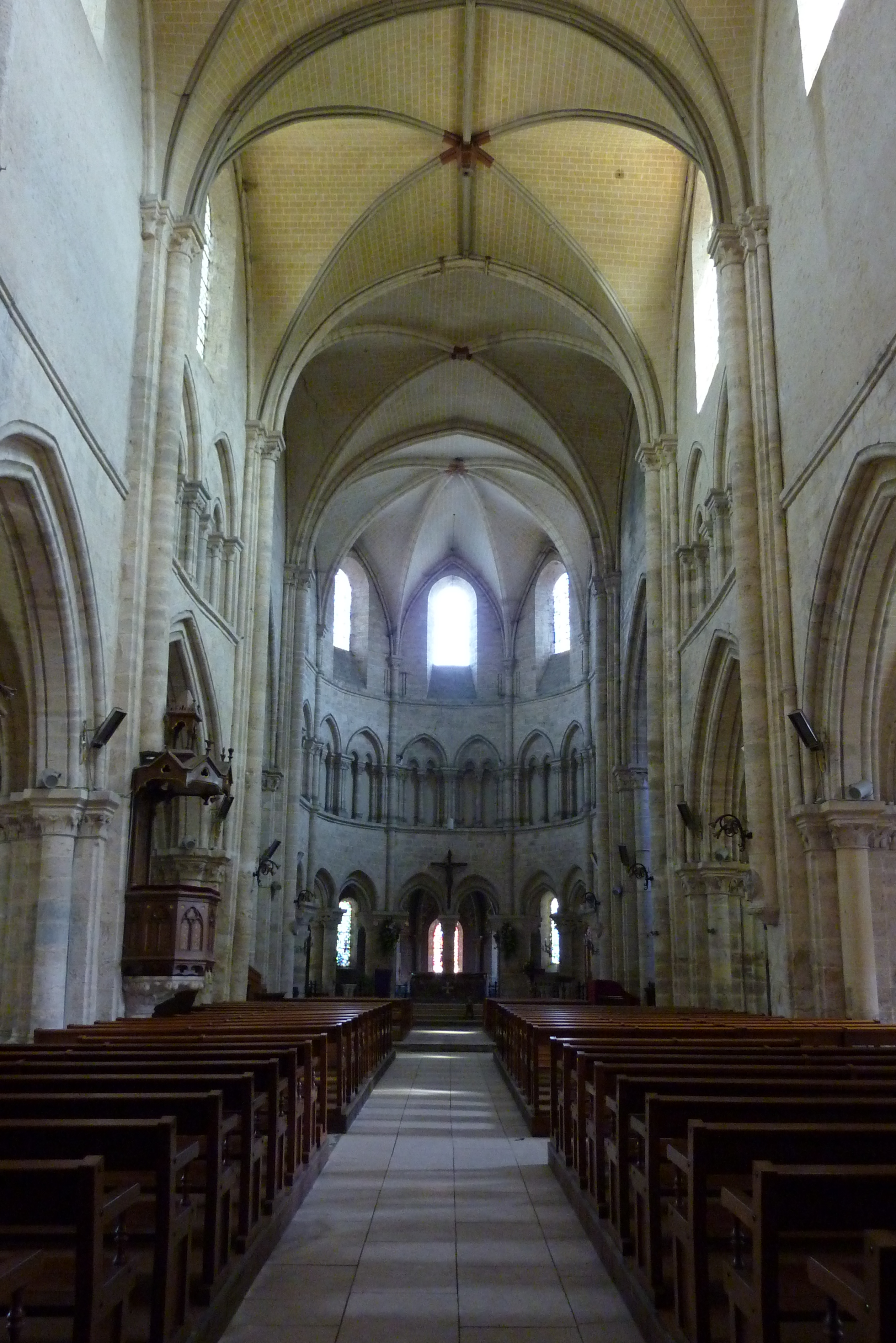
Vue intérieure générale.

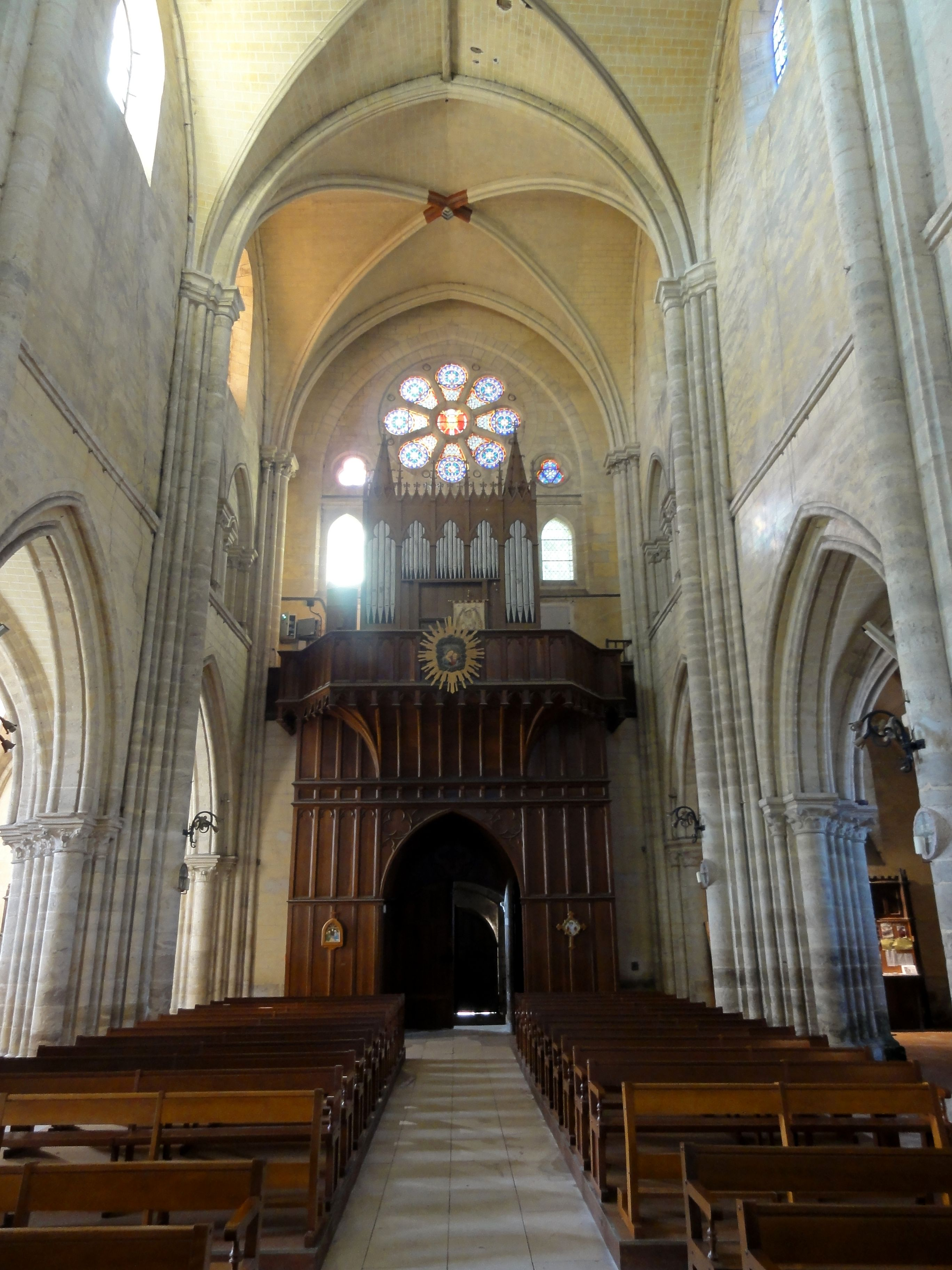
Nef, vue vers l'ouest.

La nef présente une élévation sur trois niveaux, avec l'étage des grandes arcades, l'étage des fausses galeries (ou faux triforium), et l'étage des fenêtres hautes. À l'ouest, la première travée est précédée par une très courte travée voûtée en berceau. La première travée est aujourd'hui apparentée aux autres. À moins que la travée supplémentaire dont la construction fut décidée en 1213 ait cédé la place au clocher, elle doit résulter, dans sa forme actuelle, des travaux entrepris au cours des années 1870. En tout cas, les arcades des tribunes de la première travée sont une reconstitution à part entière, car elles avaient été détruites lors de l'effondrement des voûtes au XVIIIe siècle. Les voûtes en bois de 1761 ne sont pas facilement identifiables comme telles, car recouvertes de badigeons et peintes en faux-appareil, et munies de nervures qui imitent habilement celles du troisième quart du XIIe siècle. Elles paraissent toutefois bien minces par rapport aux distances à enjamber. Les ogives sont au profil d'un tore placé sur un bandeau chanfreiné ; les doubleaux sont au profil d'un filet entre deux tores. Ils retombent sur les tailloirs carrés de trois chapiteaux, qui sont portés par une colonnettes et un large dosseret aux arêtes coupées, devant lequel la colonnette fait saillie. Les formerets, non prévus dans le projet initial, retombent sur des colonnettes à chapiteaux qui descendent directement aux chapiteaux des grandes arcades, et ne sont par conséquent pas concernés par les chapiteaux du second ordre. Cette disposition ne s'applique, bien entendu, qu'aux doubleaux du milieu du XIIe siècle. Au niveau des deux doubleaux qui délimitent la première travée, les nervures retombent sur des faisceaux de cinq colonnettes, dont celle correspondant au doubleau lui-même est plus forte que les autres. Les chapiteaux du doubleau à l'intersection avec la seconde travée ont perdu leur sculpture,,.
L'arc brisé règne partout dans la nef. Ceci vaut aussi bien pour les voûtes, que pour les fenêtres, les baies des fausses galeries et les grandes arcades. L'étage des fenêtres hautes correspond aux lunettes des voûtes, et n'a bénéficié d'aucun effort décoratif. Les baies sont des lancettes simples, nettement ébrasées, sans la moindre mouluration. Il y aurait toutefois des vestiges de meneaux coupés, ce qui donne à penser que le parti initial comportait des lancettes gémelées. Dans la quatrième travée, les fenêtres sont plus grandes. Aucun élément de scansion ne souligne la limite supérieure de l'étage des fausses galeries, qui imite la disposition dans la cathédrale de Sens. Ses arcades étaient initialement ouvertes sur les combles, et ne possédaient  pas de rétroéclairage par une claire-voie (pour des vraies galeries, il aurait fallu des espaces aménagés avec plancher, murs et plafond voûté, ou pour un triforium, des murs de refend). Les arcades d'origine ne subsistent plus que dans la quatrième travée. Sous deux arcs de décharge, qui sont moulurés d'un tore et retombent sur des colonnettes à chapiteaux, s'inscrivent deux fois deux petites arcades gémelées, qui retombent sur un total de trois colonnettes à chapiteaux. Les tympans au-dessus des arcades gémelées sont pleins. Les colonnettes sont appareillées, sauf celles au milieu entre deux petites arcades, qui sont en délit. Un bandeau mouluré sert d'appui aux baies des galeries, et marque à la fois la limite de l'étage des grandes arcades. Celles-ci sont à double rouleau. Comme généralement à la première période gothique, le rouleau supérieur est mouluré d'un tore dégagé de chaque côté, et le rouleau inférieur présente un méplat entre deux tores dégagés. Les supports correspondent exactement à ceux du second ordre, et c'est également le cas à l'intérieur des bas-côtés. Les piliers de la campagne de travaux terminé vers 1170 sont donc cruciformes, et seulement quatre colonnettes sont engagées dans chaque pilier, soit une au milieu de chaque face. Ce type de pilier est hérité du monde roman, et plus particulièrement inspiré de la basilique de Vézelay. Ce n'est qu'à l'intersection entre la première et la seconde travée que l'on rencontre des piliers fasciculées conventionnelles, qui sont cantonnées de quatre fortes colonnettes, et de quatre fois trois colonnettes de plus faible diamètre, sachant que les doubleaux des bas-côtés à ce niveau sont analogues aux grandes arcades,,.

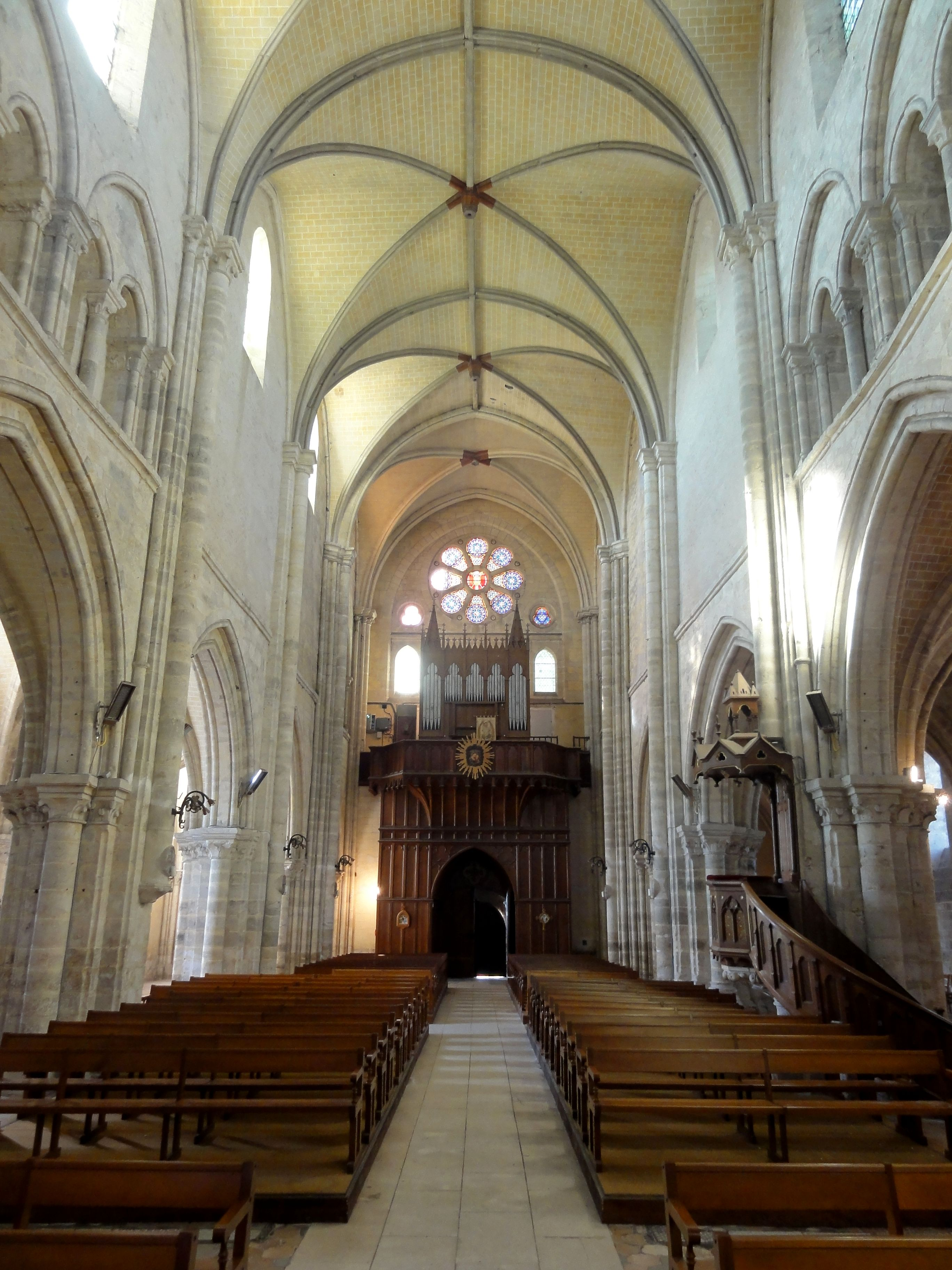
Nef, vue vers l'ouest depuis la croisée.
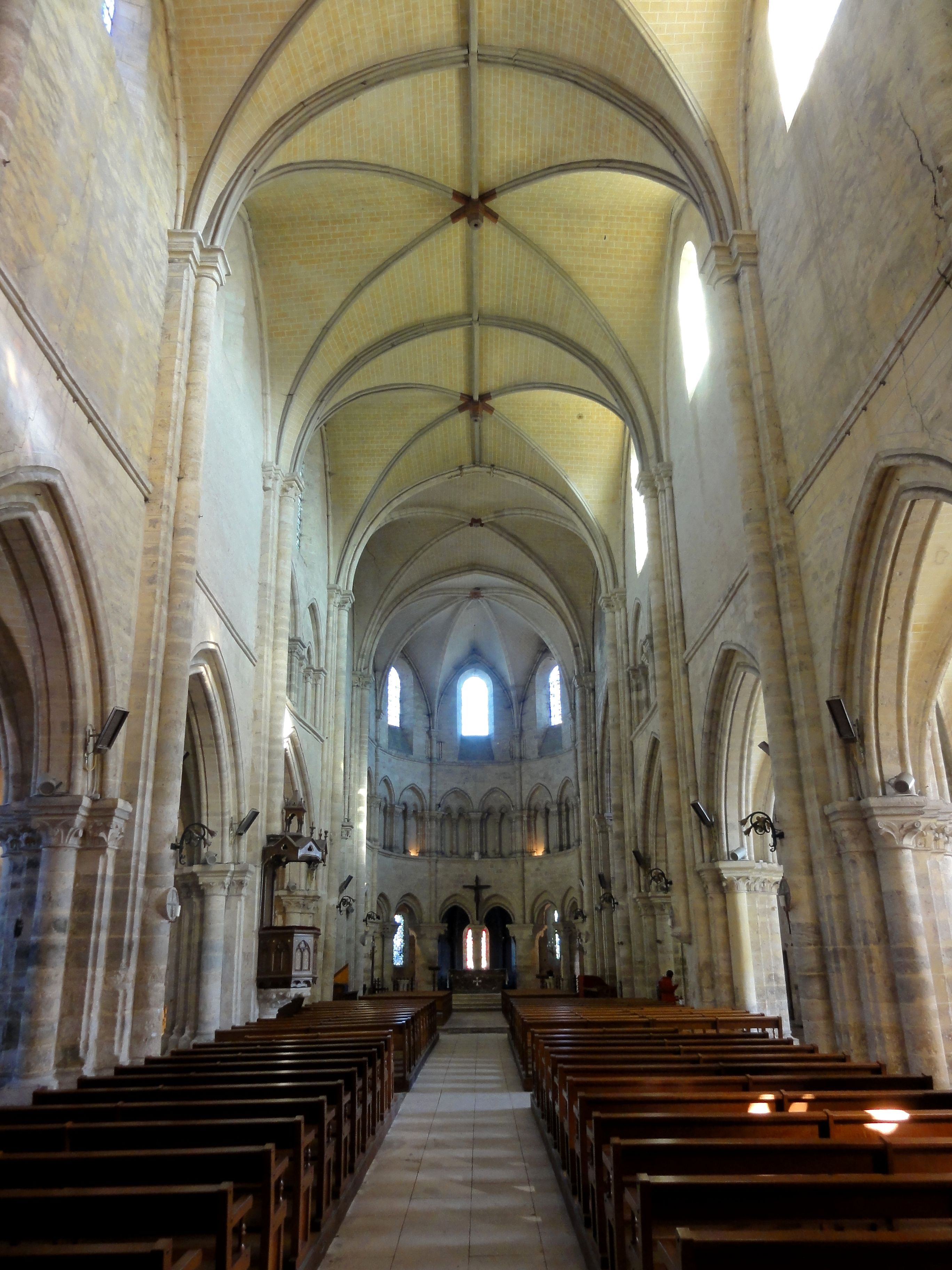
Nef, vue vers l'ouest depuis le portail.
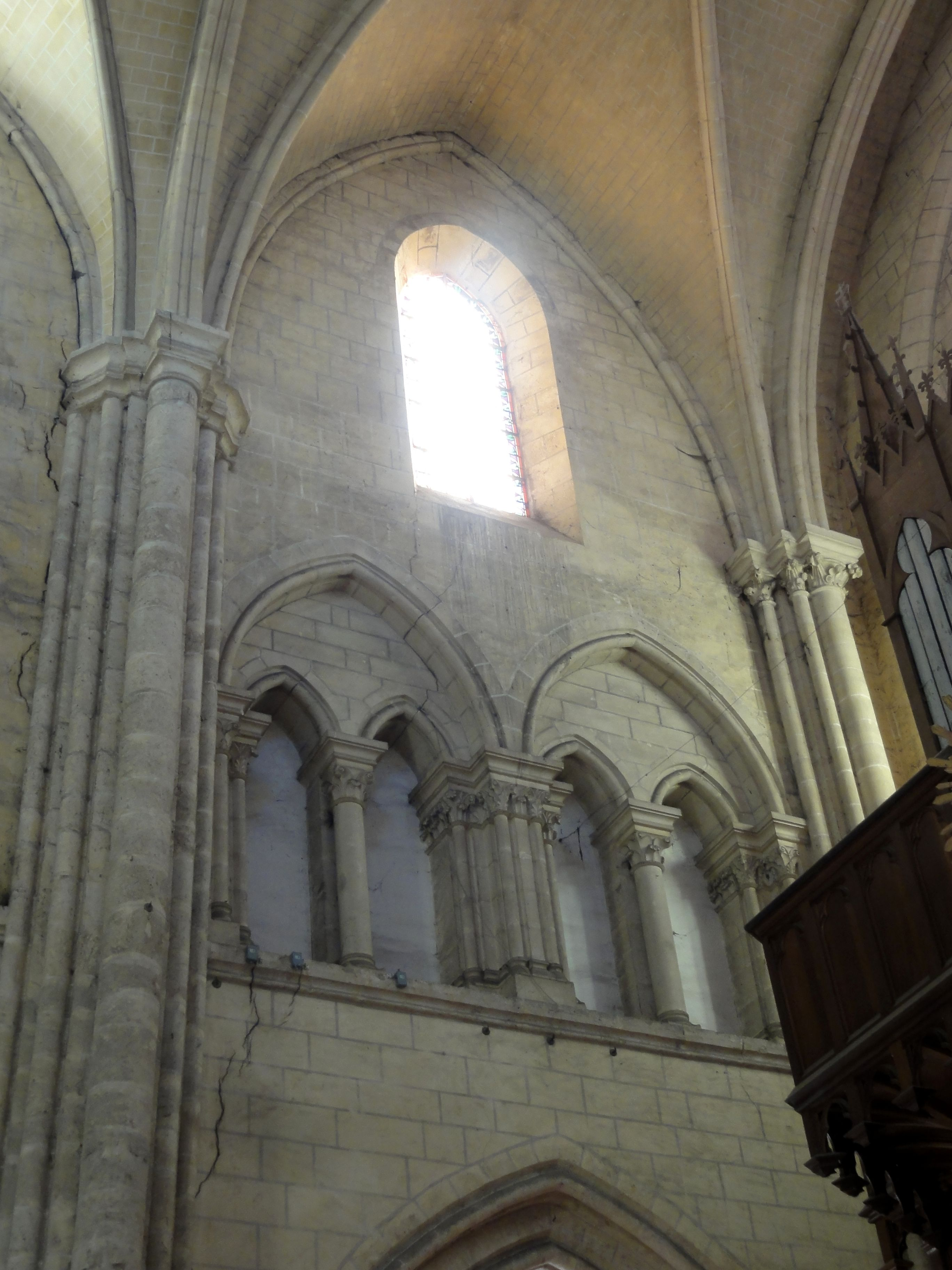
1re travée, parties hautes côté sud (XIXe siècle).
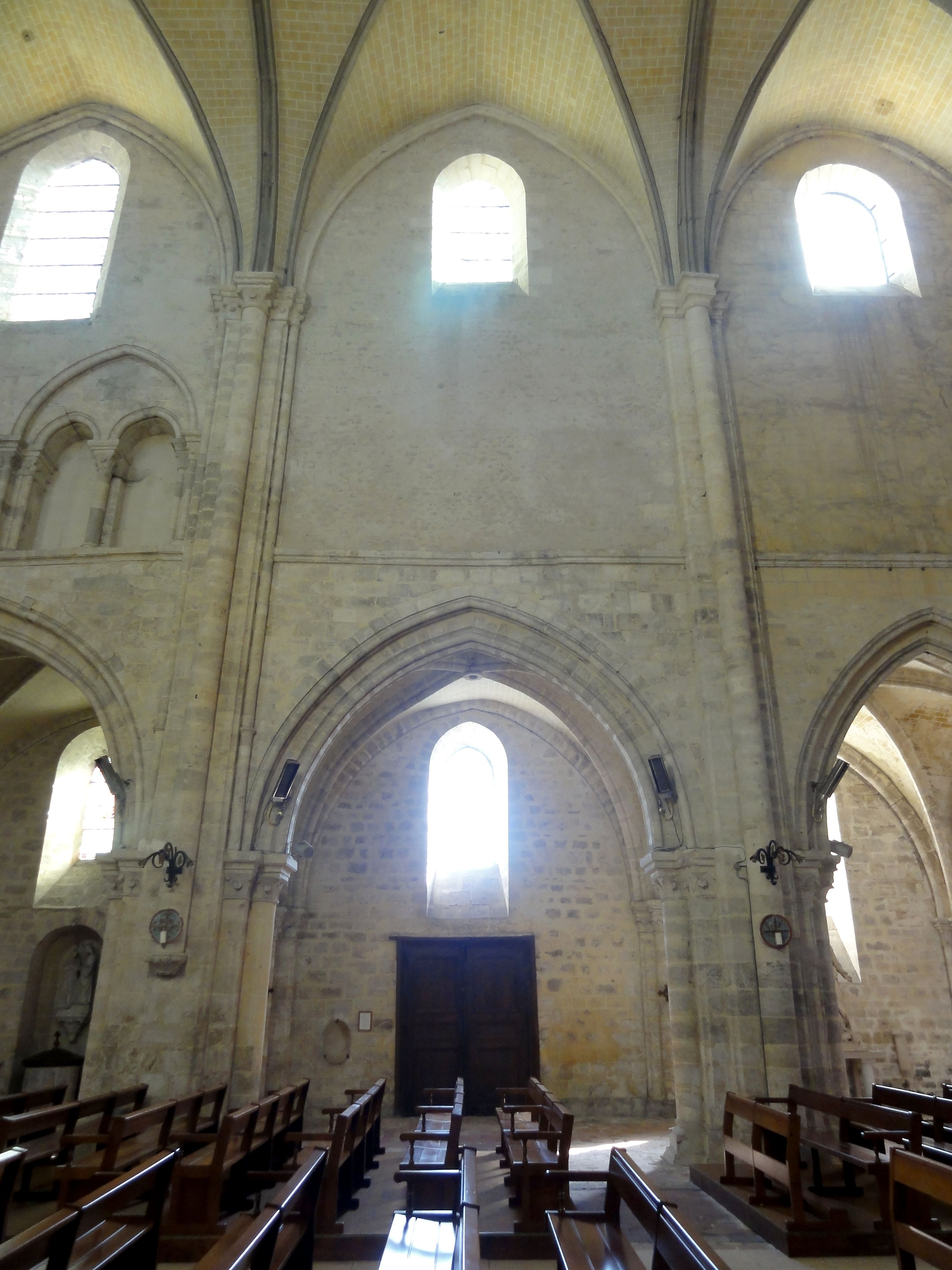
3e travée, élévation sud (galeries supprimées).
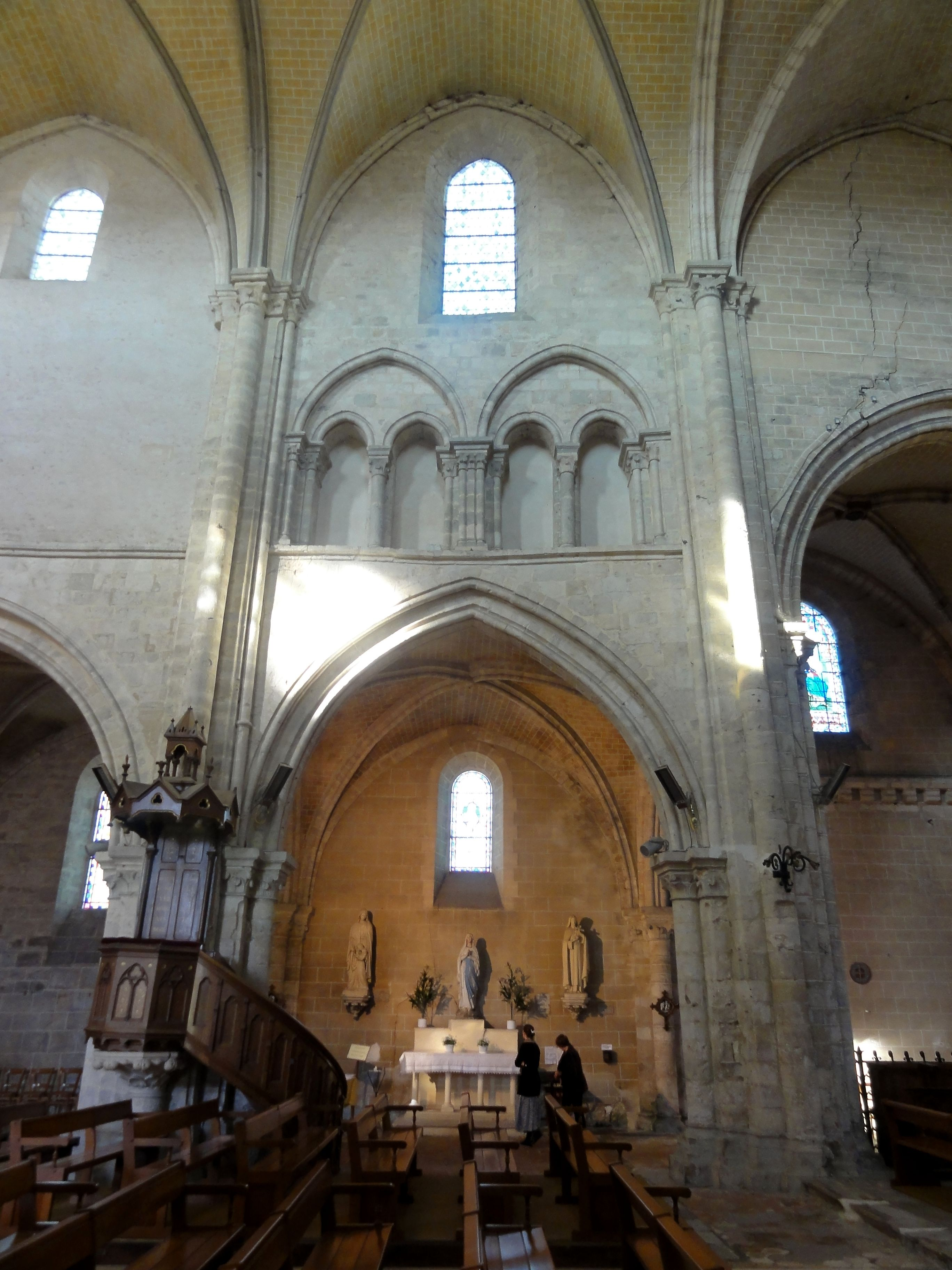
4e travée, élévation nord (état d'origine).
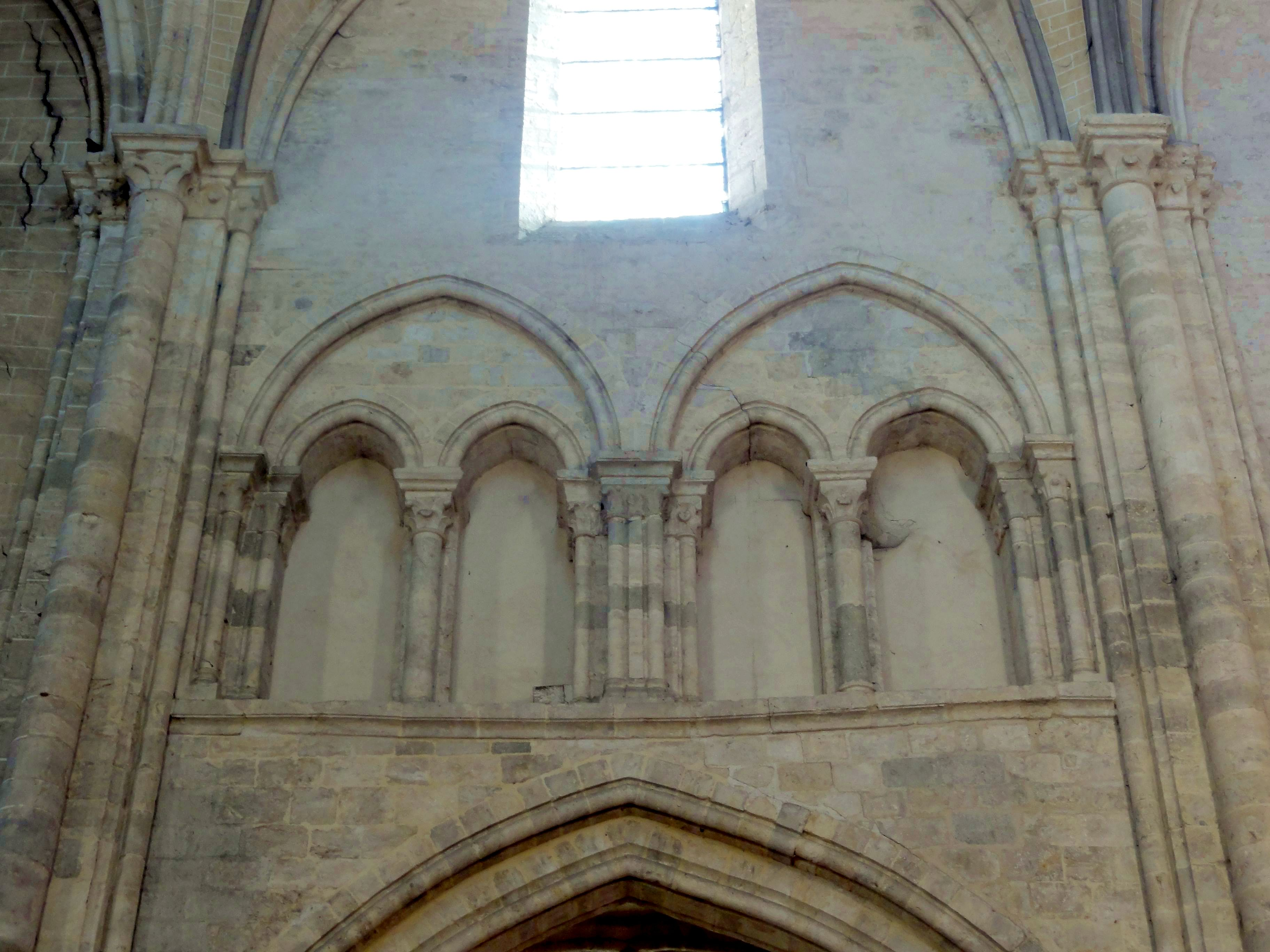
Étage des fausses galeries de la 4e travée.

#### Bas-côtés et porche

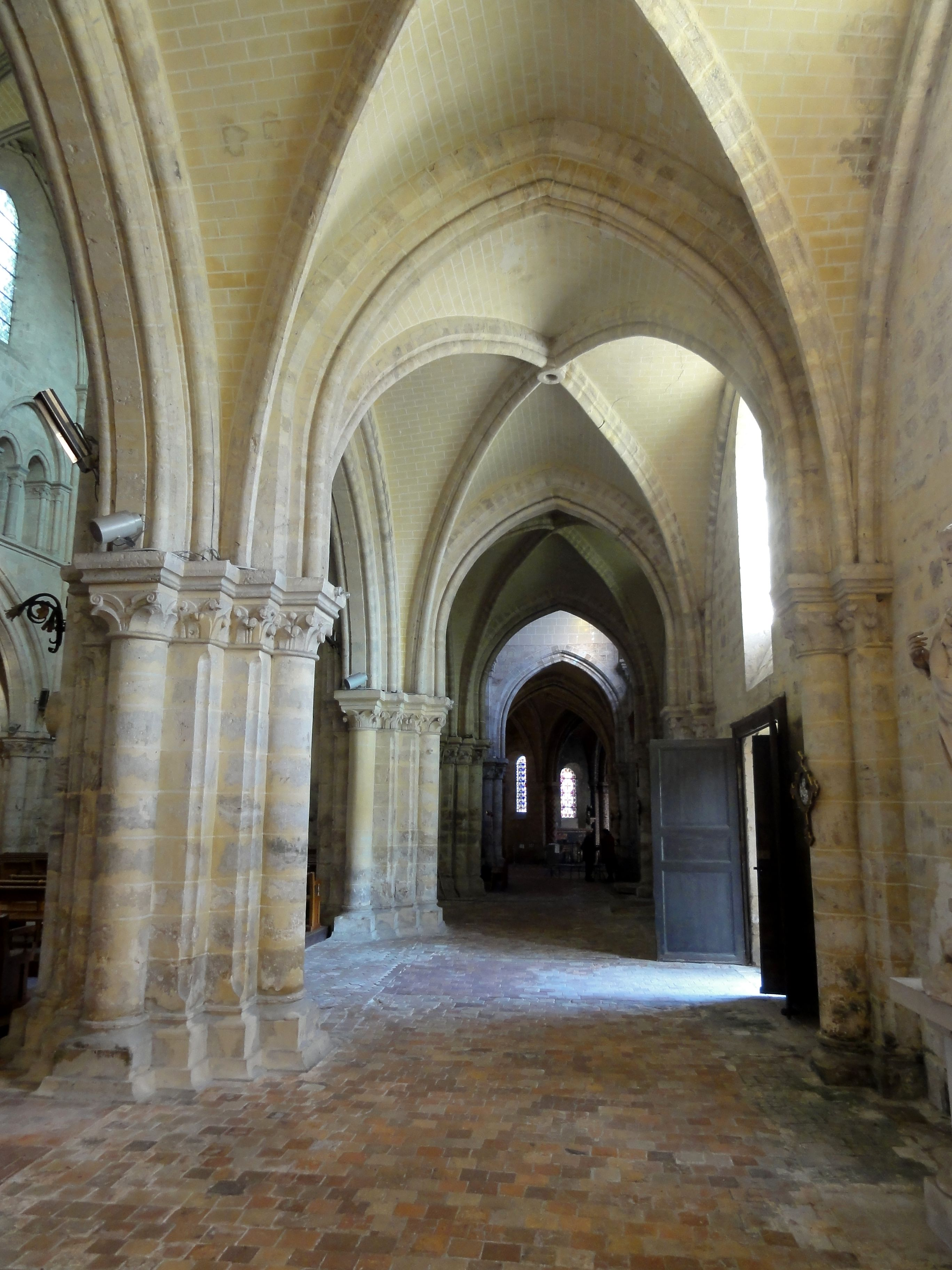
Bas-côté sud, 3e travée, vue vers l'est.

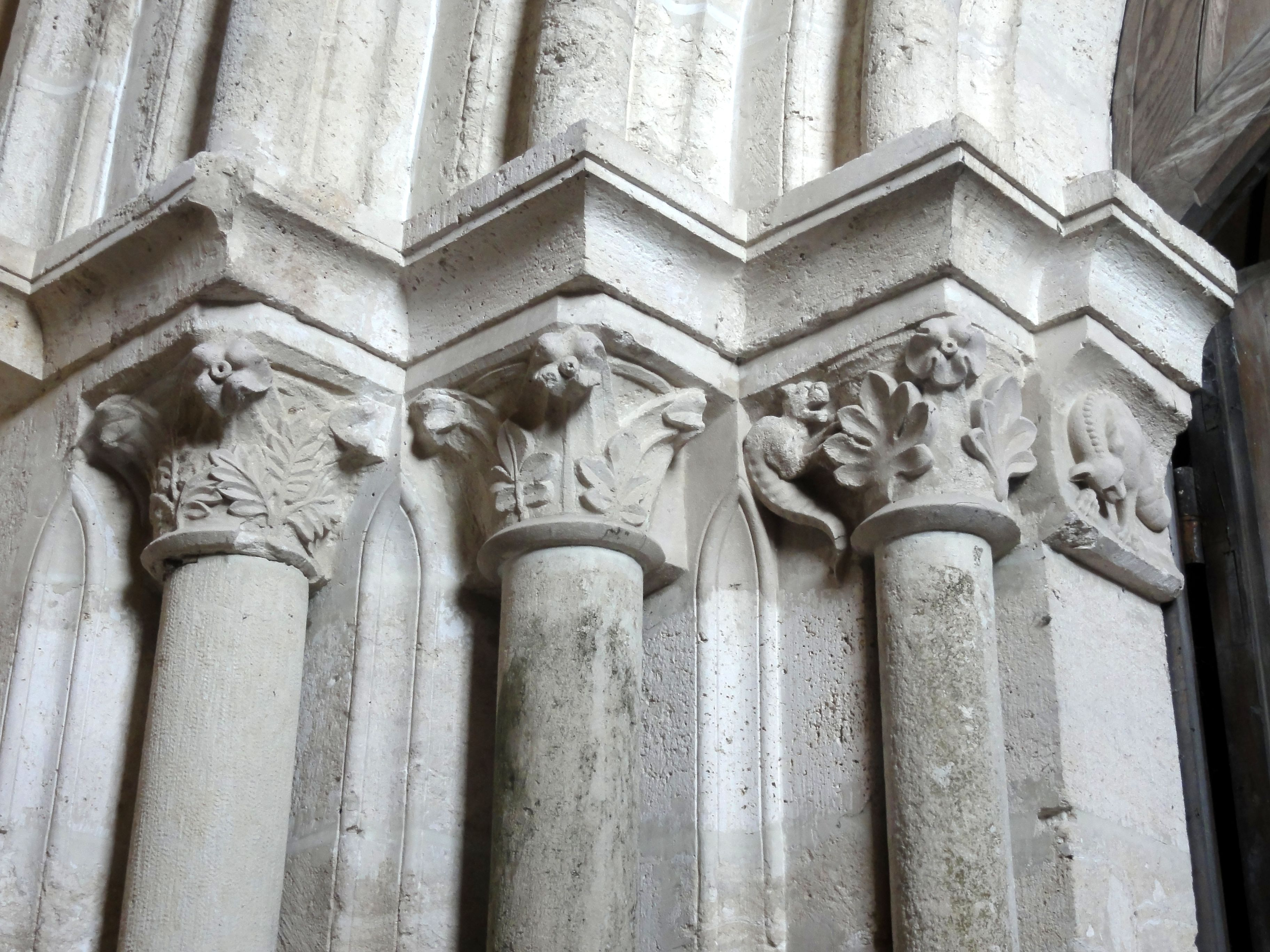
Chapiteaux à gauche du portail.

Les bas-côtés mettent bien en évidence les deux types de piliers différents, ceux du troisième quart du XIIe siècle et ceux du début du XIIIe siècle. Les supports engagés dans les murs répondent toujours au système des piliers en face. Ce sont donc, entre la seconde et la quatrième travée, de larges dosserets contre lesquels des colonnettes uniques sont appliquées. Une petite différence est que les tailloirs des chapiteaux des ogives, aux angles des dosserets, ont l'angle abattu. Les doubleaux de la même période ne sont pas identiques aux grandes arcades : le rouleau supérieur n'est pas mouluré et seulement chanfreiné, et le méplat entre les deux tores du rouleau inférieur est remplacé par une arête. C'est un profil habituel pour les ogives, mais exceptionnel pour les doubleaux et arcades, qu'on retrouve au déambulatoire. Ces doubleaux sont reçus sur trois tailloirs. Il n'y a donc pas de tailloirs dédiés pour les ogives, ni du reste pour les formerets.
En revanche, les deux seuls doubleaux du début du XIIIe siècle correspondent tout à fait aux grandes arcades de la première travée, et ici, le principe de l'équivalence du nombre des éléments à supporter et du nombre des supports est respecté. Les faisceaux de colonnettes au droit des murs gouttereaux comportent cinq colonnettes, et trois colonnettes sont logées dans les angles. En ce qui concerne les voûtes, seulement celles de la quatrième travée ont été réalisées de les années 1150 / 1160. Les ogives sont au profil d'un tore dégagé, placé sur un bandeau biseauté. Les clés de voûte sont de minuscules rosaces, qui ne dépassent pas le diamètre des ogives. Les autres voûtes ont été lancées à l'occasion de l'agrandissement de la nef par la travée supplémentaire, au début du XIIIe siècle. Elles sont assez similaires, mais le tore des ogives est en forme d'amande, et le bandeau en arrière-plan ne déborde plus. Les clés de voûte sont percés d'un trou, sans le moindre décor sculpté. Les élévations latérales ne présentent aucune particularité. L'éclairage est assuré par des lancettes simples,,.
Sous la travée de porche qui a été insérée entre le clocher et la façade au cours des travaux de restauration entre 1872 et 1876, l'on trouve le portail occidental du début du XIIIe siècle, qui a été remonté lors de la restauration. Beaucoup de blocs sculptés ont été refaits. Le tympan et le linteau n'ont pas été restitués ; ils avaient été supprimés à une période indéterminée pour tenir compte de l'exhaussement du sol. L'archivolte se compose de trois voussures moulurées d'un gros tore dégagé ; elle est en outre surmontée d'un bandeau mouluré qui est reçu sur deux culots simples.
L'archivolte retombe sur deux faisceaux de trois colonnettes à chapiteaux. Ils sont sculptés de crochets aux angles, et de feuilles appliquées au milieu des corbeilles. Sur les chapiteaux du rang de claveaux inférieur, se profilent de petites chimères, ce qui paraît peu cohérent avec le style gothique primitif, et trahit sans doute qu'il s'agit d'apports de la restauration des années 1870. Sur les piédroits du portail, le motif des chapiteaux se continue en tant que frise : une chimère apparaît à gauche, et deux crochets à droite. La base du clocher elle-même est sans intérêt. Deux hautes niches ébrasées au nord et au sud correspondent à d'anciens portails bouchés. À l'ouest, le portail occidental actuel s'ouvre sous un arc de décharge en anse de panier. Les huit nervures de la voûte retombent sur de grêles colonnettes à chapiteaux logées dans les angles. Le centre de la voûte est percé d'un trou pour la remontée des cloches,,.

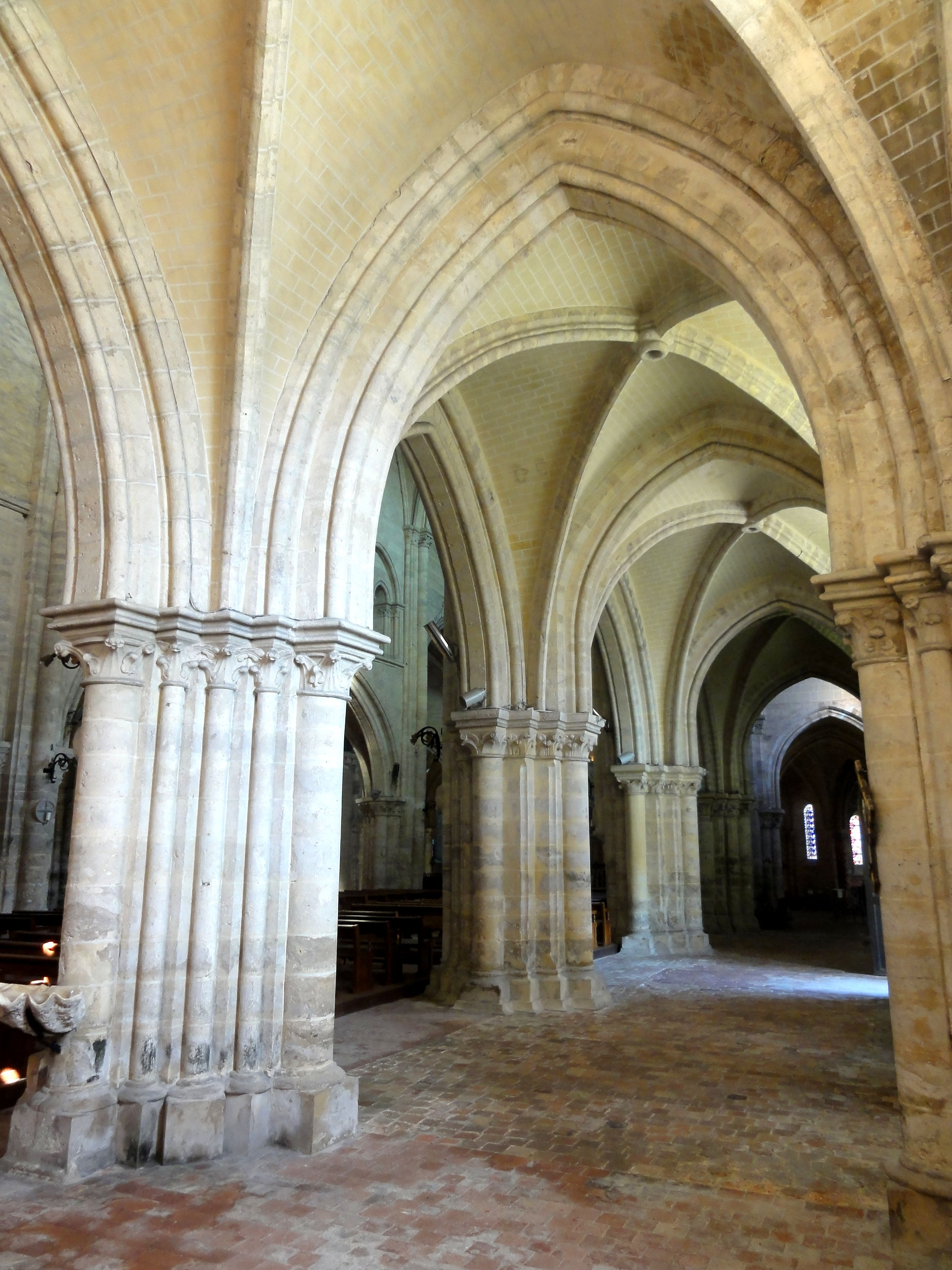
Bas-côté sud, vue vers l'est.
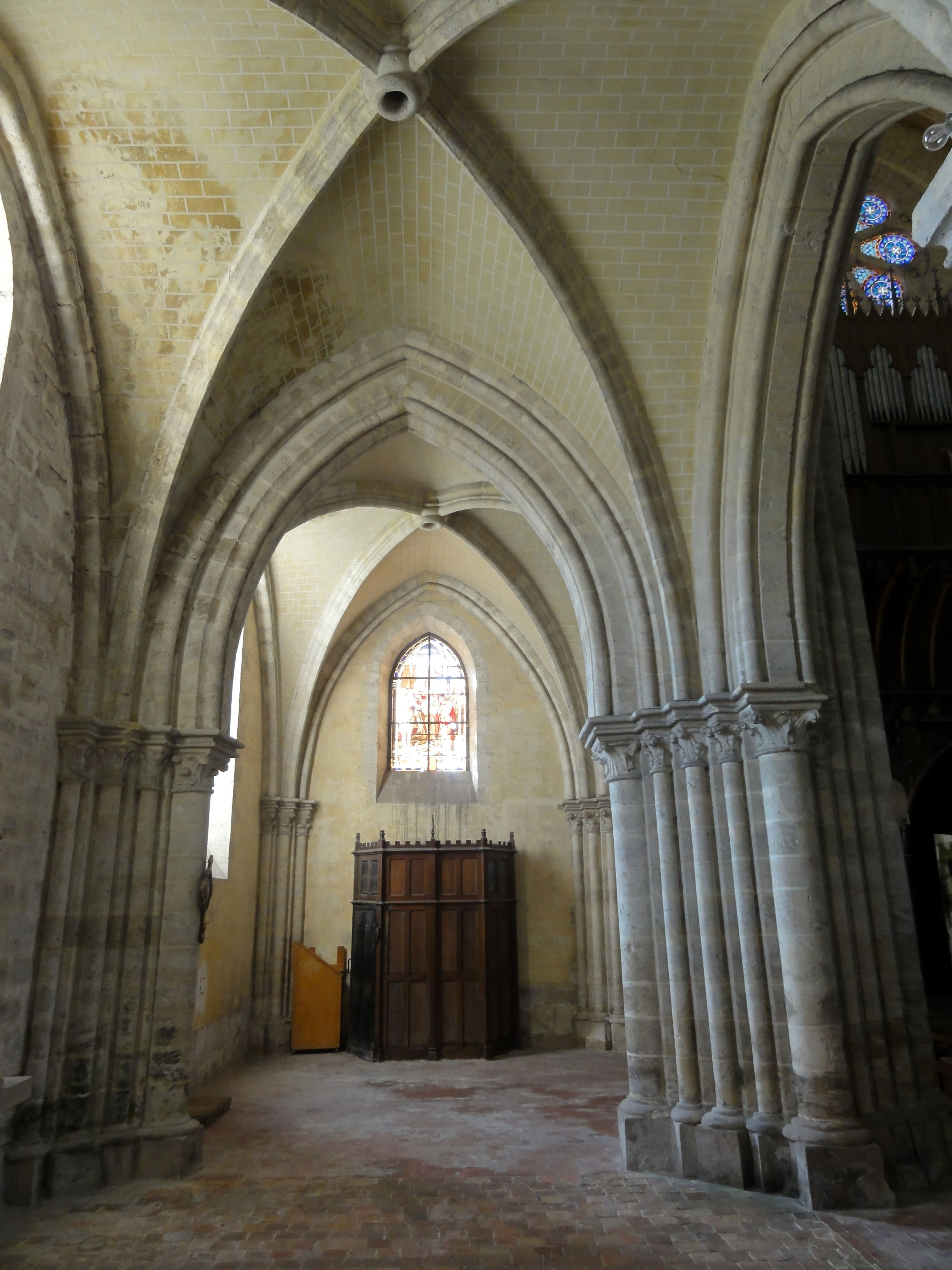
Bas-côté sud, vue vers l'ouest.
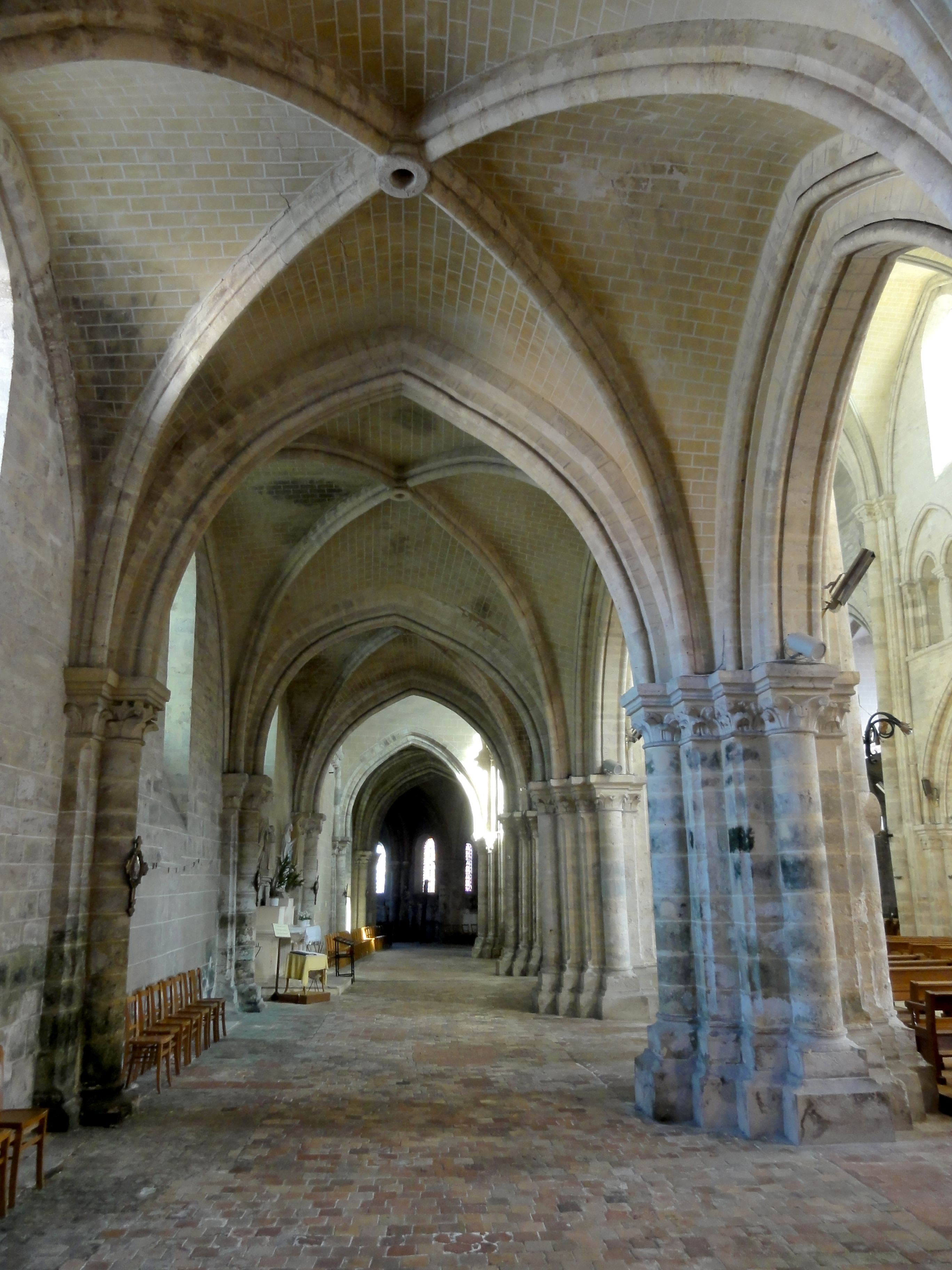
Bas-côté nord, vue vers l'est.
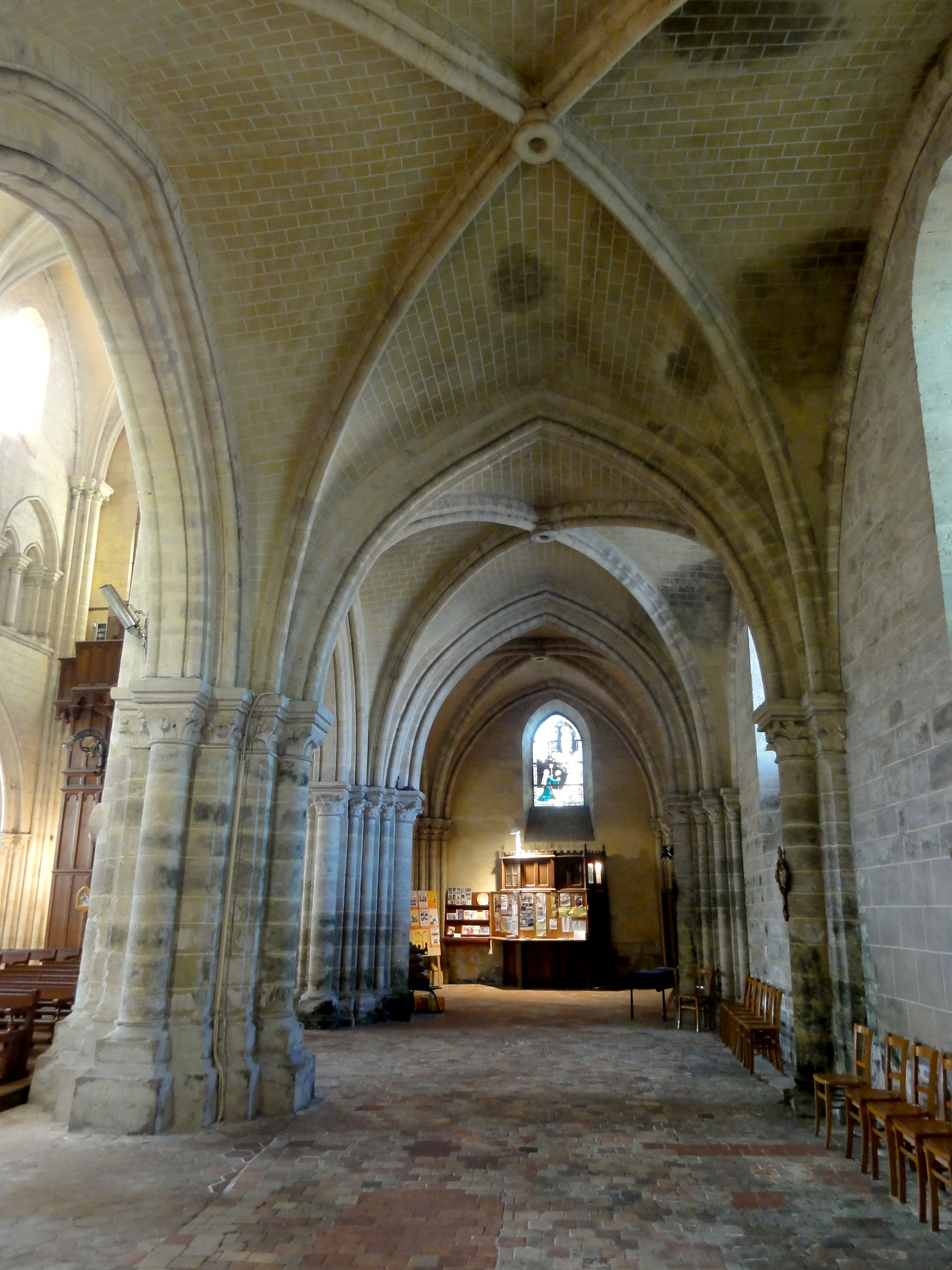
Bas-côté nord, vue vers l'ouest.
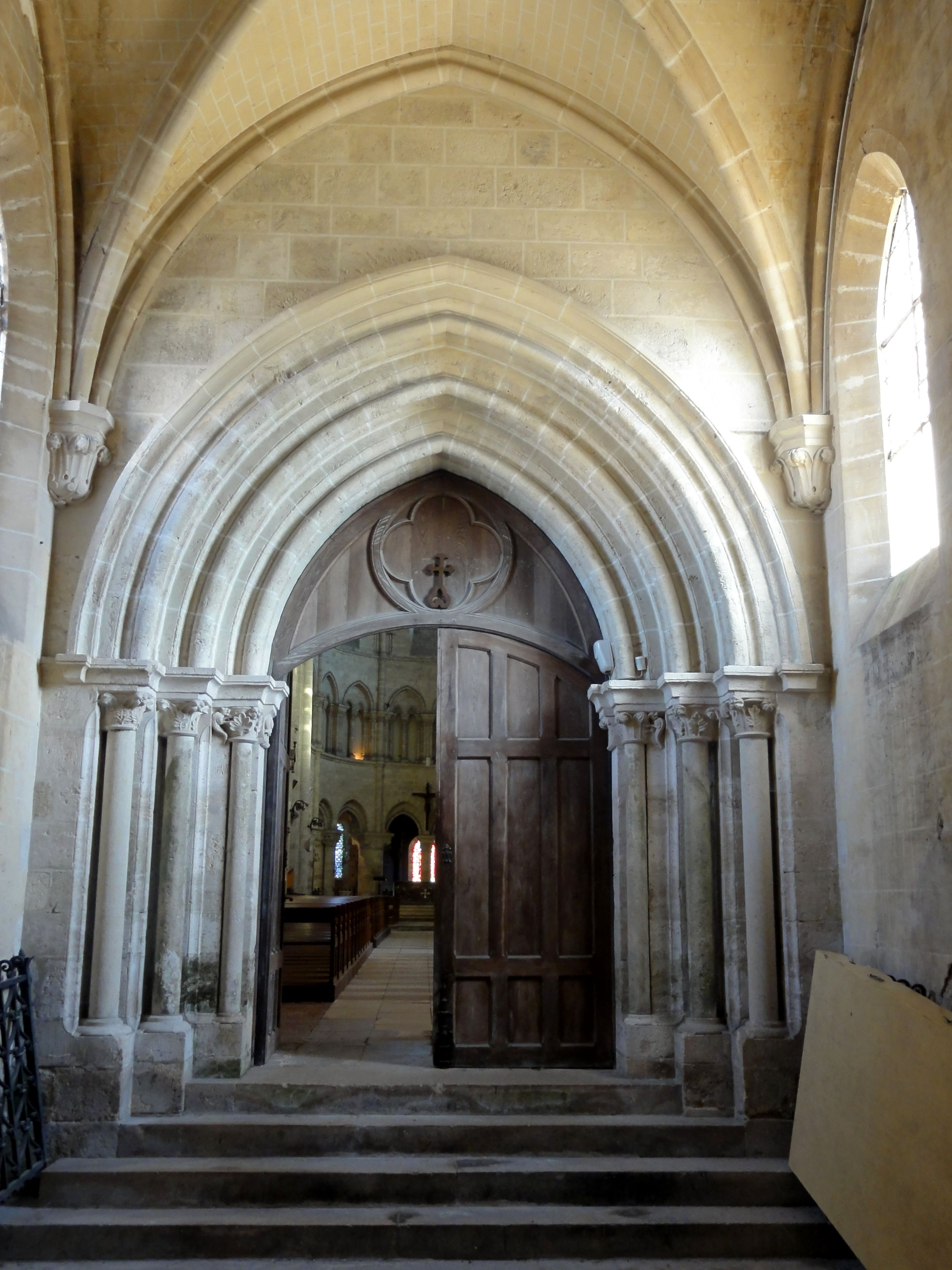
Portail occidental sous le porche.
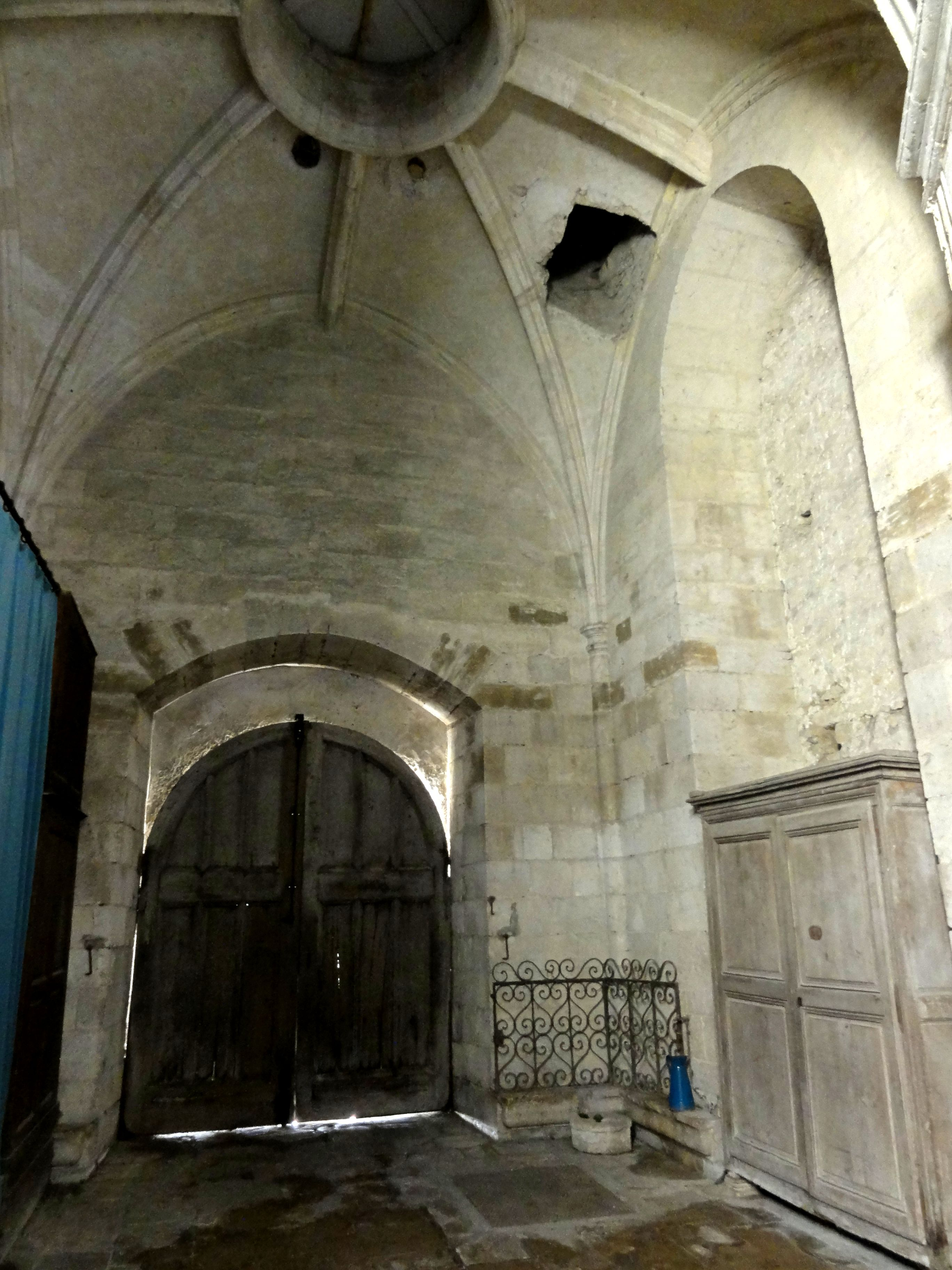
Base du clocher, vue vers l'ouest.

#### Transept

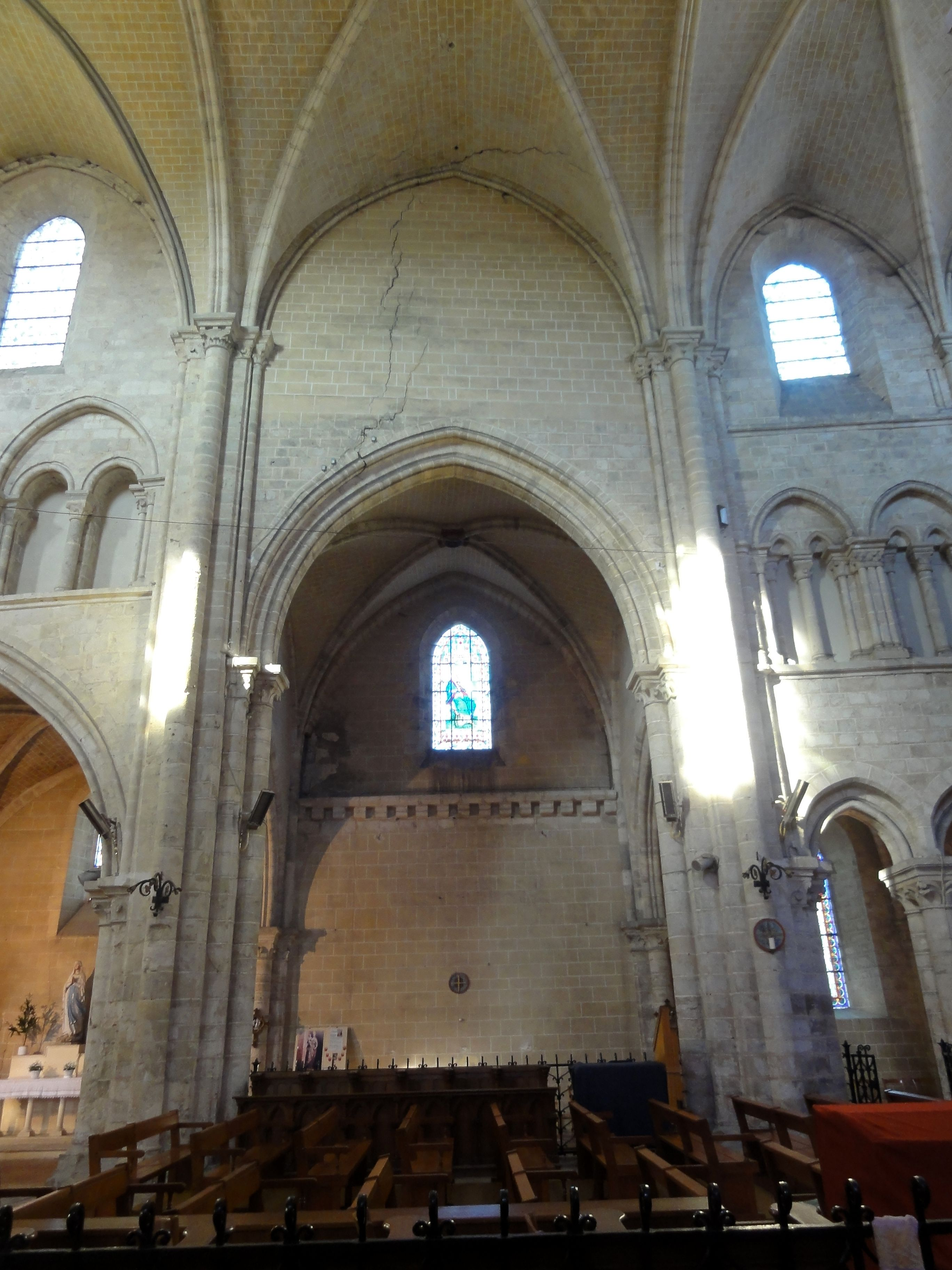
Croisée, vue vers le nord.

Le transept n'est certes pas la partie la plus réussie de l'édifice. Les arcades reliant la croisée aux croisillons atteignent tout juste le sommet des petites arcatures des fausses galeries. Au-dessus, les murs sont nus. Contrairement à la règle, la croisée du transept n'est pas carrée ; elle est seulement un peu plus profonde que les travées de la nef. La fonction de cette travée est surtout d'assurer la transition entre abside et nef, sachant que l'abside est un peu plus basse que cette dernière, et que les trois étages de l'élévation ne correspondent pas tout à fait. Ces différences sont visuellement atténuées par l'interposition d'une travée qui rompt avec l'organisation de l'élévation dans les autres travées du vaisseau central. Les croisillons, bien que nettement plus élevés que les bas-côtés et le déambulatoire, ne disposent que d'une unique fenêtre, qui se situe dans la lunette de la voûte. Ici, le mur est plus mince, ce qui a permis de relier les galeries de l'abside et de la nef par des coursières ouvertes, sans balustrade. Au-dessus, l'on trouve une courte section de voûte en berceau. La coursière du croisillon nord est en partie établie en encorbellement, qui s'appuie sur de gros corbeaux évoquant des mâchicoulis. Au niveau du premier niveau d'élévation, les murs d'extrémité des croisillons sont aveugles, ce qui explique sans doute que l'on n'a pas hésité à plaquer une sacristie devant le croisillon sud. Au-dessus des arcades vers les bas-côtés et le déambulatoire, les murs des croisillons sont également aveugles.
Si la voûte de la croisée est flamboyante, les deux doubleaux qui l'encadrent sont analogues à ceux de la nef, et les arcades vers les croisillons sont moulurées à l'instar des grandes arcades de la nef. Les piliers montrent aussi la même composition que les piliers de la nef des années 1150 / 1160. Vers l'intérieur des croisillons, l'architecte a dû résoudre le problème que des arcs doivent être supportés à deux niveaux de hauteur, à savoir les arcades vers les bas-côtés et le déambulatoire, et les formerets. Ainsi, il a muni les piliers de deux chapiteaux superposés, plutôt que de modifier la composition des piliers. Au droit des murs extérieurs, il a tout au contraire renoncé à prévoir des supports pour le rouleau supérieur des arcades. Au nord, les supports sont analogues aux bas-côtés, et les supports de la haute-voûte se fondent dans un petit pilier cylindrique engagé dans les angles, ce qui évoque une réfection flamboyante. Ce pilier retombe sur les tailloirs qui sont réservés aux arcades dans les bas-côtés. Au droit du mur méridional, les supports sont analogues aux bas-côtés, avec la différence que le dosseret n'a pas de chapiteaux au niveau des grandes arcades. C'est toutefois sur des culs-de-lampe en haut des pilastres, et non sur des chapiteaux, que sont reçues les nervures des hautes-voûtés,.

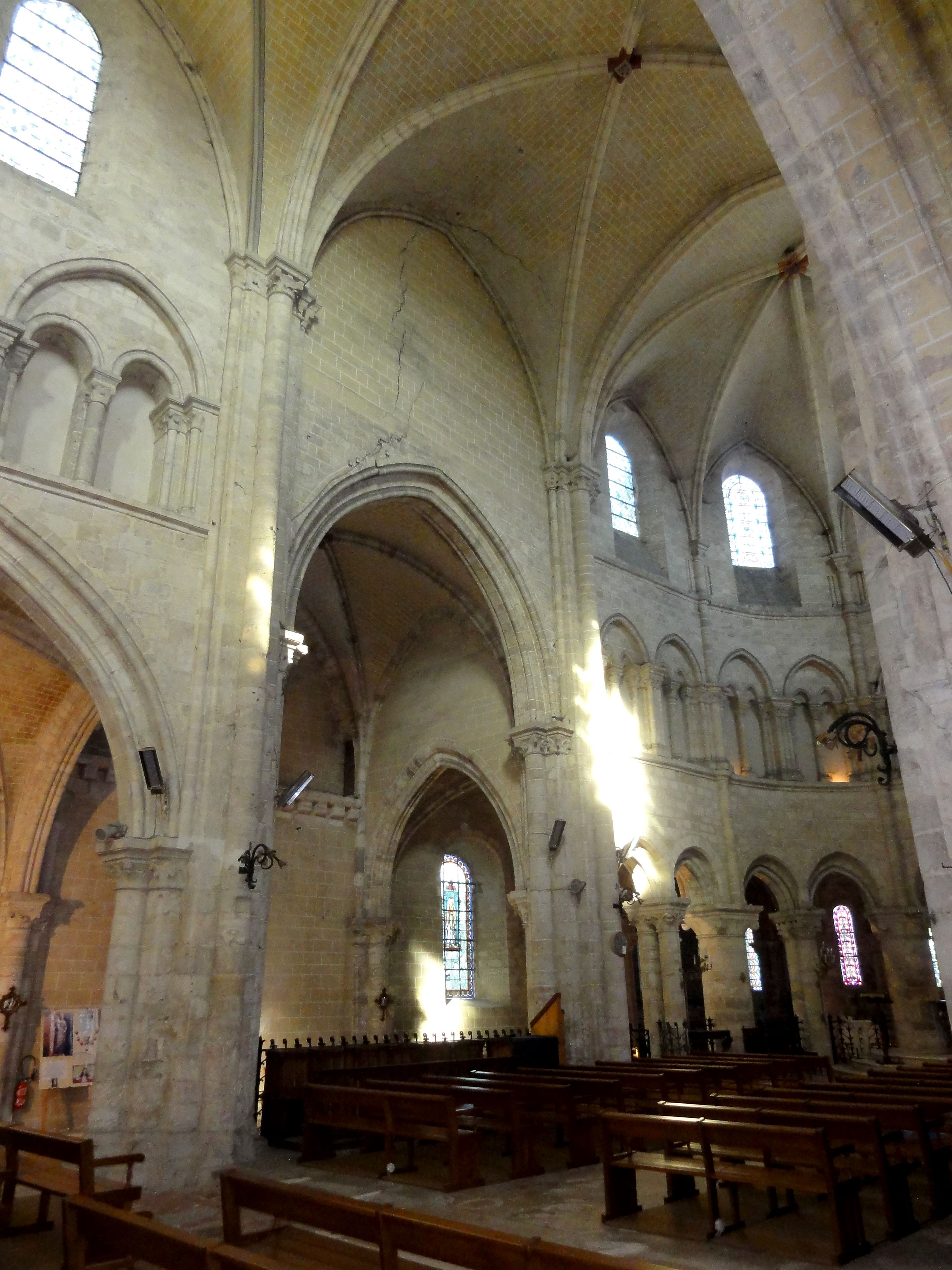
Croisée, vue vers le nord-est.
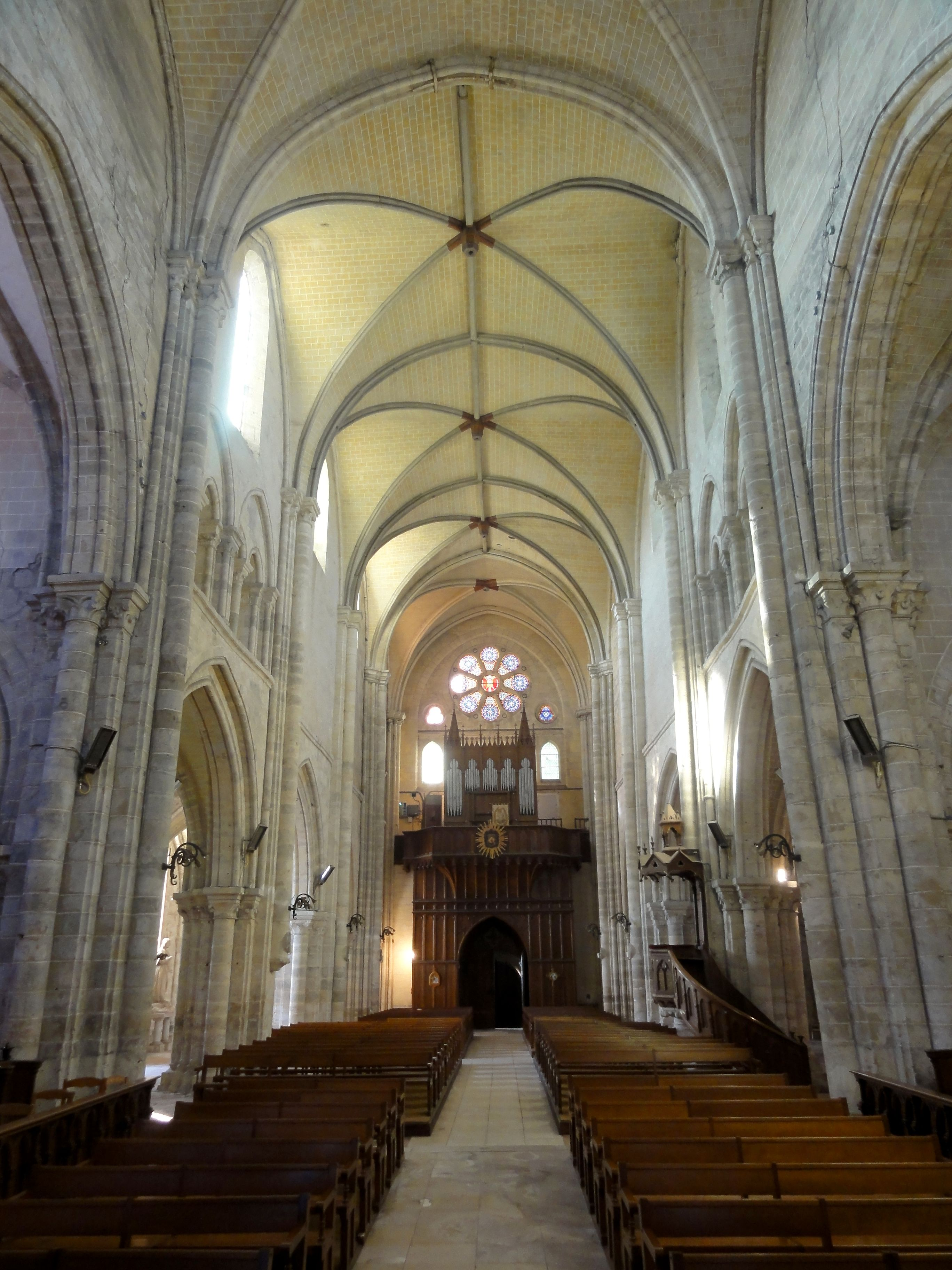
Croisée, vue vers l'ouest.
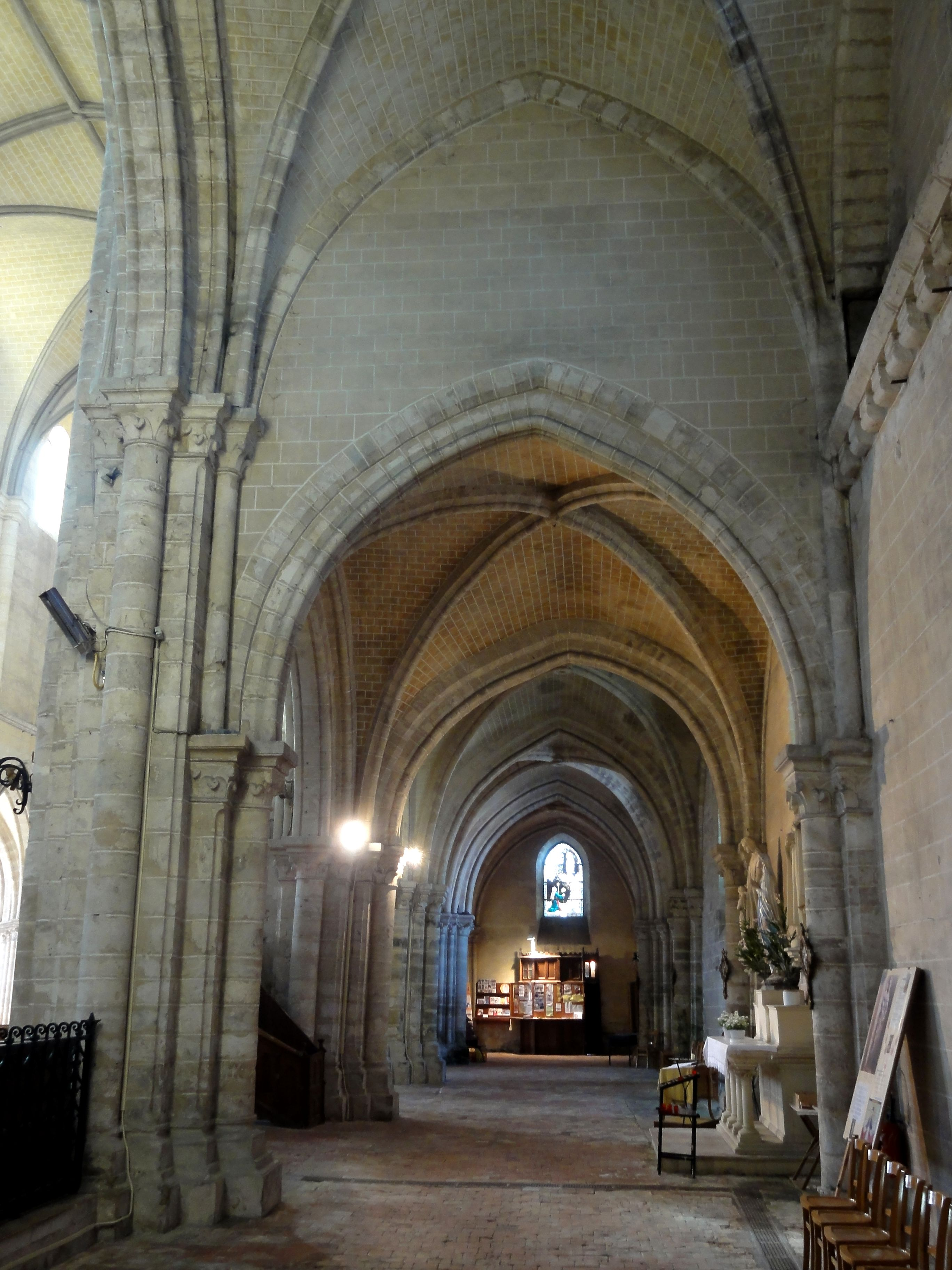
Vue depuis le bas-côté nord.
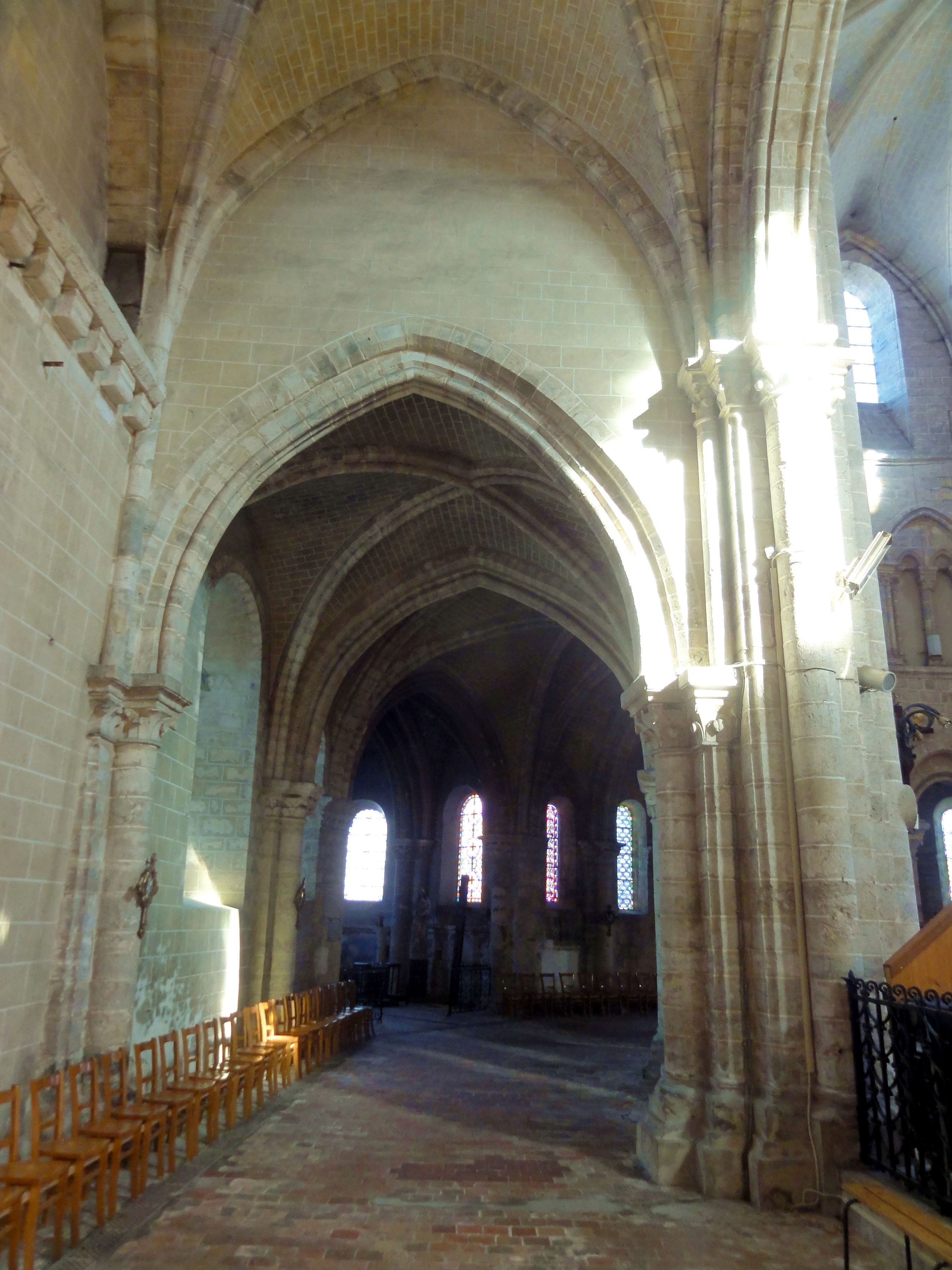
Croisillon nord, côté est.
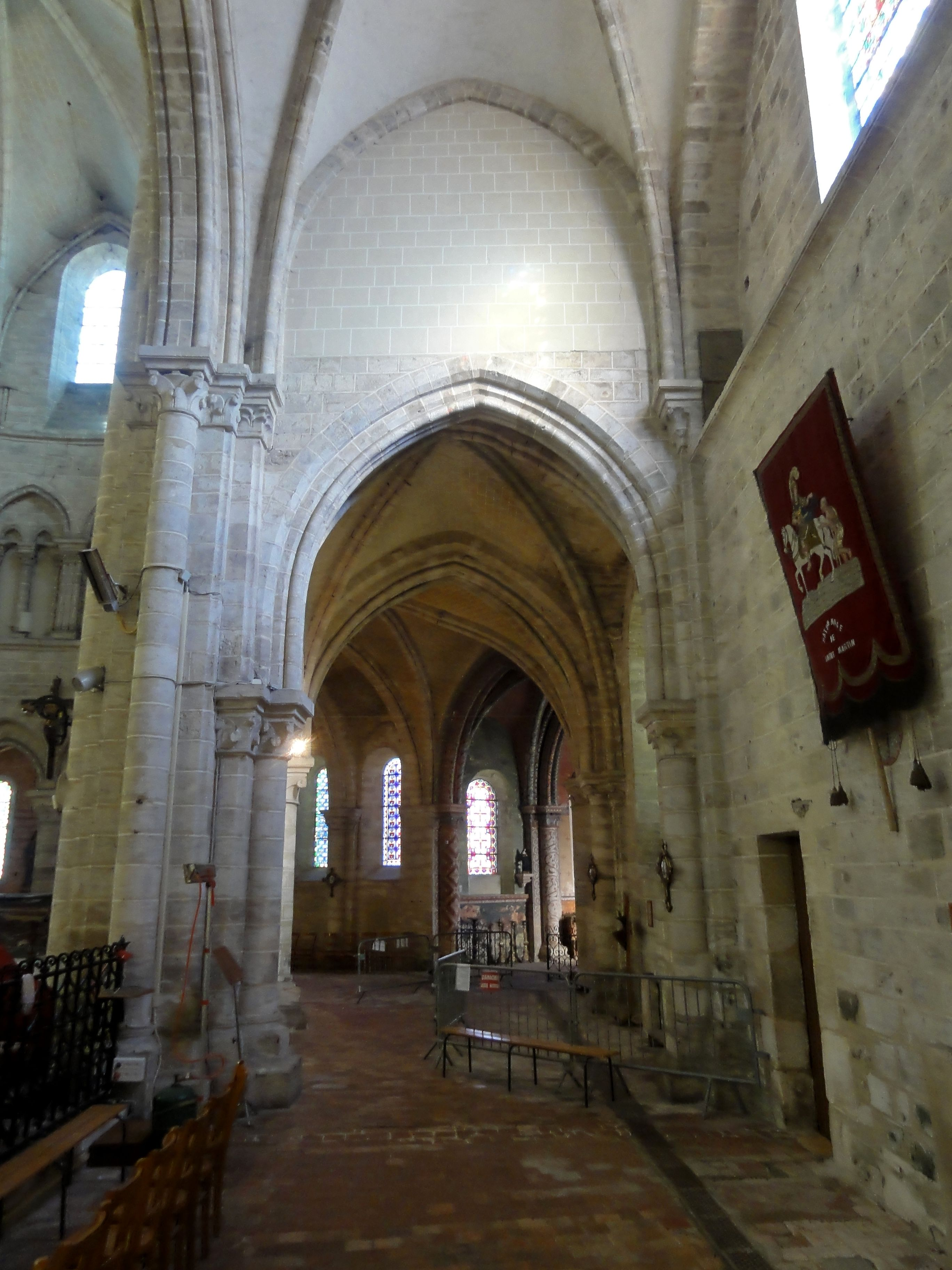
Croisillon sud, côté est.
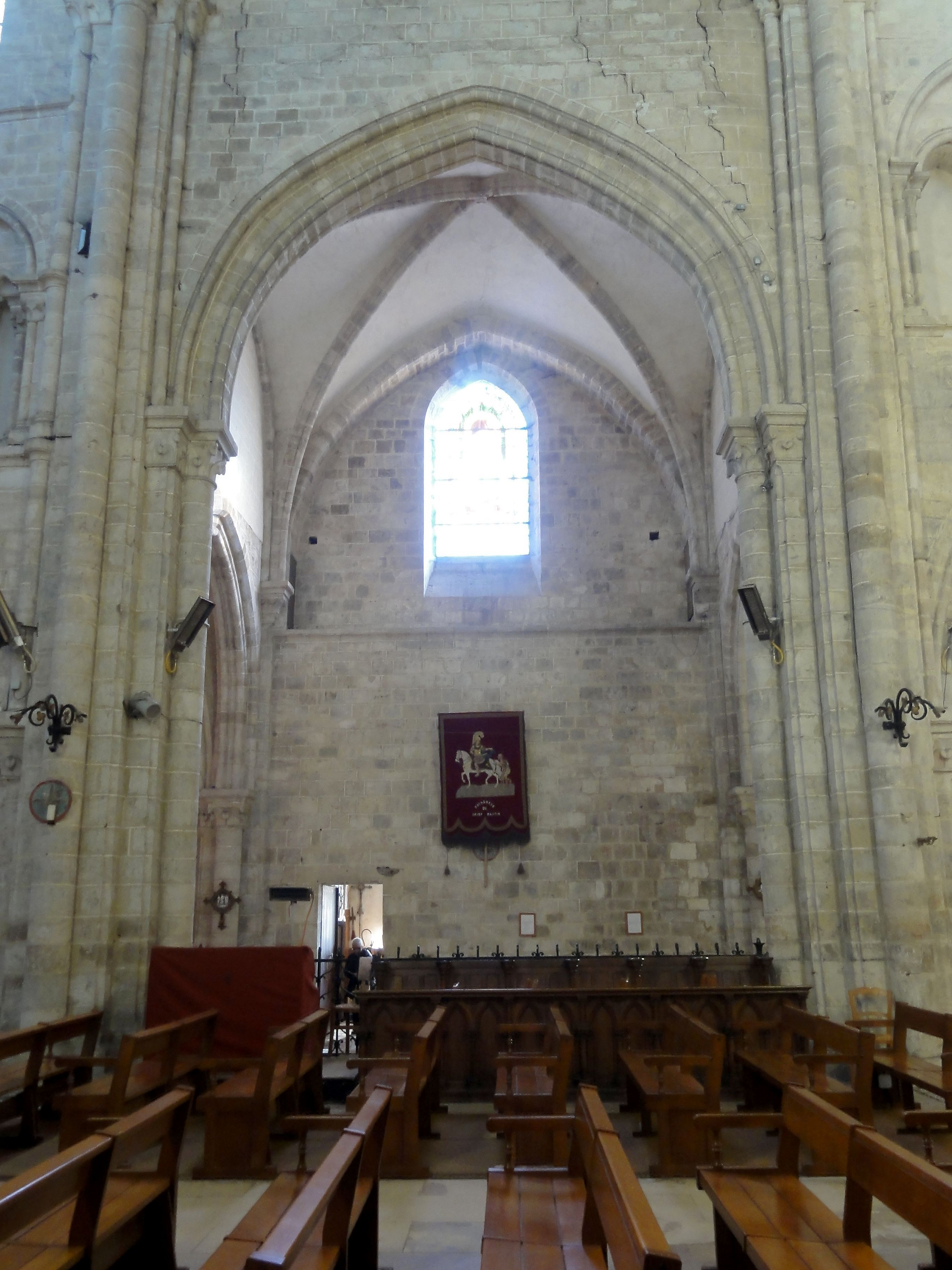
Croisillon sud.

#### Abside

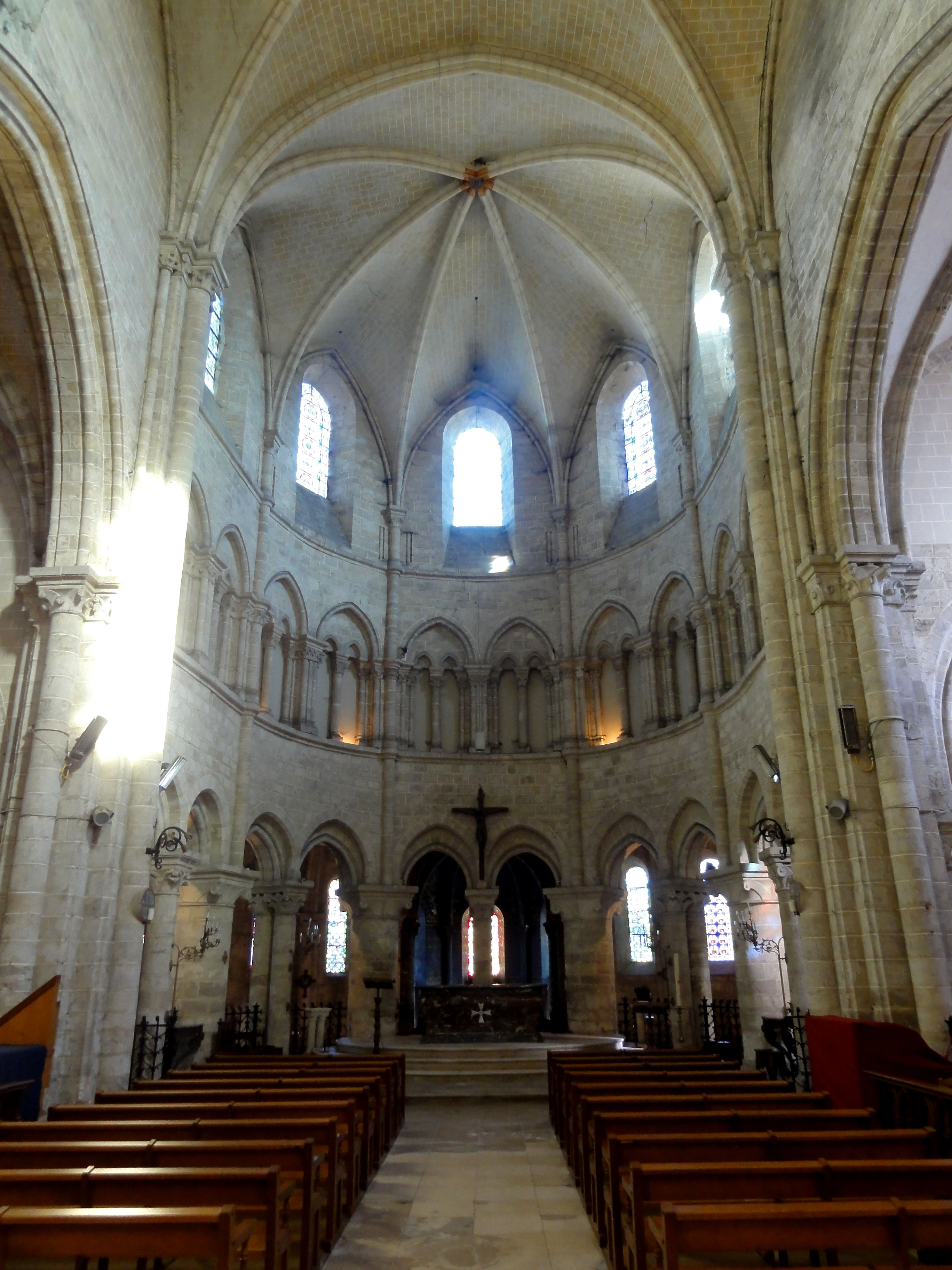
Vue dans l'abside depuis la croisée du transept.

Par ses proportions, avec une hauteur des piliers qui atteint tout juste une fois et demi la largeur, l'abside ne paraît pas particulièrement élancée. On y retrouve, à quelques différences près, déjà les mêmes élévations que dans la nef. La principale différence porte sur l'organisation des grandes arcades, qui sont au nombre de deux par travée, et retombent alternativement sur de gros piliers monocylindriques de 95 cm de diamètre, appareillés en tambour, et sur des paires de piliers nettement plus fins, où un pilier est placé derrière l'autre, comme fréquemment aux étages des tribunes ou du triforium, et aux déambulatoires des cathédrales  de Bayeux et Canterbury, et des églises de Deuil-la-Barre, Norrey-en-Bessin et Saint-Étienne de Caen. Le rouleau supérieur n'est pas mouluré, ce qui est surprenant pour un édifice de cette envergure. Une autre différence est l'existence d'un bandeau mouluré qui souligne le début de l'étage des fenêtres hautes, que les différents auteurs considèrent par ailleurs comme rebâti au XVIe siècle. Enfin, des colonnettes uniques reçoivent les nervures de la voûte dans les angles entre deux pans. Ces colonnettes sont curieusement dépourvues de bases. Elles sont baguées au niveau des deux bandeaux horizontaux, et même interceptées par des chapiteaux aux corbeilles et tailloirs ronds au niveau des chapiteaux des fausses tribunes. Ces caractéristiques s'avèrent toujours nuisibles à l'impression d'élancement. En haut, les chapiteaux du second ordre portent des tailloirs carrés,.
Pour Philippe Plagnieux, l'élévation de l'abside est « une adaptation, plus ou moins réussie, de celle de la cathédrale de Sens, l'un des monuments essentiels de l'architecture gothique à ses débuts ». Avant lui, Jacques Henriet est plus explicite. En soulignant que l'abside est contemporaine du déambulatoire de Saint-Denis, du chœur de la cathédrale de Sens et du chœur de l'abbatiale de Saint-Germer-de-Fly, il remarque que « l'architecte de Saint-Martin n'a ni le génie de celui de Saint-Denis ni de celui de Sens. Les colonnes jumelées qui alternent avec de larges piles cylindriques dans les grandes arcades du chœur ne sont que de pâles reflets des admirables créations de Saint-Étienne. Le voûtement du démbulatoire, à côté d'une trouvaille heureuse (alternance des éléments de plan quadripartite en face des chapelles et des éléments triangulaires en face des fenêtres), reflète aussi des tâtonnements qu'ignore le maître dionysien ». Outre la ressemblance avec la cathédrale de Sens, on ne peut nier des analogies avec le chœur de Saint-Germer-de-Fly. Mais bien que ce soit l'abbaye-mère de Morigny, il s'agit plutôt de convergence que d'un influencement mutuel, car en lieu et place de fausses tribunes, l'architecte de Saint-Germer a mis en place des tribunes proprement dites, qui sont voûtées d'arêtes,.

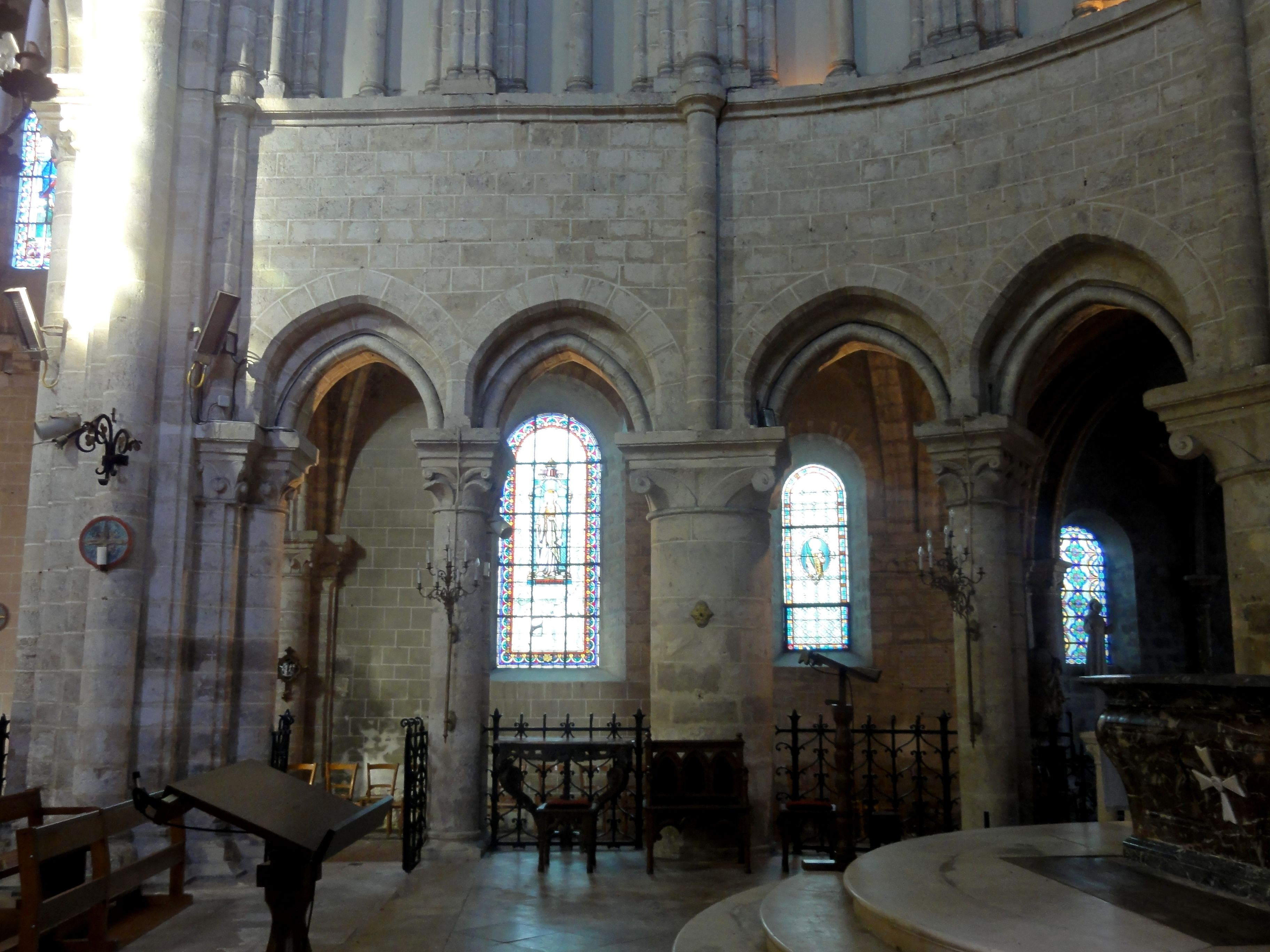
Grandes arcades du nord.
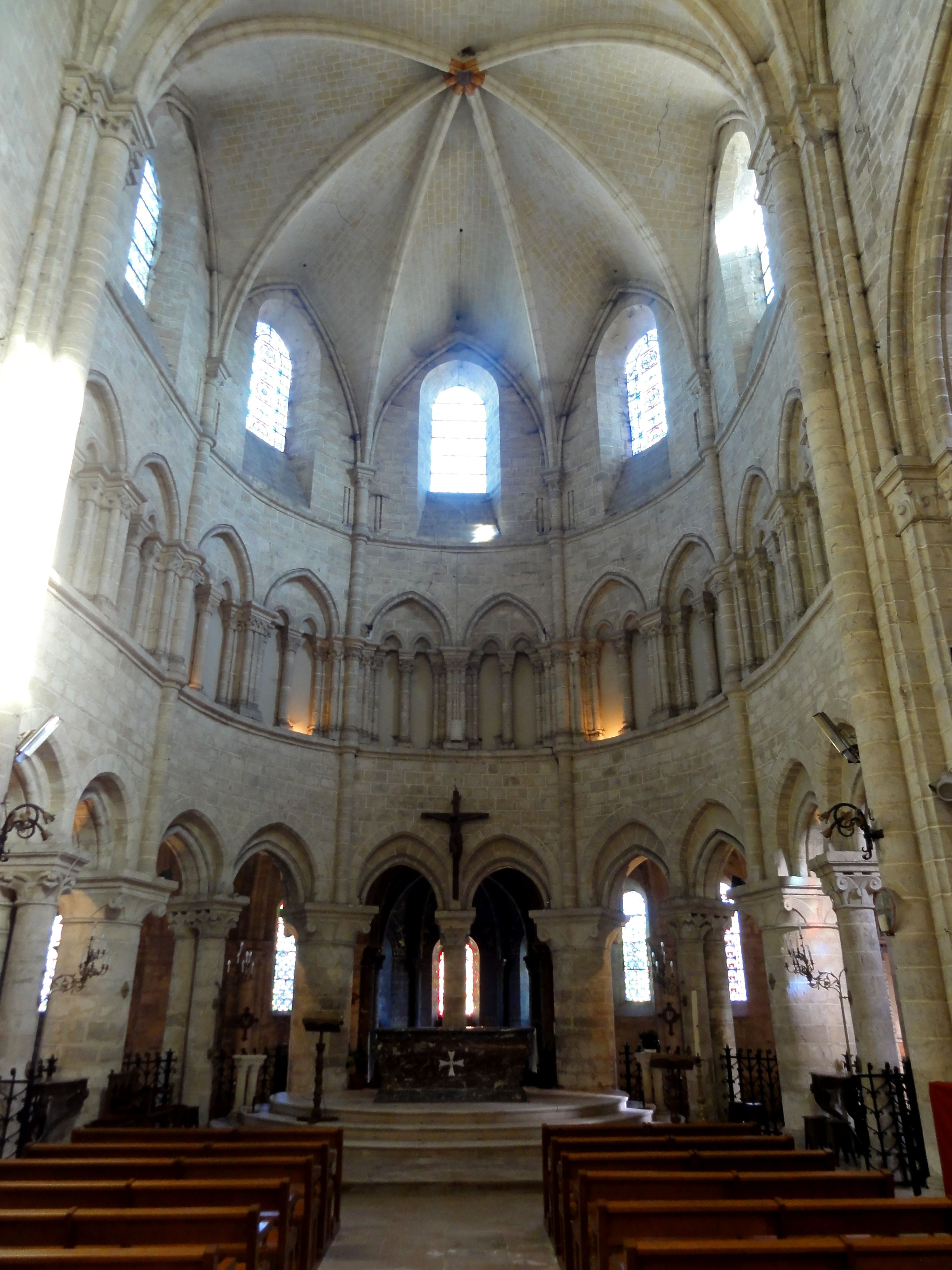
Vue vers l'est.
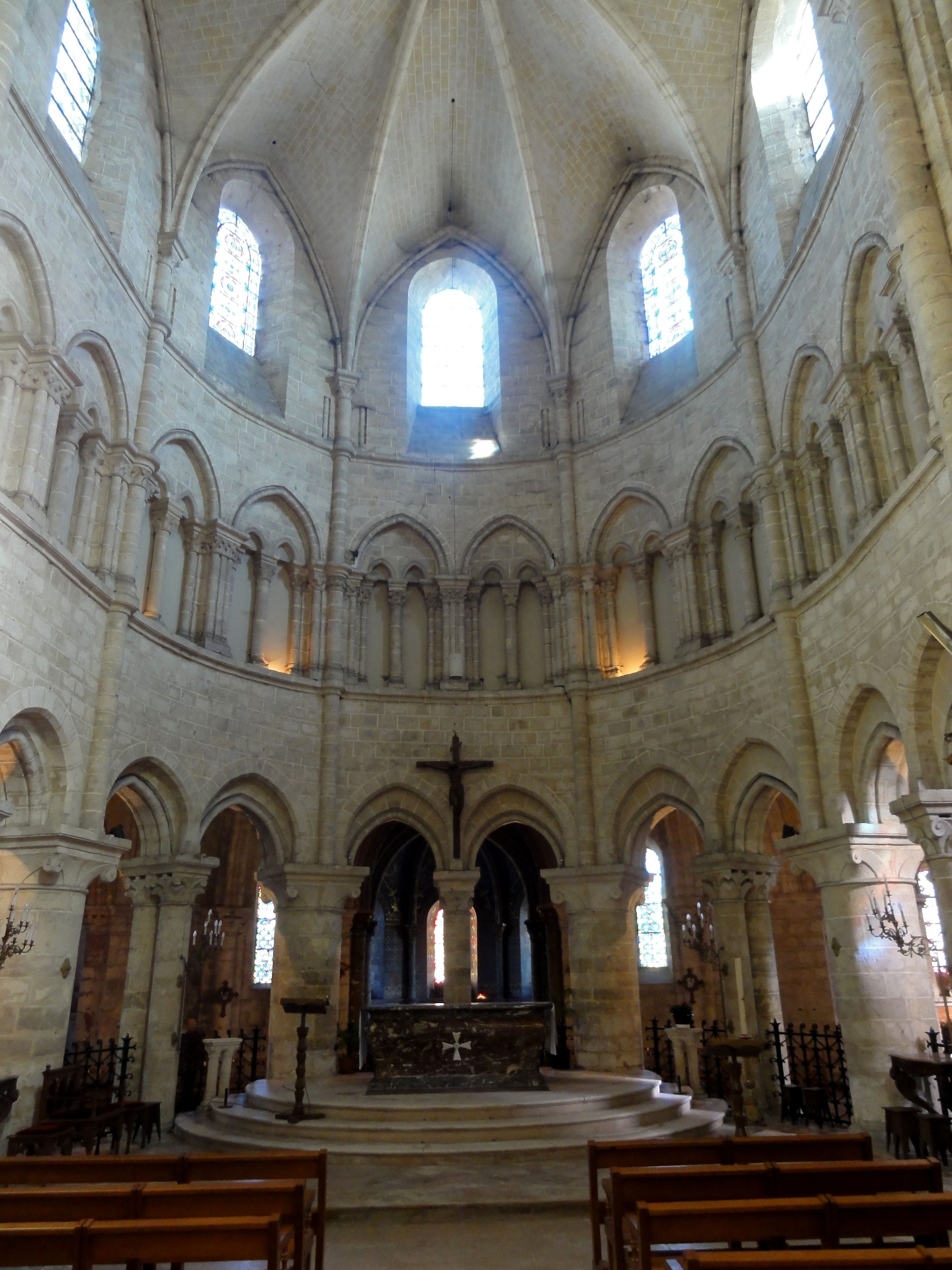
Vue vers l'est.
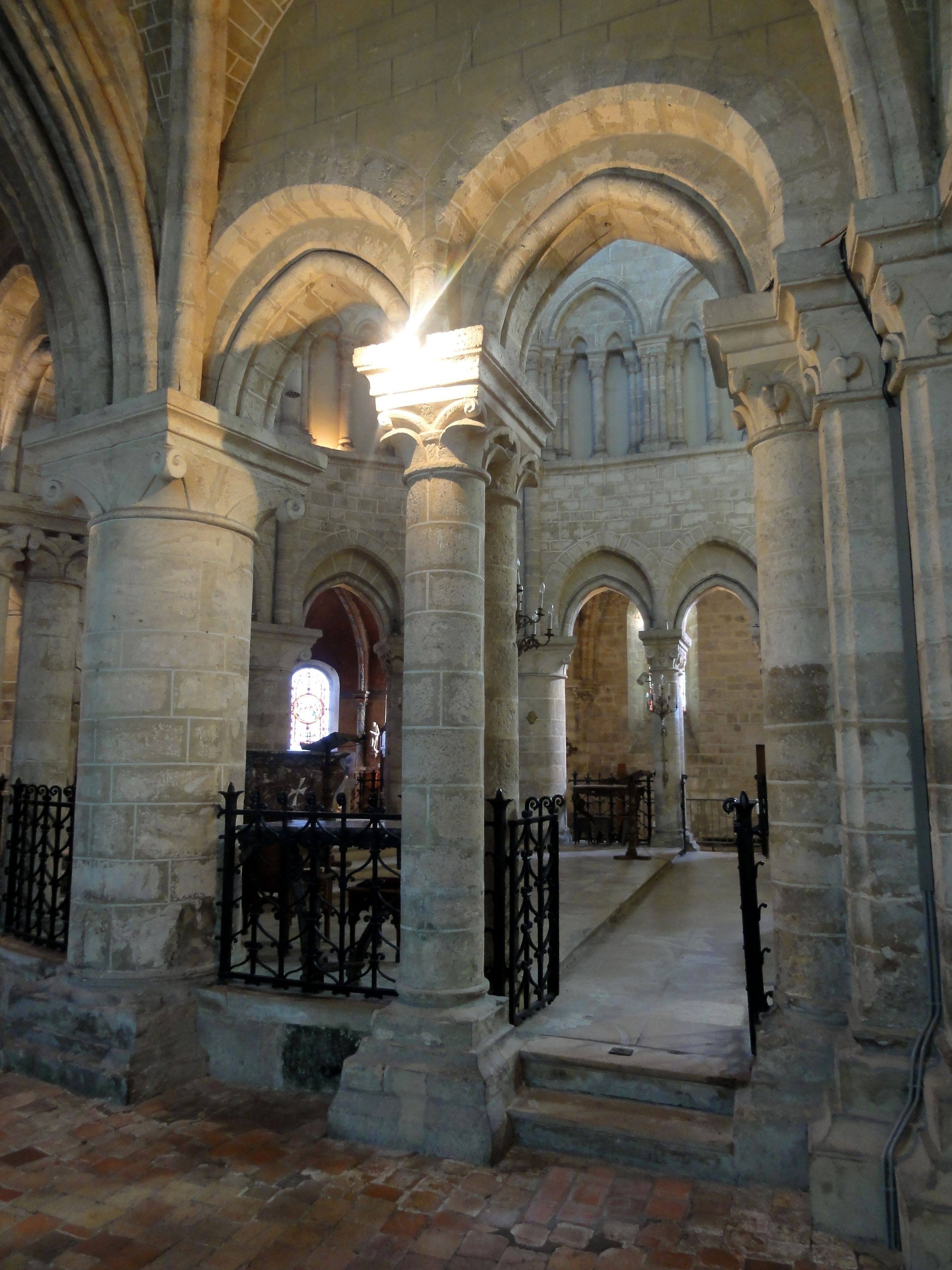
Vue depuis le déambulatoire.
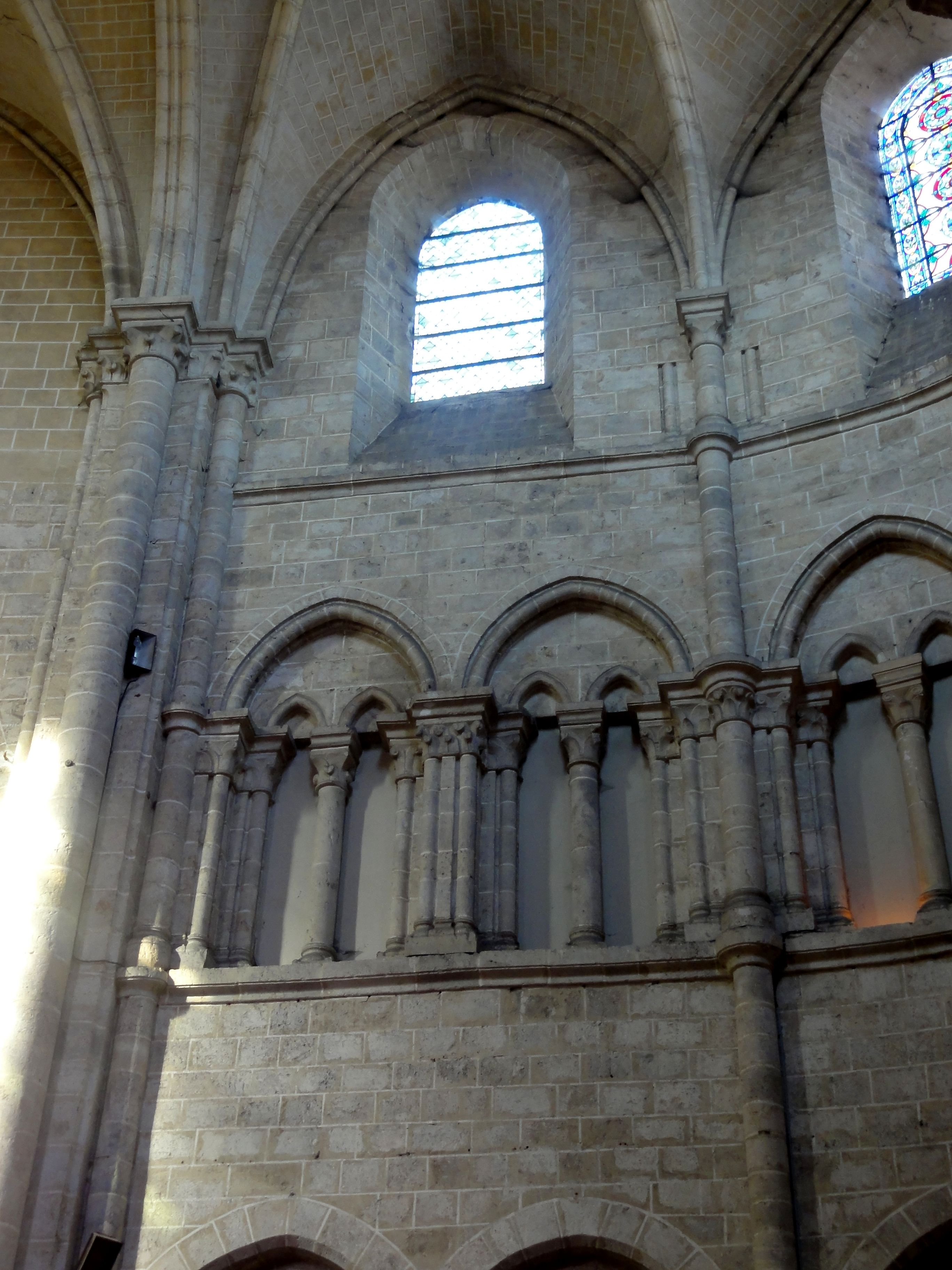
Parties hautes côté nord.
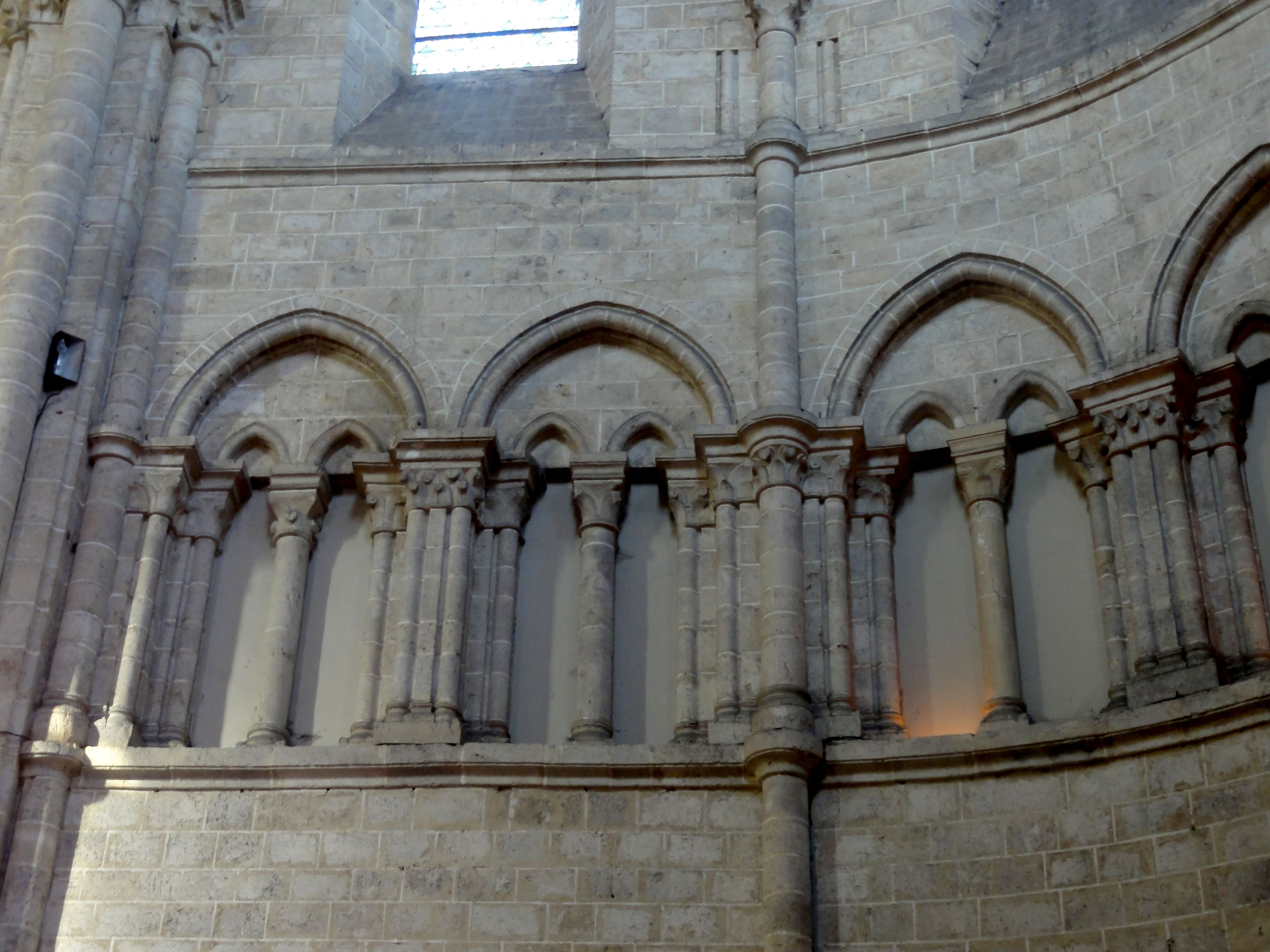
Arcades des fausses tribunes.

#### Déambulatoire et chapelles rayonnantes

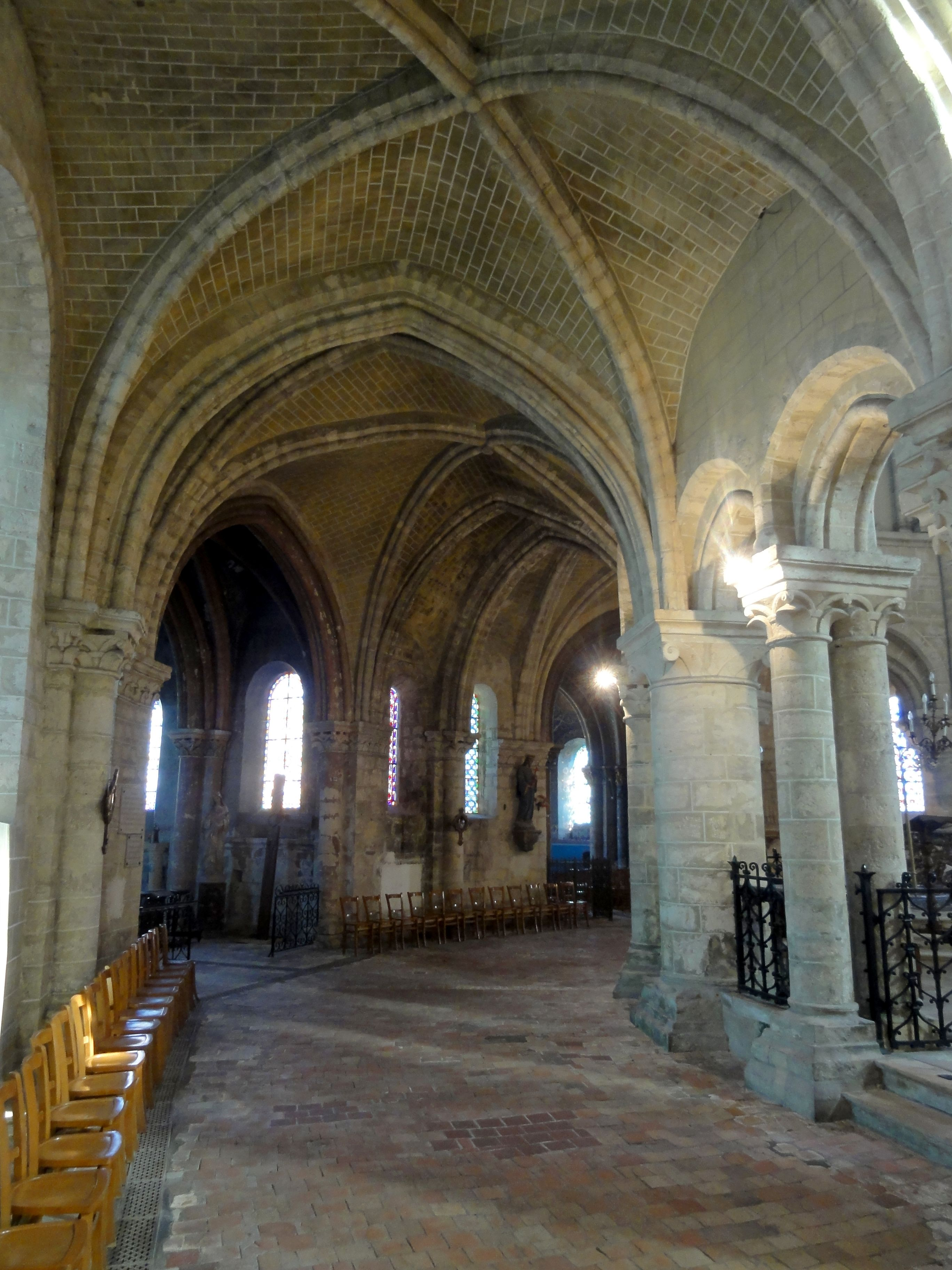
Déambulatoire nord, vue vers l'est.

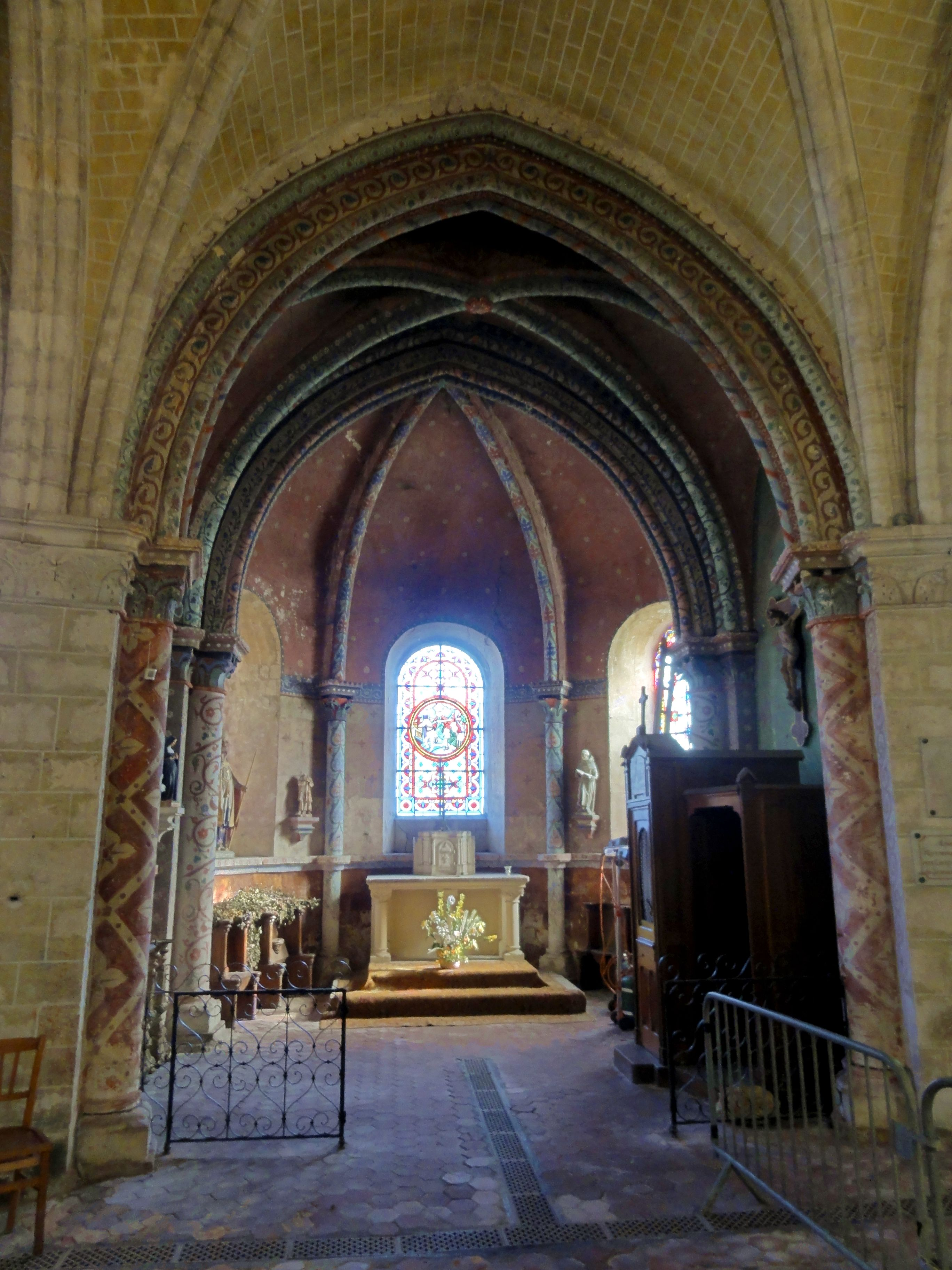
Vue dans la chapelle sud-est.

Le plan du chevet évoque, selon Jacques Henriet, le XIe siècle. Avec Saint-Martin-des-Champs, il fournit, dans la région, le seul exemple d'un déambulatoire avec des chapelles aussi profondes. Eugène Lefèvre-Pontalis relève de nombreuses irrégularités, qui concernent la distance variable entre les colonnes du rond-point de l'abside (entre 1,35 m et 1,62 m) ; la largeur du déambulatoire, qui est plus grande au nord qu'au sud (5,36 m par rapport à 4,92 m) ; et l'ouverture des chapelles, qui est de 4,70 m pour la chapelle d'axe, la plus profonde, mais de 5,36 m pour la chapelle nord-est, et de 4,88 m pour la chapelle sud-est. Globalement la largeur du déambulatoire est exceptionnelle. — Les tailloirs des colonnettes gémelées du rond-point de l'abside ne supportent aucune nervure correspondant au déambulatoire. Ce sont donc les tailloirs des gros piliers qui reçoivent à la fois deux ogives, deux doubleaux, et, selon les cas, une nervure supplémentaire analogue aux doubleaux. Cette particularité résulte des voûtes triangulaires qui sont insérées entre les cinq voûtes approximativement carrées, qui se situent au nord et au sud du rond-point, et devant les chapelles, selon un principe propre à l'école champenoise (collégiale Notre-Dame-en-Vaux de Châlons-en-Champagne et basilique Saint-Remi de Reims).
Le nombre important des nervures explique peut-être que le maître d'œuvre a renoncé aux formerets vers le rond-point, mais il n'y en a pas non plus vers l'extérieur. Ici, il y a effectivement des murs, et non seulement des doubleaux, contrairement à la plupart des déambulatoires. Le déambulatoire prend donc le jour par des fenêtres en plein cintre, qui sont au nombre d'une au nord et au sud, où il n'y a pas de chapelles, et au nombre d'une par travée triangulaire, ce qui donne deux fenêtres entre deux chapelles. Les supports vers l'extérieur sont de deux types, qui sont influencés par le monde roman et la basilique de Vézelay, comme déjà signalé à propos de la nef et des bas-côtés. À la retombée des doubleaux qui délimitent les voûtes carrées, les supports sont de simples dosserets. À la retombée des nervures qui subdivisent les deux voûtes triangulaires de part et d'autre de la travée axiale, l'on trouve les mêmes supports que dans les bas-côtés. Les ogives des voûtes carrées correspondent à la quatrième travée des bas-côtés (qui abritent les seules voûtes du XIIe siècle à l'ouest du transept). Les doubleaux et les nervures supplémentaires assimilées à ceux-ci présentent une arête entre deux tores, et un rouleau supérieur chanfreiné pour les doubleaux proprement dits. Ces dispositions ont également été reproduites dans les bas-côtés,.
Les chapelles rayonnantes ont été équipées d'une polychromie architecturale néogothique, en faisant appel à différents registres chromatiques selon les chapelles, qui s'accommodent plus ou moins bien avec l'esprit de la première période gothique. Les trois chapelles s'ouvrent indifféremment par des doubleaux analogues aux grandes arcades de la nef. Ensuite, les deux chapelles plus petites au nord-est et au sud-est présentent déjà des doubleaux s'appuyant sur des supports du même type que dans les bas-côtés, ce qui souligne la grande homogénéité stylistique de la collégiale. Les deux rouleaux des doubleaux sont moulurés, ce qui n'est pas le cas dans les bas-côtés ; en revanche, aucune des deux voûtes n'est munie de formerets. Tous les auteurs ne manquent pas d'observer la dichotomie entre l'archaïsme de la forme des piliers et le modernisme du voûtement d'ogives, qui n'est pas encore systématiquement appliqué dans les églises de la région à l'approche du milieu du XIIe siècle, comme l'illustrent la nef de la collégiale Notre-Dame, et plus tard encore, la collégiale Saint-Martin de Champeaux. Dans les absides des deux petites chapelles, ce contraste est moins perceptible, car la limite entre le mur et les voûtains est fluide, et l'impression est proche d'une voûte en cul-de-four nervurée. Comme au déambulatoire, les fenêtres sont en plein cintre. Des colonnettes uniques en délit reçoivent les ogives de part et d'autre de la baie d'axe. La sculpture des chapiteaux est d'un bon niveau, et fait souvent appel à la feuille d'acanthe. Une particularité est le bandeau mouluré qui court à la limite des allèges, et qui fait le tour des deux colonnettes près de la baie d'axe, tout en s'éclipsant au niveau des supports du doubleau intermédiaire. Pour ce qui est de la chapelle axiale, plus grande et plus profonde que les deux autres, elle se distingue par l'existence de formerets plats et non moulurés dans la première travée, et des piliers plus complexes. Le noyau correspond à la moitié d'un pilier cruciforme. Les formerets et le rouleau supérieur retombent directement sur le pilier, qui à ces endroits est pourvu de tailloirs et chapiteaux. Pour les ogives, des colonnettes sont logées dans les deux angles, et pour le rouleau inférieur du doubleau, des colonnettes légèrement plus fortes sont engagés dans les faces antérieures des piliers,.

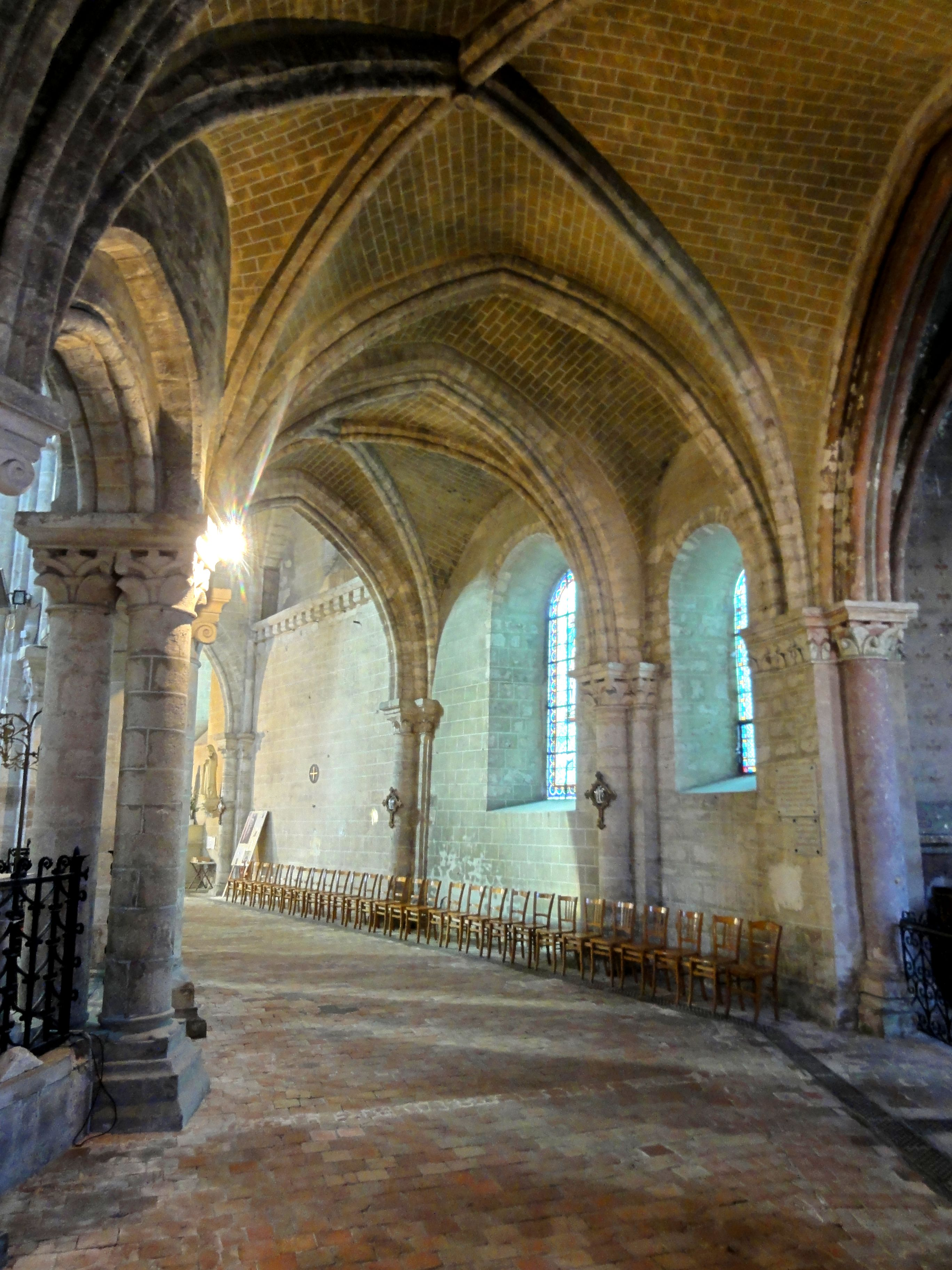
Déambulatoire nord, vue vers l'ouest.
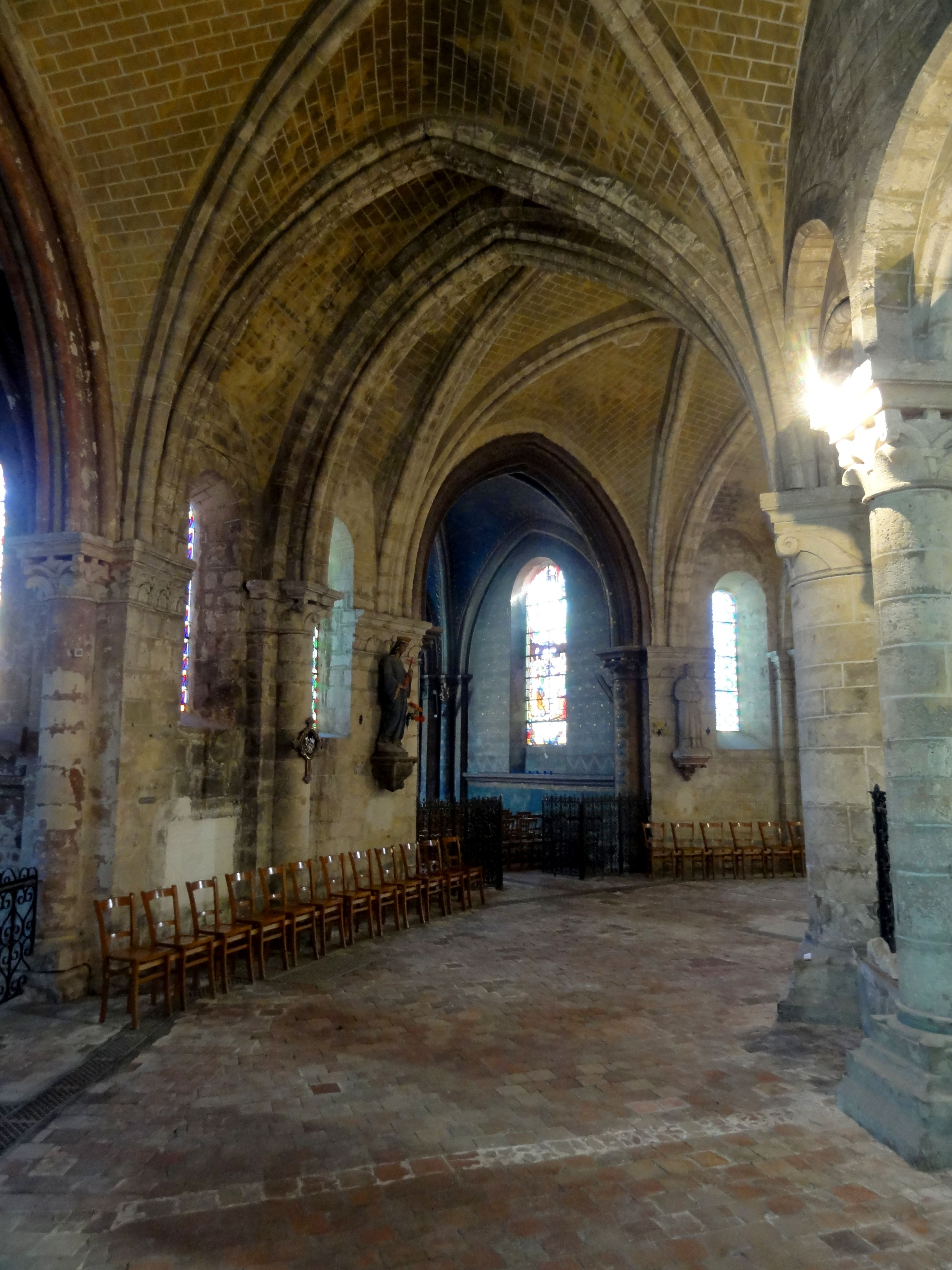
Déambulatoire nord, vue vers le sud-est.
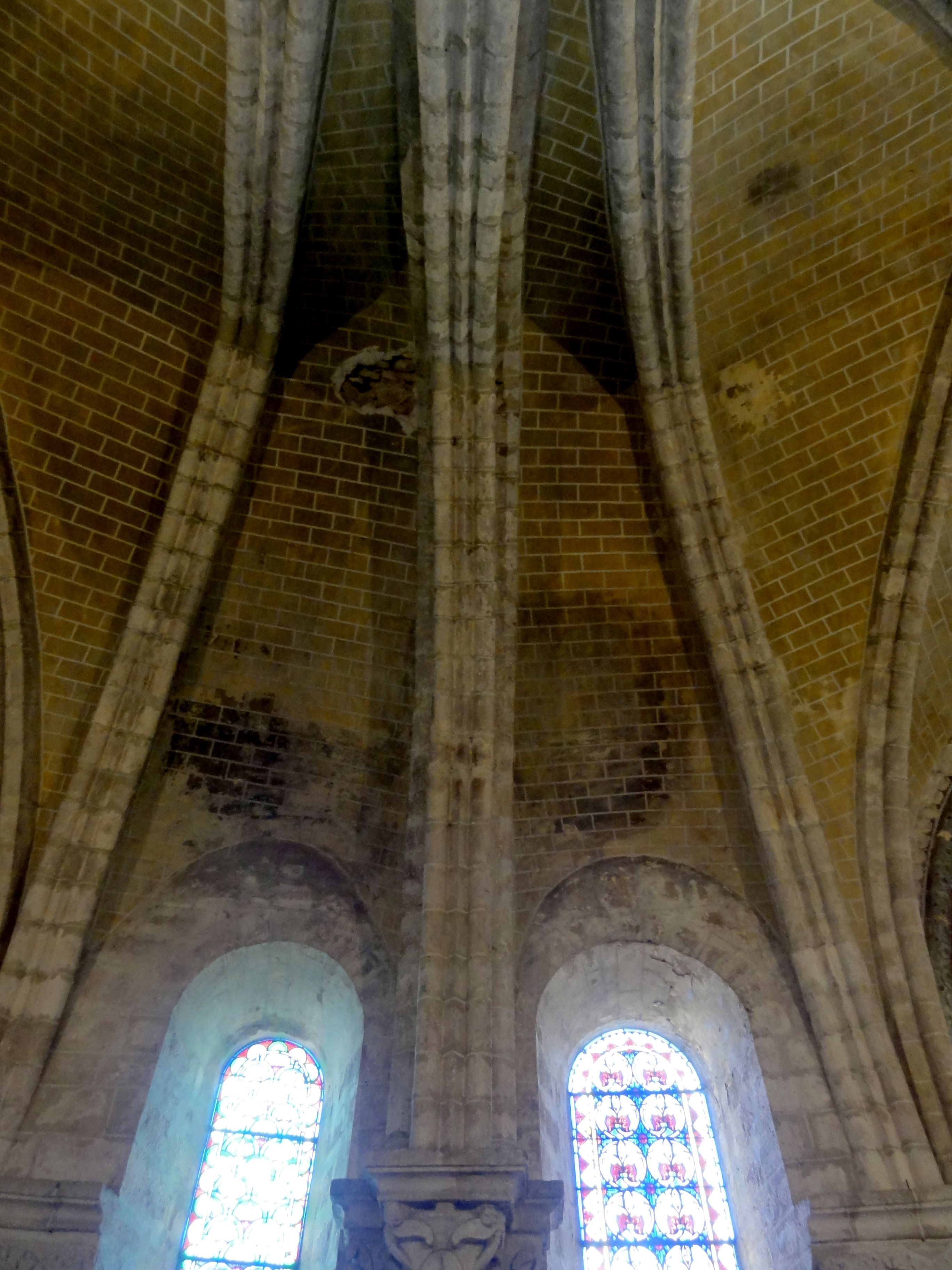
Intervalle entre deux chapelles.
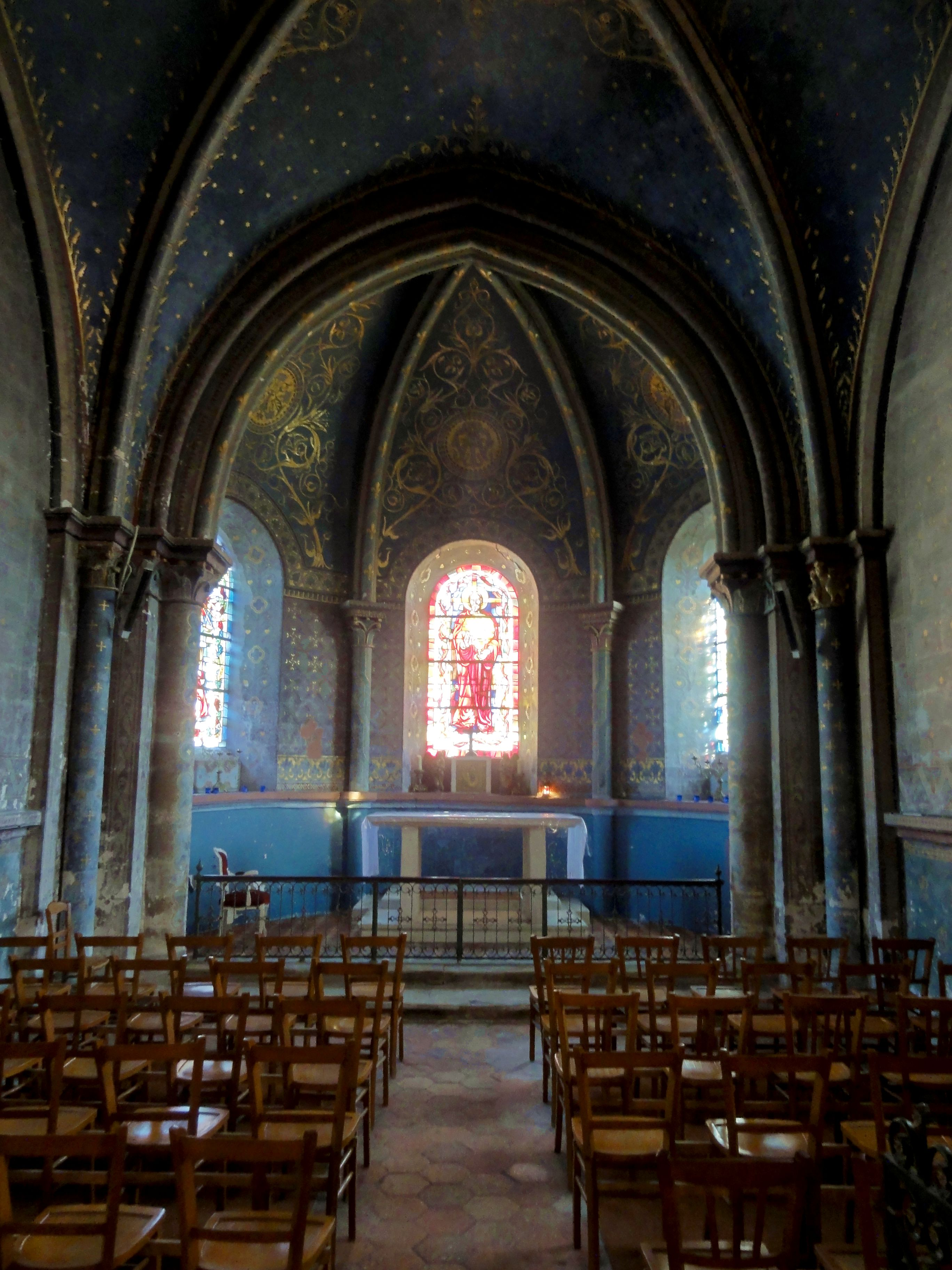
Chapelle d'axe, vue vers l'est.
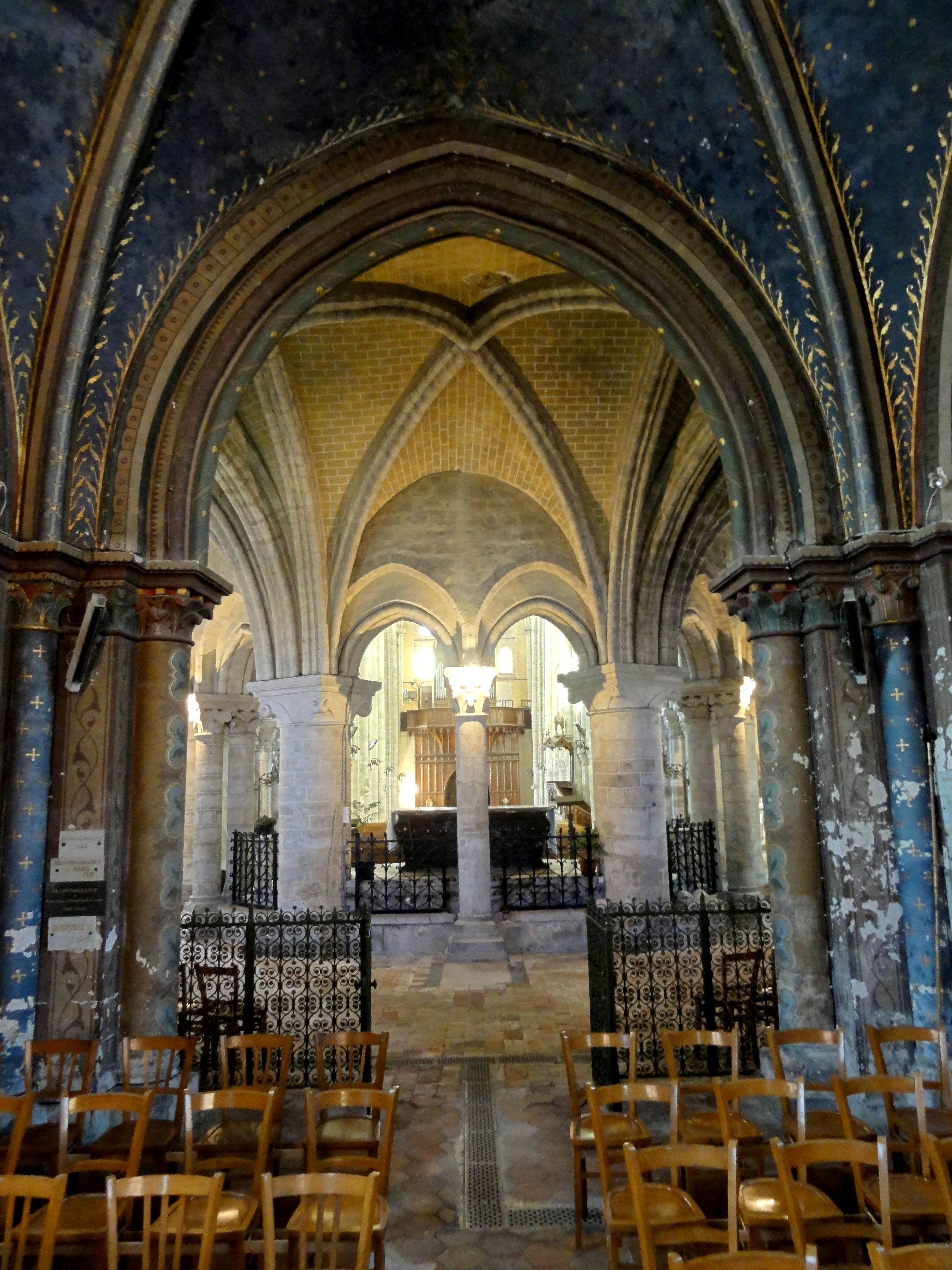
Chapelle d'axe, vue vers l'ouest.
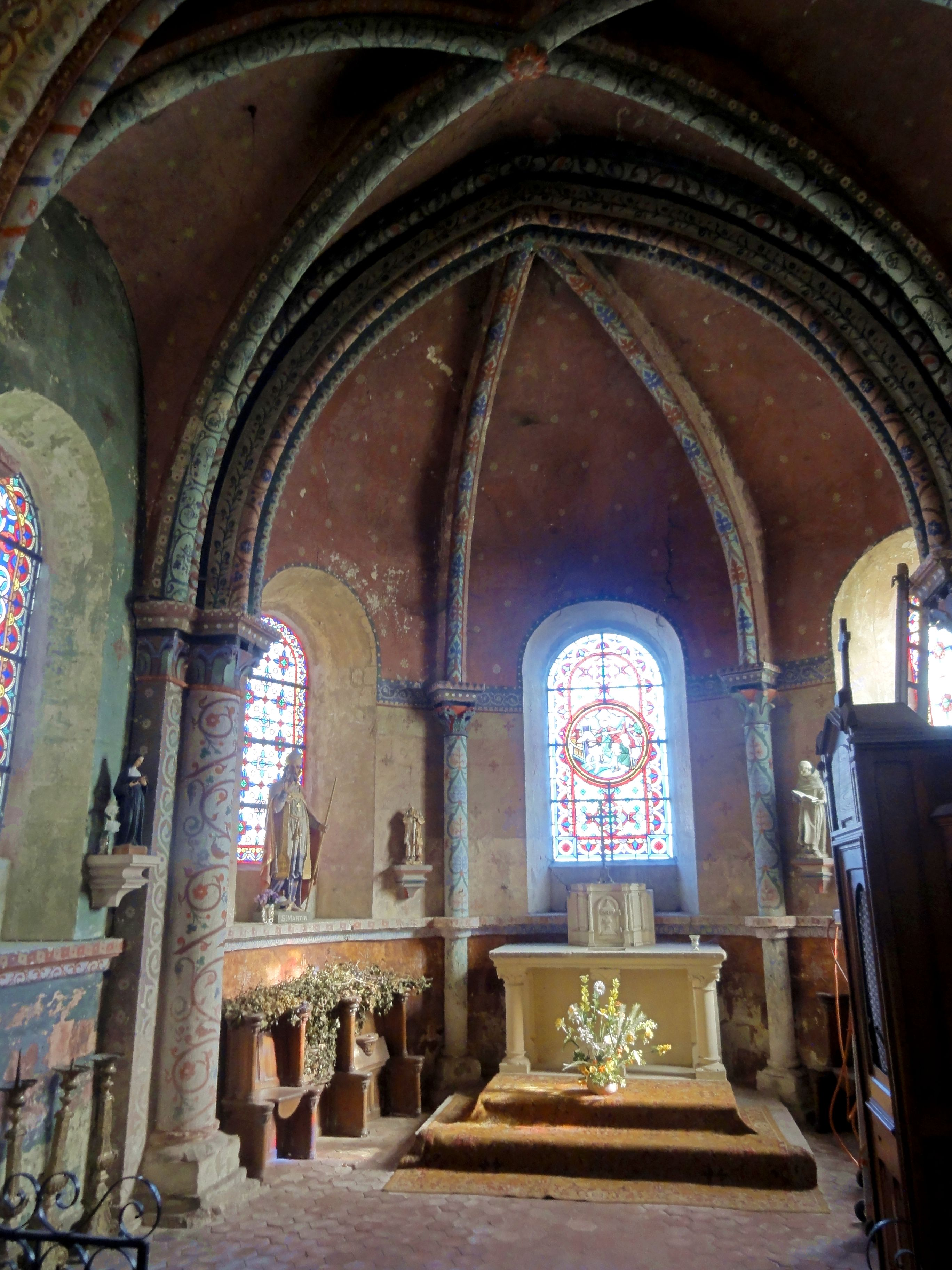
Chapelle sud-est, vue vers l'est.

### Extérieur

#### Clocher

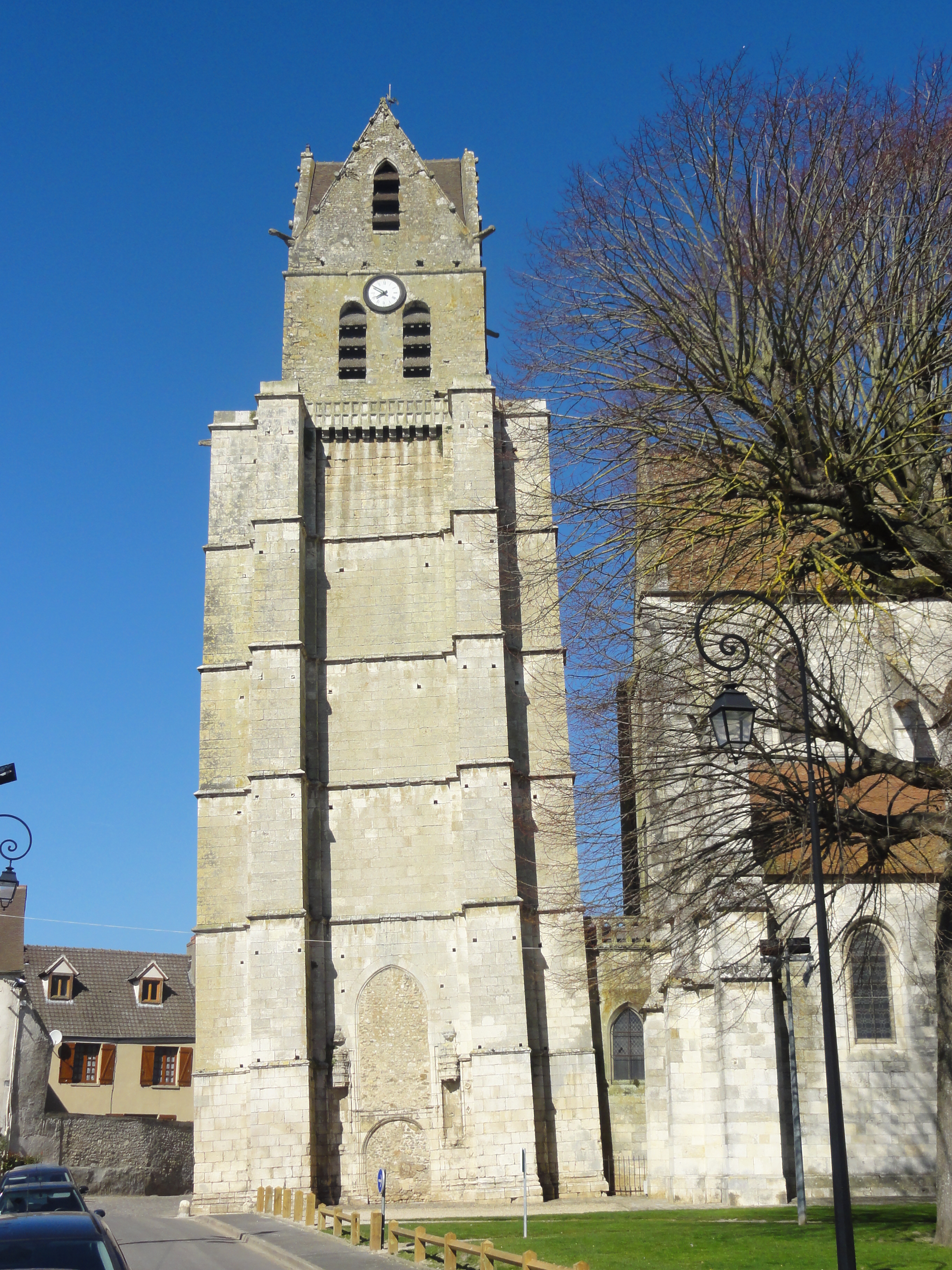
Vue depuis le sud.

Le clocher remplace un clocher latéral du XIVe siècle. Il était appelé la tour de la reine Blanche, et la tradition le localise au-dessus du croisillon sud, où les restaurations modernes ont effacé les éventuelles traces. Le clocher actuel s'élève à peu de distance avant la façade occidentale, à laquelle il a été relié en 1873 seulement. Derrière, l'on aperçoit une claire-voie et une rosace en haut de la façade, qui sont sans style et datent également des années 1870. La construction s'est échelonnée de 1530 environ à 1537. Après l'achèvement des premiers étages, un tassement de terrain s'est produit (le monument étant construit sur une assise instable, une poche de tourbe), et la tour s'est inclinée vers l'ouest. Les architectes ont essayé de rattraper ce défaut en lui donnant un profil incurvé vers l'est : la tour est désormais inclinée jusqu’à son deuxième niveau. Le décalage avec le mur est alors de 1,12 m tandis que la partie supérieure est verticale. L'étage de beffroi, qu'Eugène Lefèvre-Pontalis qualifie de moderne, est copié sur l'église Saint-Gilles d'Étampes. Il présente des murs presque parfaitement verticaux, et serait destiné à faire contrepoids. Culminant à quarante mètres, le manque d'aplomb est finalement de 112 cm.
Jusqu'à la terrasse qui marque la fin des travaux entrepris au cours des années 1530, le clocher est scandé par cinq niveaux de larmiers, dont un sur deux correspond à la limite entre deux étages. Les angles sont épaulés par deux contreforts orthogonaux, strictement verticaux et fortement saillants. L'appareil est en pierre de taille. De nombreux trous de boulin sont visibles à tous les niveaux. L'on entre dans le clocher par un portail Renaissance en plein cintre à l'ouest, qui est assez bas, et entouré d'une double archivolte moulurée et sculptée de losanges et de cercles ou parfois des rosaces en alternance. Dans le prolongement des piédroits de l'archivolte supérieure, deux niches à statues avec de volumineux dais architecturés sont établies dans les angles. Latéralement, le clocher devait primitivement s'ouvrir par de hautes arcades en tiers-point, qui ont été bouchées et remplacées par des portails Renaissance en cours de construction. Ils sont aujourd'hui également bouchés. Des fenêtres n'existent que du côté ouest : il s'agit d'un grand oculus rond, qui s'inscrit dans un carré, et qui est bouché par des planches, et d'une petite ouverture rectangulaire au dernier niveau d'élévation, qui est curieusement flanqué de deux colonnettes corinthiennes, qui supportent un entablement ébauché. Plus haut, des corniches formées par de petits mâchicoulis, analogues à la coursière du croisillon nord, supportent une balustrade pleine dont les surfaces sont agrémentées de caissons. L'étage de beffroi est placé un peu en retrait, et dépourvu de contreforts. Chaque face est percée de deux baies abat-son en plein cintre. Selon l'usage au sud de Paris, chaque face est également surmontée d'un pignon, qui est à son tour percé d'une baie abat-son en arc brisé. Une gargouille fait saillie à chaque angle. Le décor se limite à des masques grotesques garnissant les rampants des pignons. Le toit est couvert de tuiles plates.

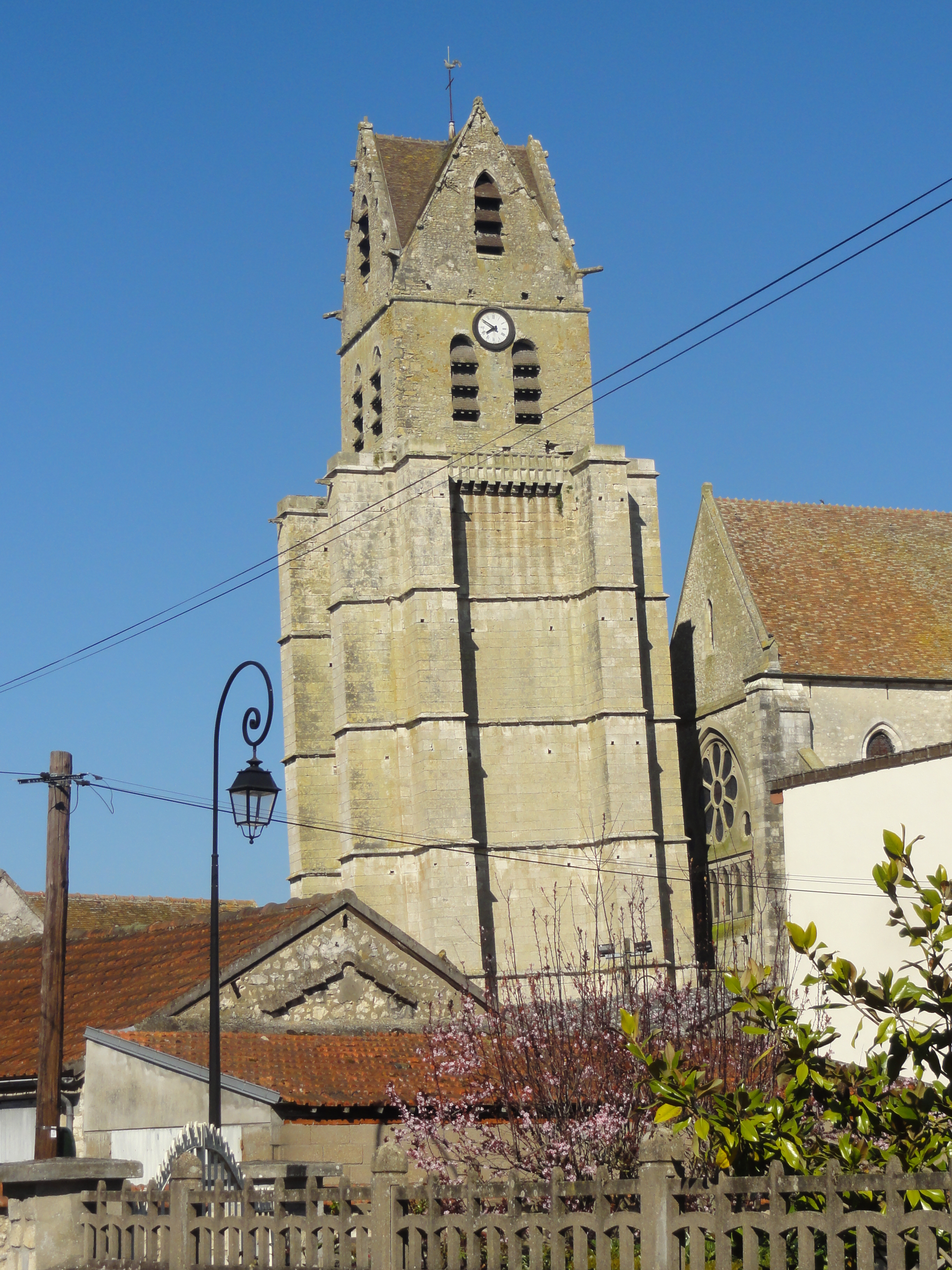
Vue depuis le sud.
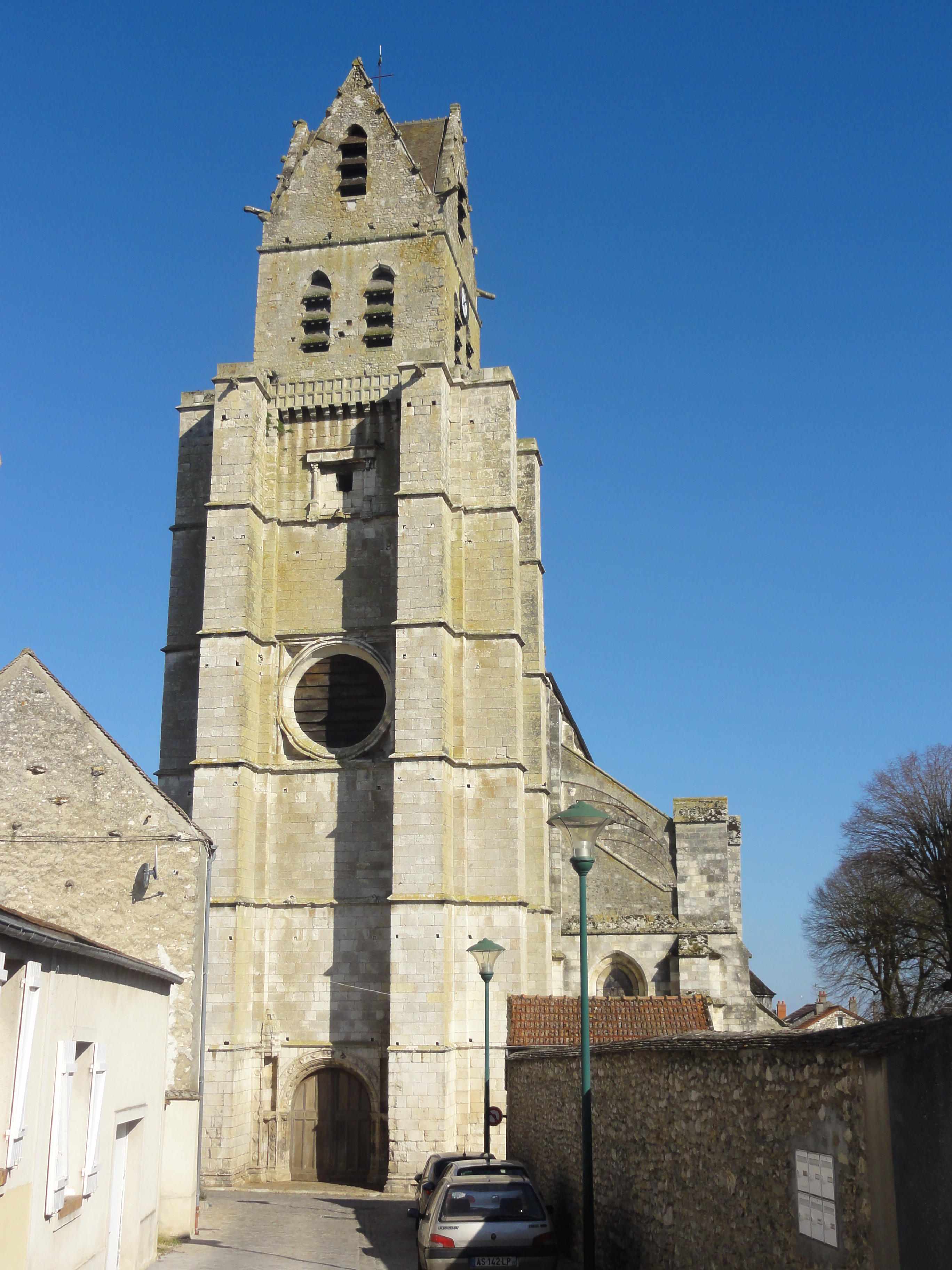
Vue depuis l'ouest.
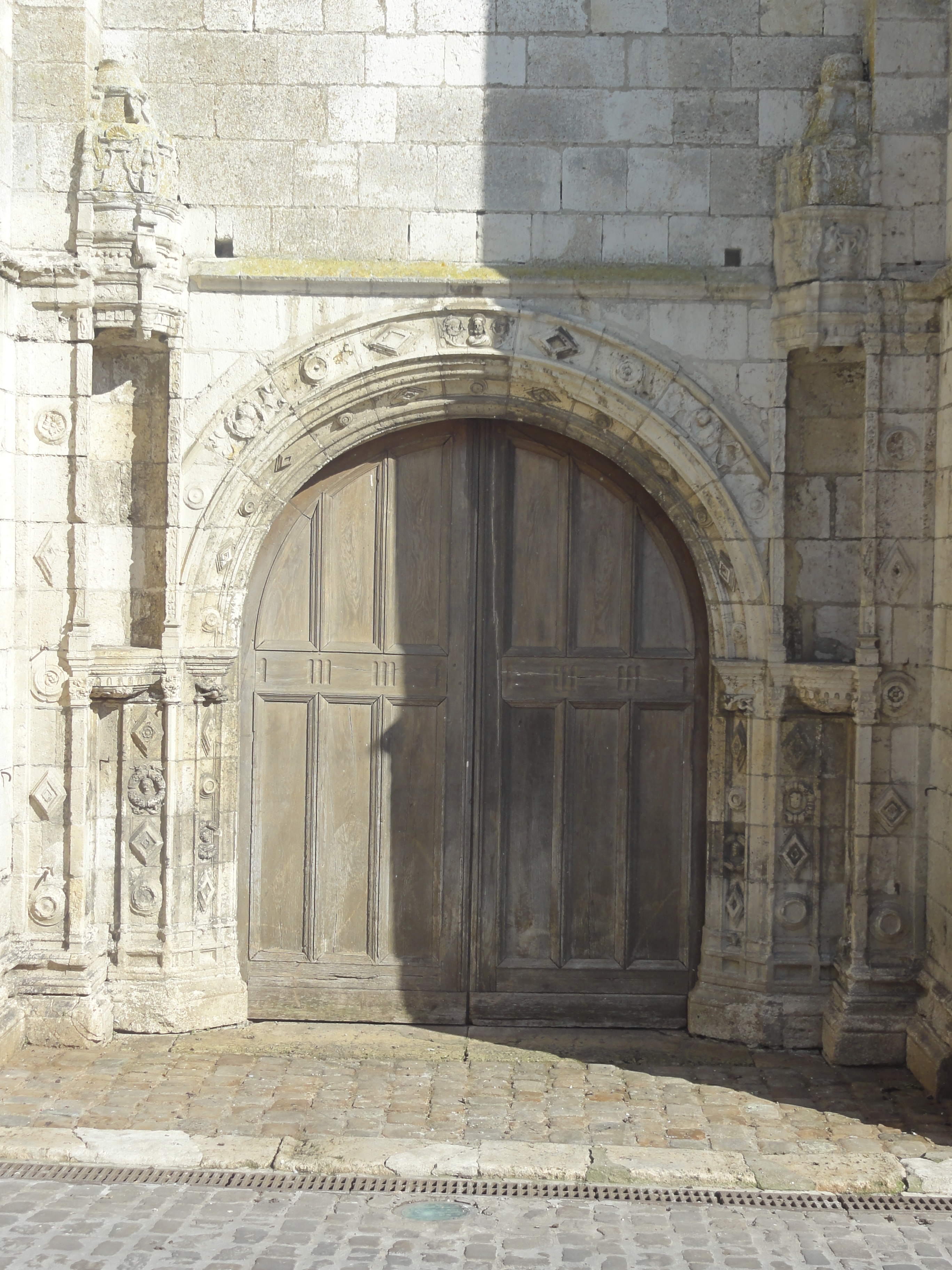
Porte occidentale.
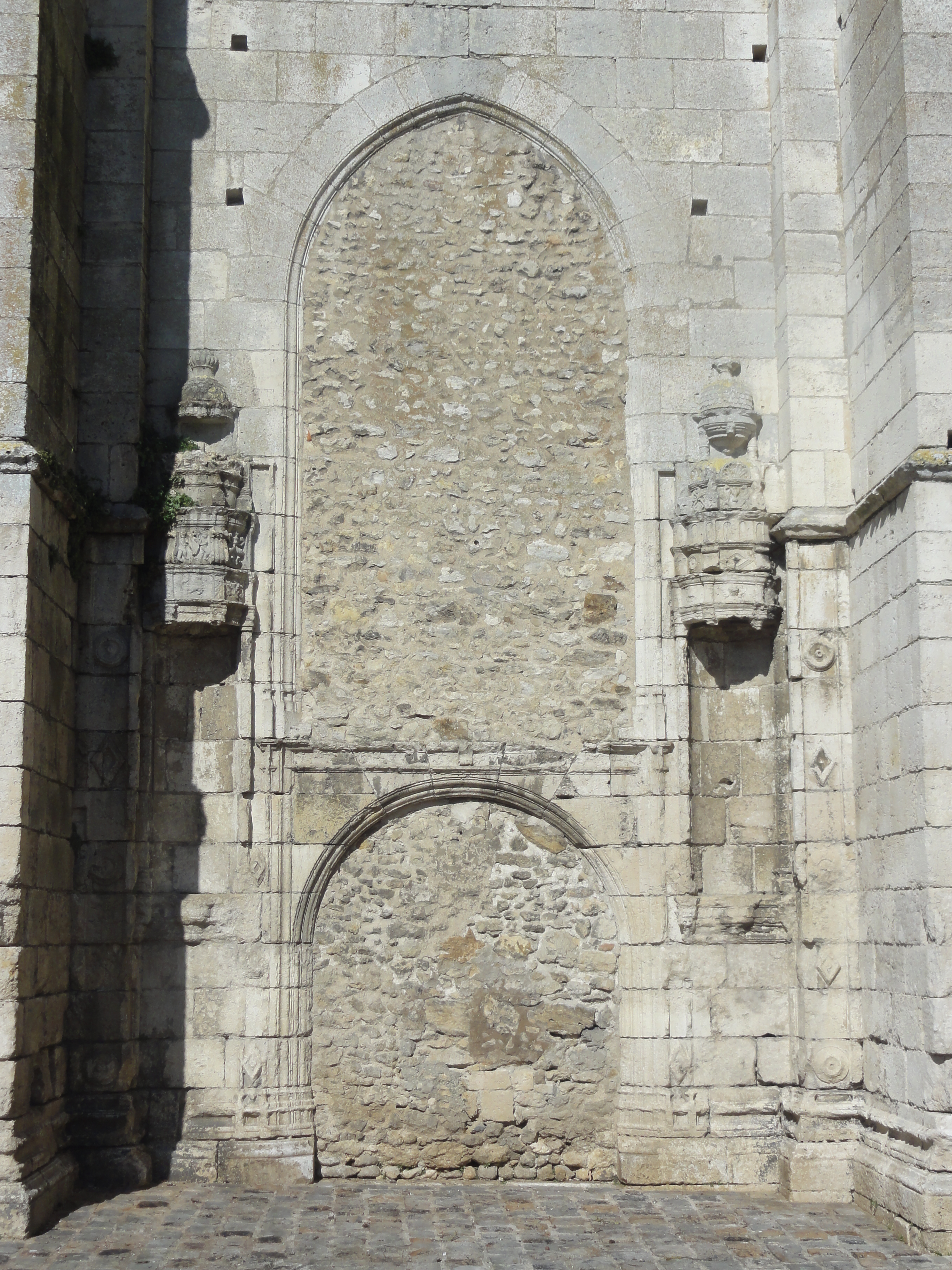
Porte bouchée au sud.
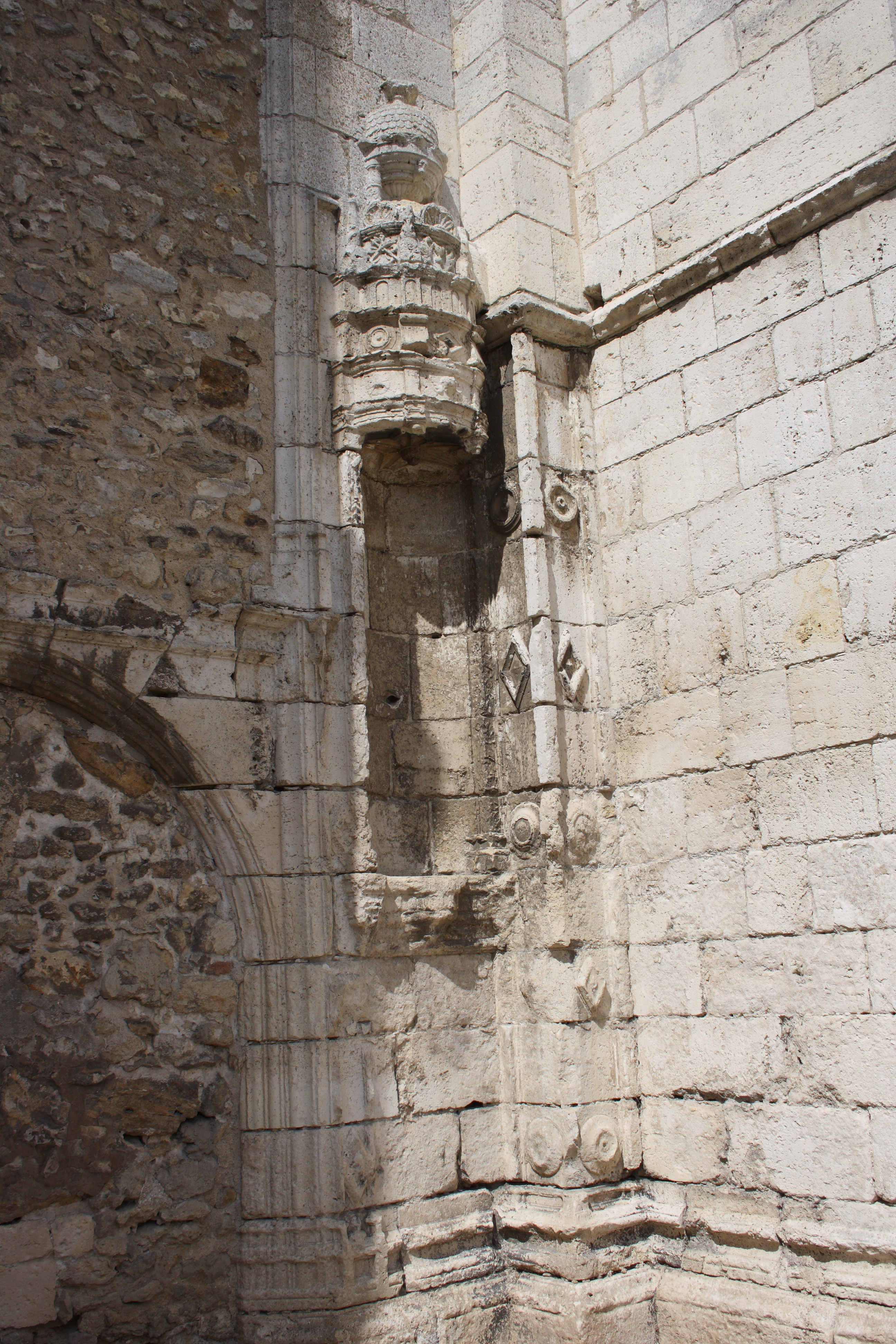
Niche à statue à côté.
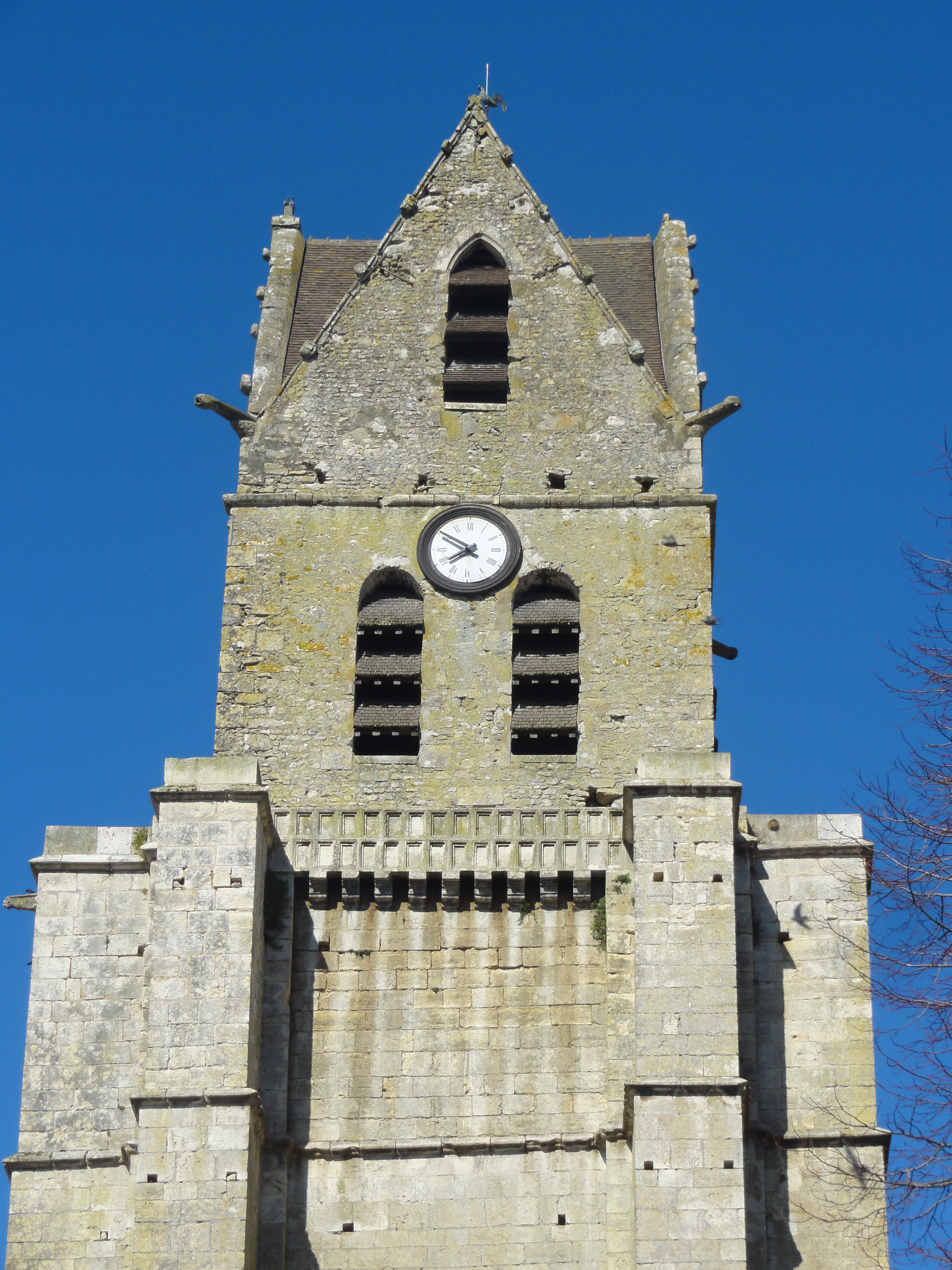
Étage de beffroi.

#### Élévations latérales

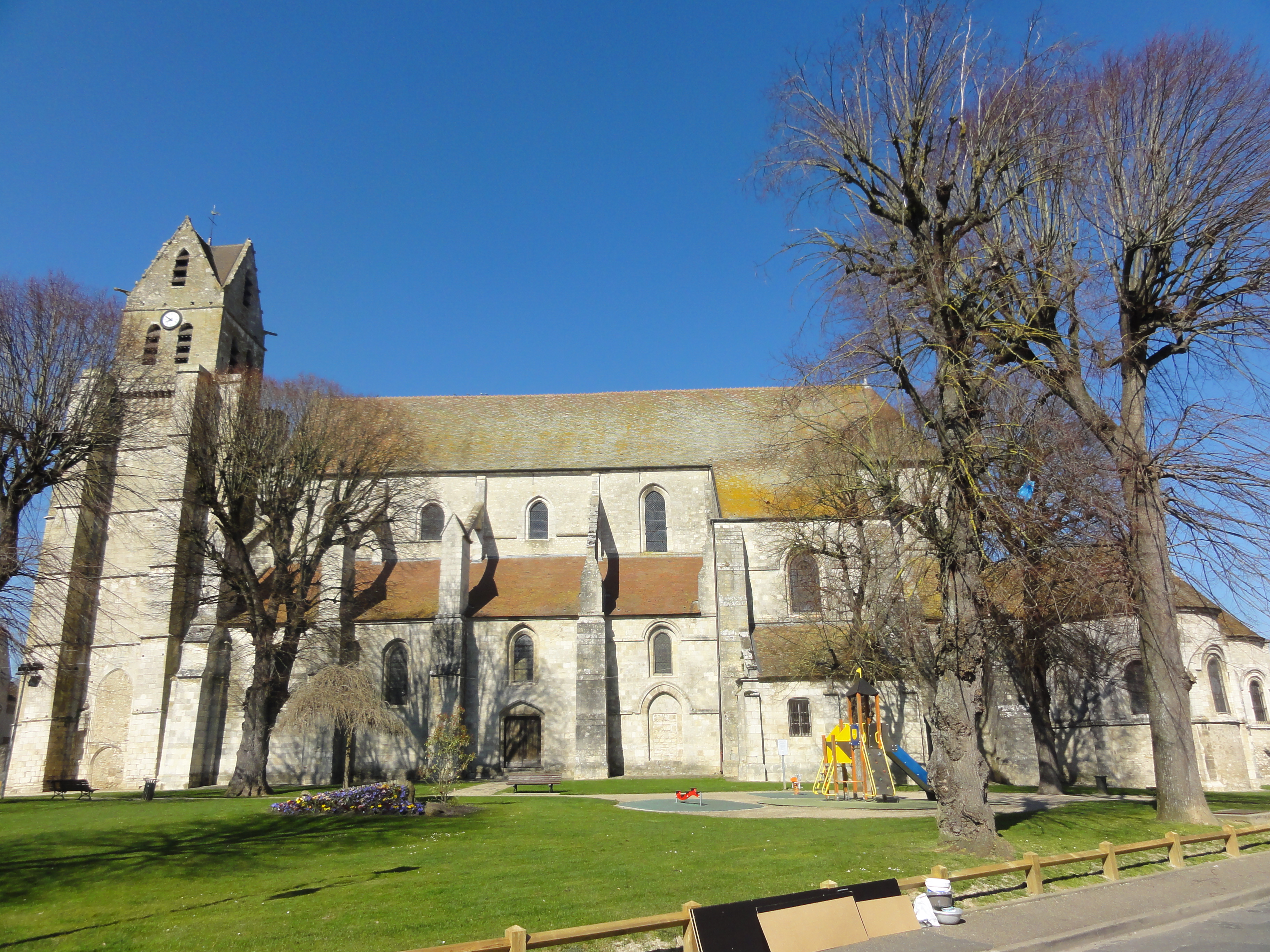
Vue depuis le sud.

Les élévations latérales de la nef et des bas-côtés ne montrent pas une rupture de style à l'endroit où l'on l'attendrait, c'est-à-dire entre la première et la seconde travée, sachant que la première travée a été ajoutée après coup en 1213. Les restaurateurs du XIXe siècle ayant gommé toute différence de la première travée, la seule rupture bien visible se situe aujourd'hui entre la troisième et la quatrième travée. La quatrième travée est la seule qui a été voûtée d'ogives dès l'origine, comme en témoignent encore aujourd'hui les voûtes de ses bas-côtés, celle de la nef s'étant effondrée au XVIIIe siècle. À l'instar des autres fenêtres latérales, la baie du bas-côté est entourée d'un double ressaut chanfreiné. Elle est en plus surmontée d'un bandeau mouluré, qui se poursuit jusqu'aux contreforts au niveau des impostes. Il se compose d'un boudin non dégagé et d'un cordon percé de petits trous cubiques très rapprochés. Une corniche imite cette même disposition. Ces éléments du décor ont été abandonnés pour les travées construites après. La fenêtre haute utilise presque toute la hauteur disponible, tandis que les fenêtres hautes des autres travées commencent plus haut et ont leur sommet situé plus bas. Un bandeau court à gauche et à droite de leur seuil, qui devait servir à une certaine époque d'appui au toit en appentis. En plus de ces différences, la quatrième travée du sud possède un élément qui n'était d'emblée pas destiné à être reproduit sur les travées occidentales : il s'agit d'un portail en arc brisé, aujourd'hui bouché, qui possède un tympan monolithique servant en même temps de linteau, et qui est surmonté d'un bandeau analogue à celui de la fenêtre au-dessus. Ce portail, toujours visible depuis l'intérieur, a été remplacé par un portail en arc en mitre dans la travée voisine.

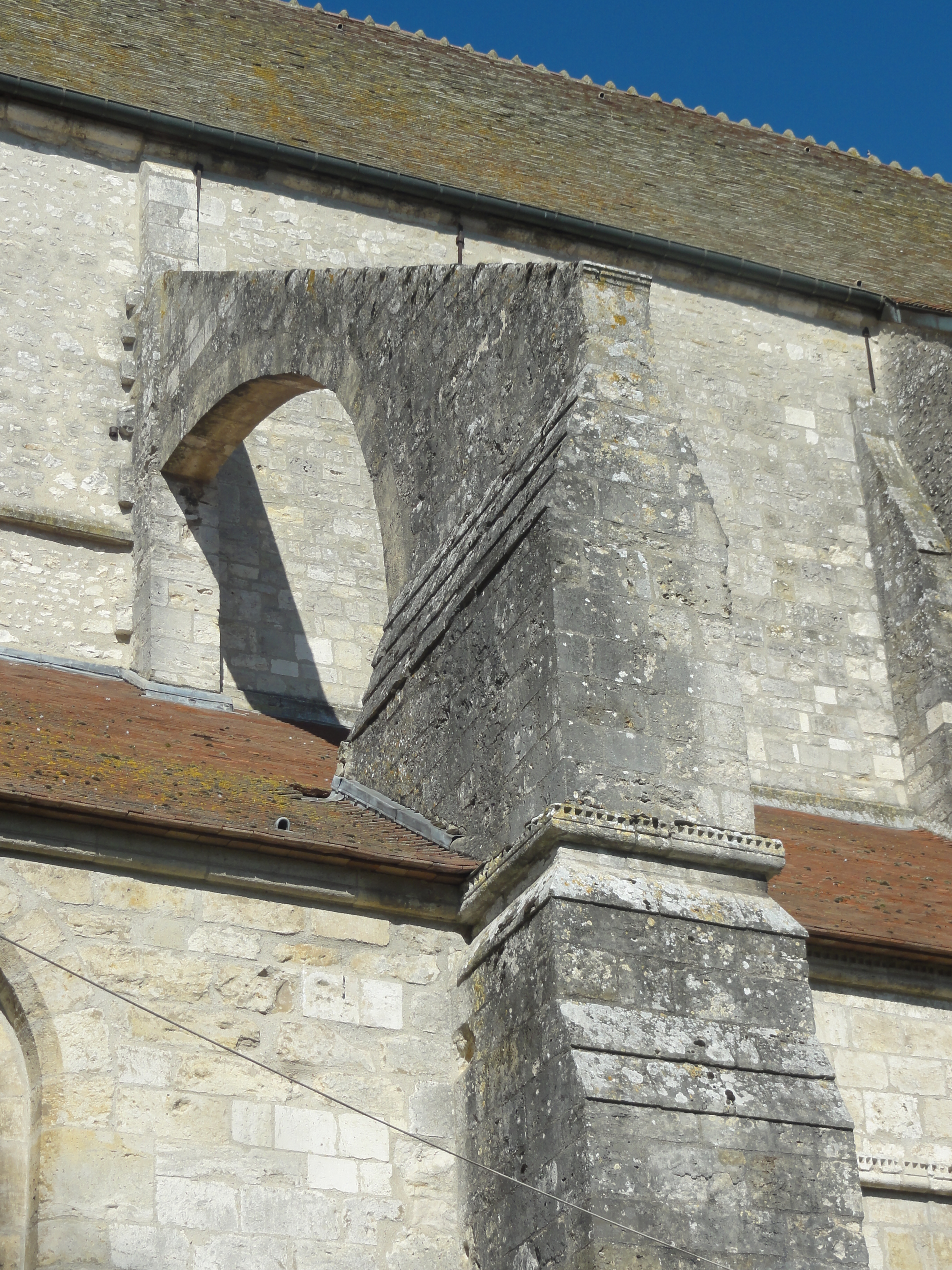
Arc-boutant primitif.

Ce qui fait l'intérêt des élévations extérieures de la collégiale Saint-Martin ne sont, bien entendu, ni les ouvertures, ni les détails de la décoration, mais les arcs-boutants primitifs ou leurs vestiges, sur lesquels Jacques Henriet a attiré l'attention dans un article publié dans le Bulletin monumental de 1978. Cette publication est la première qui met en question la théorie qu'Eugène Lefèvre-Pontalis développe dans son article L'Origine des arcs-boutants, paru dans les actes du Congrès archéologique de France tenue à Paris en 1919, tout en faisant une démonstration sur un monument encore intact. Lefèvre-Pontalis avait prétendu que les arcs-boutants extérieurs (non dissimulés par les toits des collatéraux) auraient fait leur apparition sur la cathédrale Notre-Dame de Paris vers 1180. Des auteurs avaient déjà fait part de leur réserve sur cette théorie, et affirmé l'antériorité potentielle des arcs-boutants des absides de la basilique de Saint-Denis et de la cathédrale de Sens, mais puisque ces arcs-boutants ont tous disparu, leurs hypothèses n'ont pas été entendues. Jacques Henriet découvre que l'abbé Thévin fut élu abbé de Morigny en 1144, et qu'il présida par conséquent à la phase essentielle du chantier de la collégiale, ce qui n'est pas sans importance, puisqu'avant avoir été élu prieur d'Argenteuil en 1137, il avait été sous-prieur de Saint-Denis et donc homme de confiance de Suger. Or, Suger est le bâtisseur de l'abside et de l'avant-nef de la basilique Saint-Denis, l'un des premiers édifices gothiques. Ceci permet d'envisager la mise en œuvre d'une innovation importante telle que l'arc-boutant à Étampes, dès les dernières années précédant le milieu du XIIe siècle.
La phrase de Lefèvre-Pontalis « Les arcs-boutants de la nef ne sont pas antérieurs au XIIIe siècle » était donc une erreur, et plus encore l'une des phrases suivantes, « l'abside était dépourvue d'arcs-boutants à l'origine, comme tous les chevets gothiques du XIIe siècle de l'Île-de-France et de la Champagne ». Les arcs-boutants les plus anciens de la collégiale Saint-Martin concernent naturellement l'abside et non la nef, mais il n'en reste qu'une culée et un contrefort servant de support (voir ci-dessous). La dernière volée du milieu du XIIe siècle encore intacte se situe entre la troisième et la quatrième travée de la nef, au sud, et remonte à la même phase de la construction que la quatrième travée. Ici, l'on trouve donc un arc-boutant des années 1160, qui devrait correspondre au même modèle qu'appliqué douze ou quinze ans auparavant au sud-est et au nord-est de l'abside. Il s'élève au-dessus d'un volumineux contrefort, qui, avec ses trois faibles ressauts, est tout à fait caractéristique de la première période gothique. Les croisillons, qui n'ont pas encore été décrits, ont des contreforts du même type, et leurs fenêtres sont décorées de la même façon que les fenêtres basses de la quatrième travée. Sous la culée, le contrefort se retraite par de courts glacis sur ces trois faces libres ; puis, il est décoré par le même bandeau qui surmonte les fenêtres signalées. La culée comporte une partie verticale et un chaperon en bâtière à gradins, sur laquelle retombe la volée, nettement plus mince que la culée et le contrefort. Il n'y a donc pas de charge, ni de chaperon au sommet des culées, ce qui fait la principale différence avec les arcs-boutants du début du XIIIe siècle que l'on trouve plus à l'ouest. Une autre particularité est le tracé en quart-de-cercle de la volée, et sa surface plate. Les arcs-boutants du début du XIIIe siècle ont la surface convexe, afin de rejeter l'eau pluviale et éviter son infiltration ; plus tard seulement, les arcs-boutants seront munis de chéneaux et de gargouilles, et leurs culées sommées de pinacles. Ce stade d'évolution plus tardive ne se rencontre pas à la collégiale Saint-Martin.

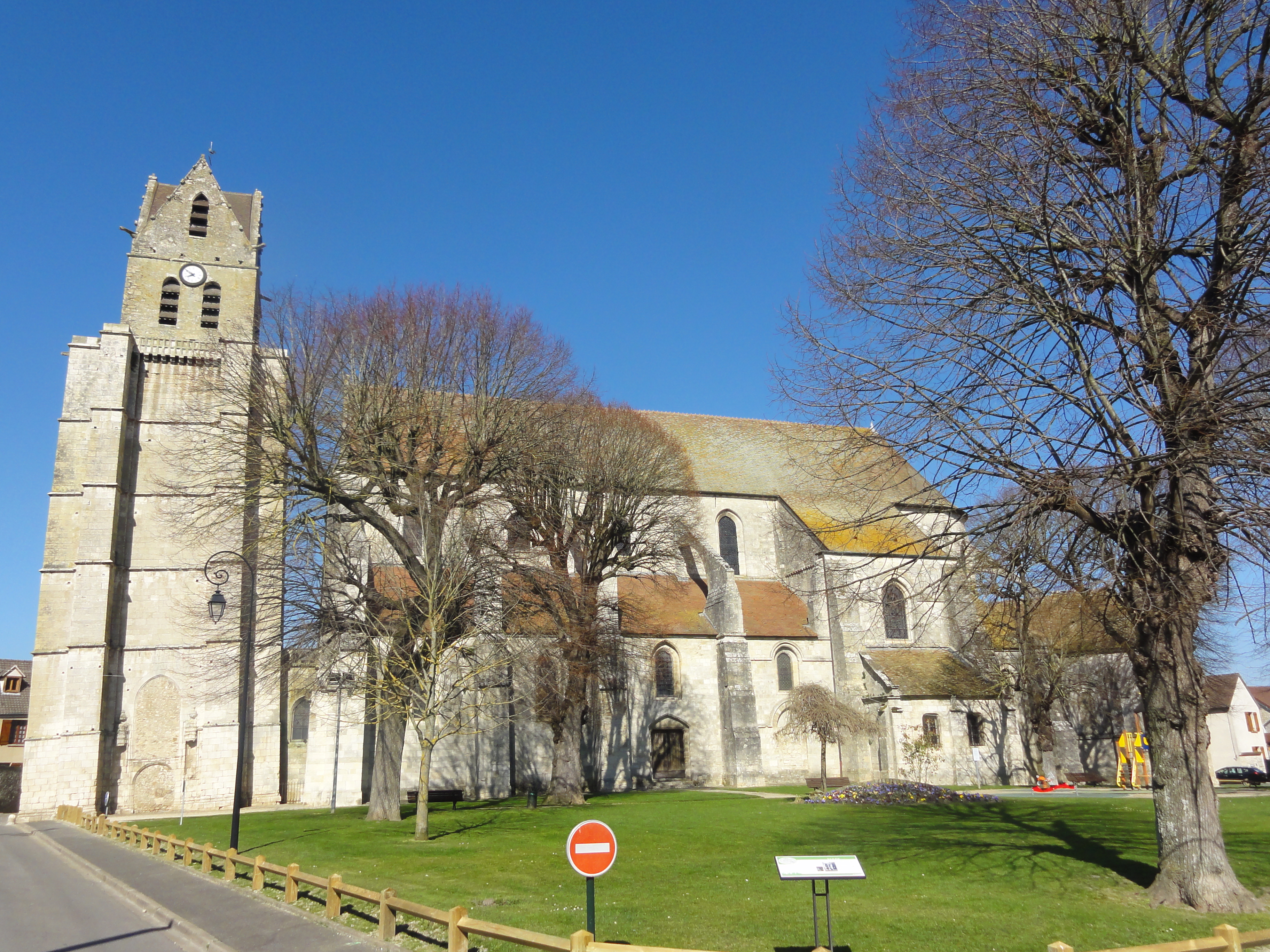
Vue depuis le sud.
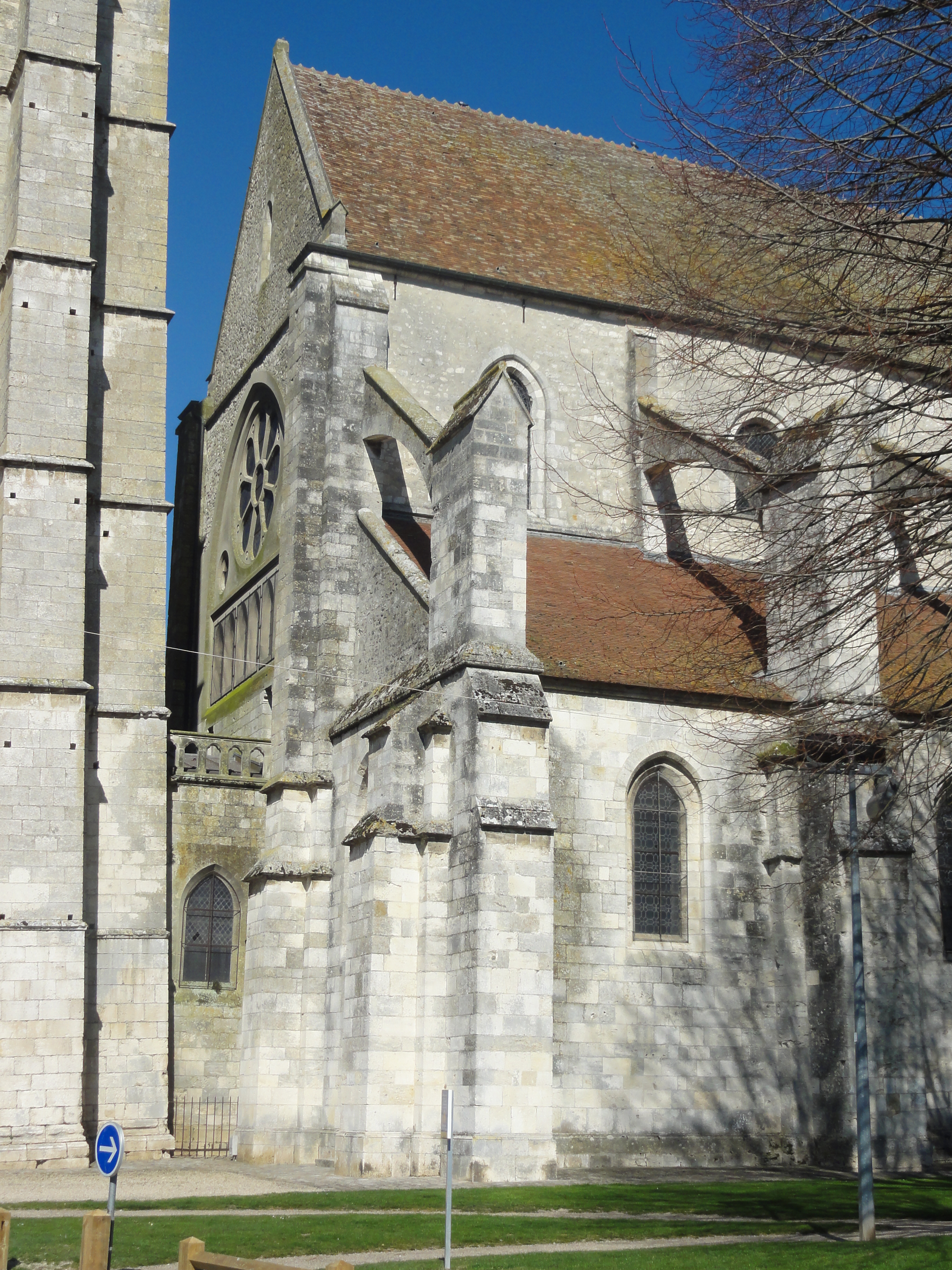
1re travée, côté sud.
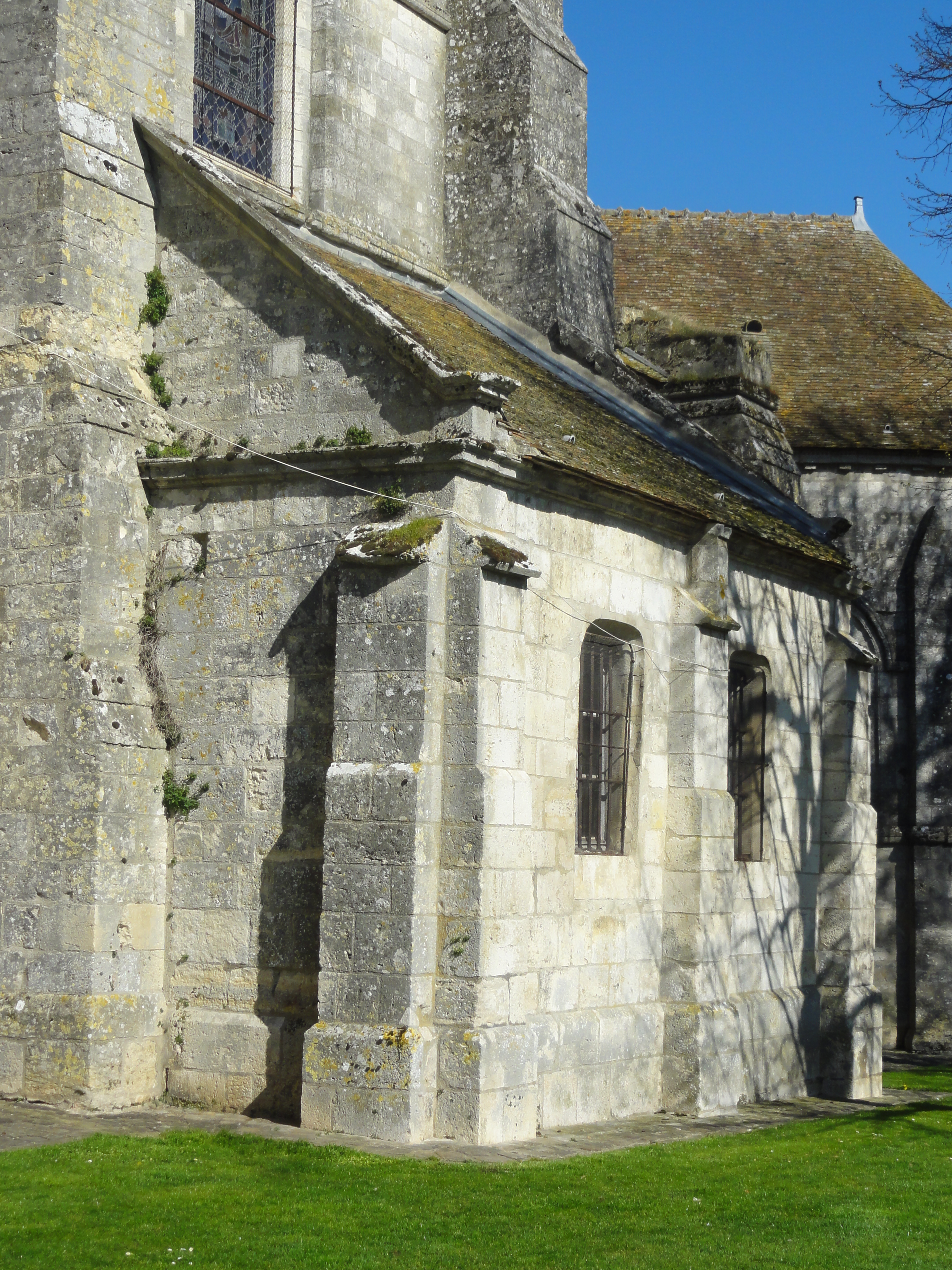
Sacristie devant le croisillon sud.
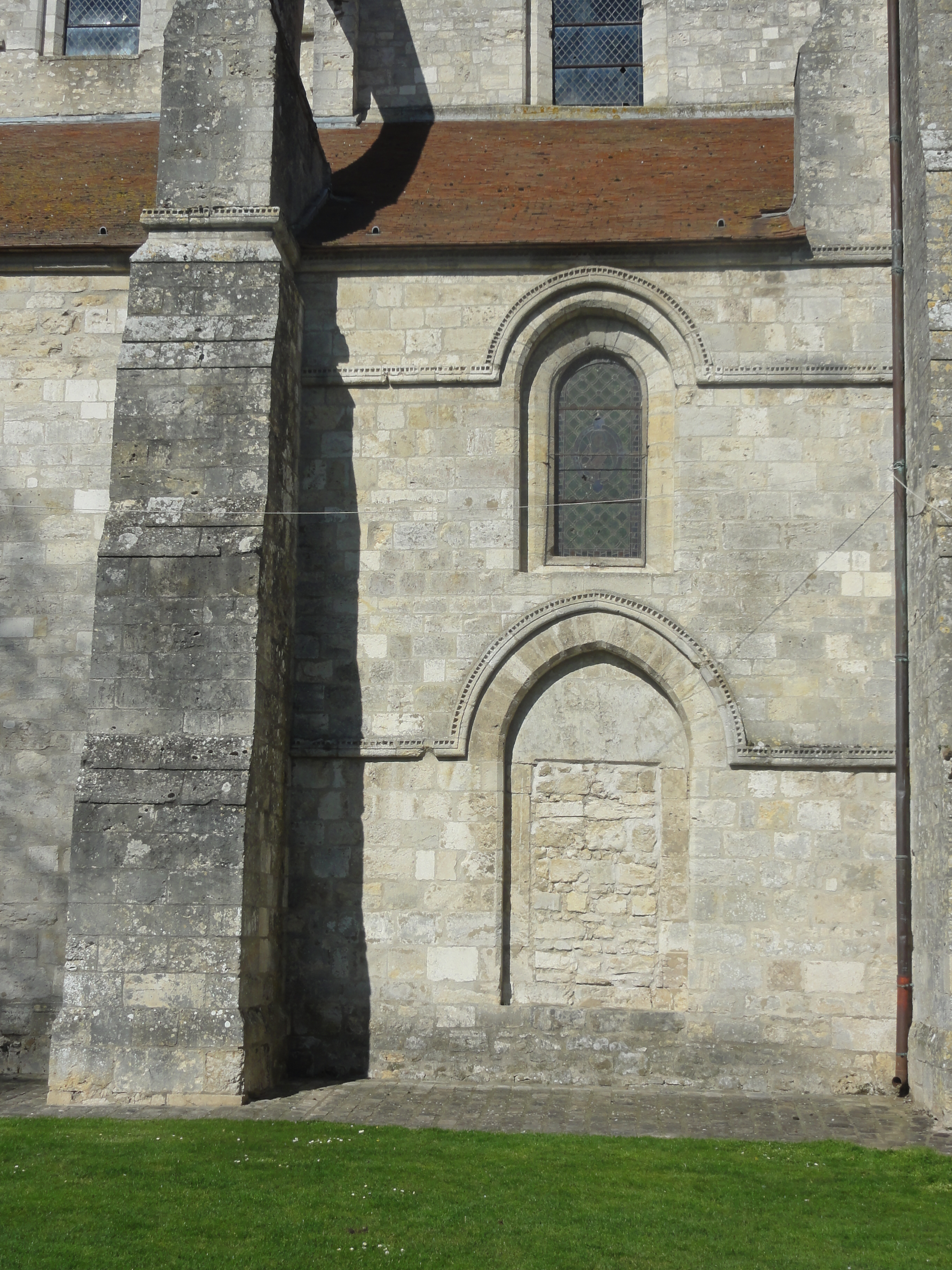
Bas-côté sud, 4e travée.
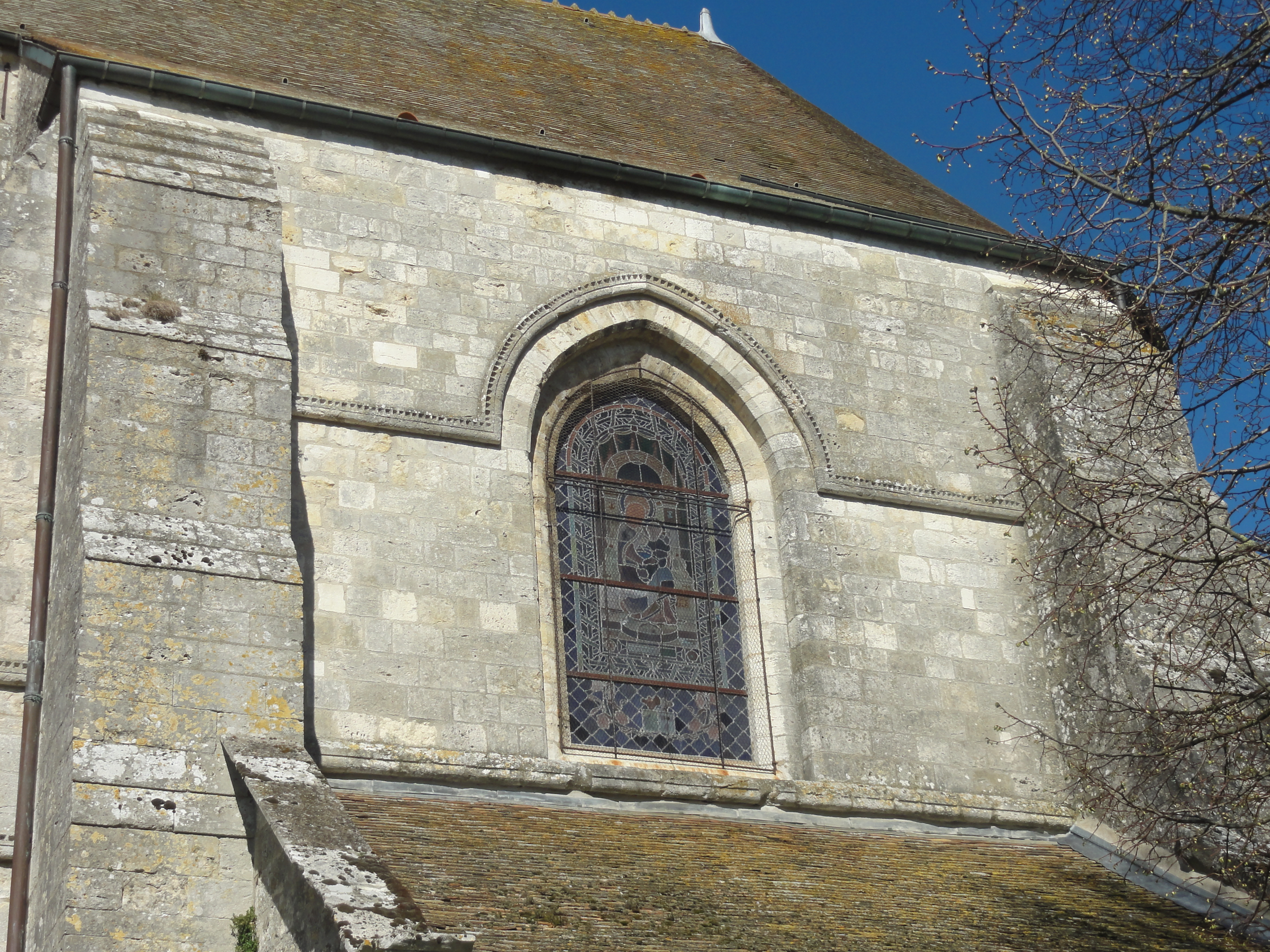
Croisillon sud, fenêtre haute.

#### Chevet

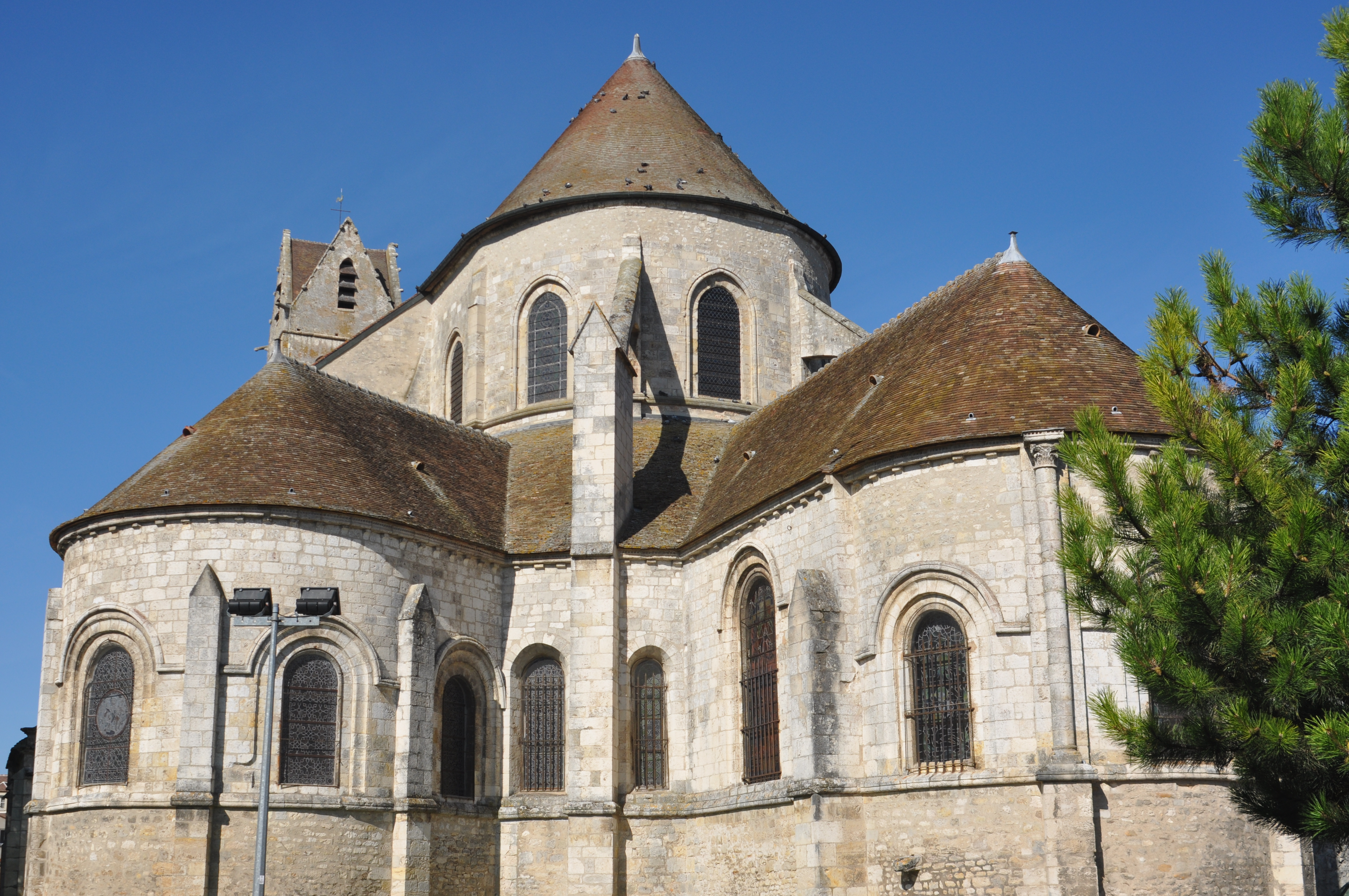
Vue générale depuis l'est.

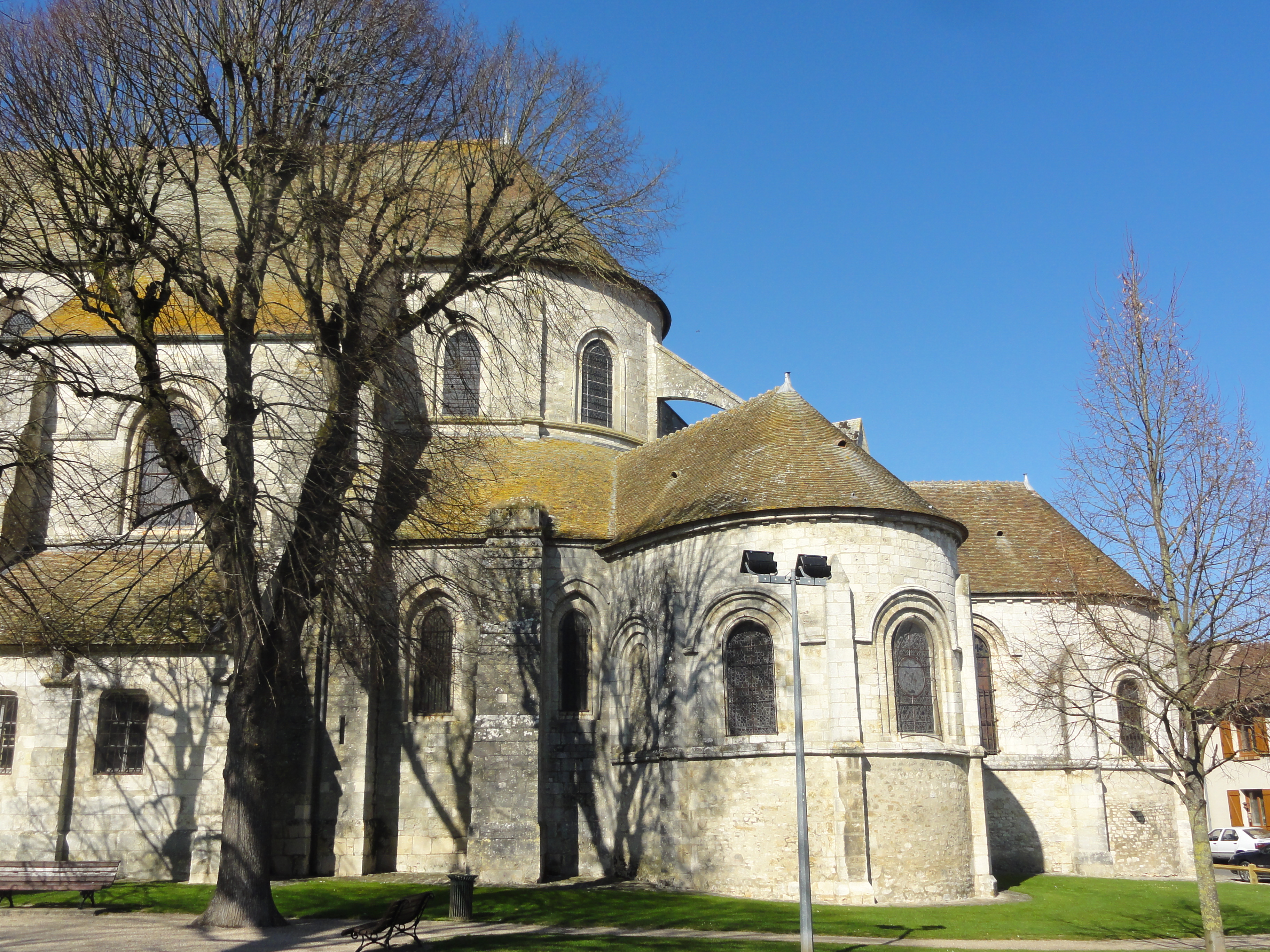
Transept et chevet, côté sud.

Le chevet est surtout remarquable pour la disposition générale des volumes, avec quatre hémicycles sur deux niveaux et une saillie comparable pour le rond-point de l'abside et les chapelles rayonnantes. En plus, l'éloignement des murs hauts diminue visuellement la largeur du rond-point de l'abside, et les chapelles paraissent ainsi tout aussi larges que l'abside principale. L'architecture de celle-ci est d'une grande simplicité. Il n'y a pas (ou plus) de corniche, mais seulement une tablette biseautée. Les fenêtres sont entourées d'un boudin, sans chapiteaux. Elles prennent appui sur un bandeau mouluré continu, qui se compose d'un boudin aplati en dessous d'une tablette biseauté ou larmier. Le bandeau passe autour des contreforts plats, qui s'amortissent par un glacis formant larmier très pentu. Sauf au sud, des arcs-boutants du début du XIIIe siècle (ou refaits ultérieurement selon le modèle de cette époque) épaulent les contreforts. L'arc-boutant du sud a disparu, mais sa culée du milieu du XIIe siècle, analogue à celle du dernier contrefort au sud de la nef, subsiste encore. C'est un contrefort à ressauts sans glacis sommital, dont Jacques Henriet signale l'emprise sur le sol très importante, soit 2,00 m de profondeur pour 1,64 m de largeur. Au nord, un contrefort semblable sert de base à un arc-boutant du XIIIe siècle. Son emprise sur le sol est de 1,85 m sur 0,86 m seulement. À titre de comparaison, les deux contreforts dans l'intersection entre deux chapelles ne mesurent que 0,80 m sur 0,60 m. Jacques Henriet n'est pas certain que des arcs-boutants primitifs existaient à ces endroits. Le fait que le bandeau qui fait le tour du chevet à la limite des allèges fasse le tour de ces contreforts plus minces ne donne plutôt pas à penser qu'il s'agit de rajouts postérieurs. — Saint-Martin d'Étampes n'est aujourd'hui plus la seule église du milieu du XIIe siècle dont l'on sait qu'elle comporte des arcs-boutants primitifs : Philippe Plagnieux a fait la démonstration pour les chœurs de Saint-Germain-des-Prés et Domont.
Les parties basses du chevet ne sont pas homogènes. Au début et à la fin, le déambulatoire possède des baies en arc brisé, qui sont entourées d'un double ressaut chanfreiné, comme les fenêtres hautes de la nef, et les baies des bas-côtés et des croisillons. Ces baies sont en outre surmontées d'un bandeau torique. Il n'y a ici aucun élément de scansion horizontal, ni de bandeau à la limite des soubassements, ni de corniche. Les murs sont exécutés en pierre de moyen appareil. Sur le reste du chevet, l'on note tout au contraire un tel bandeau, ainsi qu'une corniche de modillons frustes. Les soubassements sont en blocage. Les fenêtres des chapelles, ainsi que celles du déambulatoire situées entre les chapelles, sont toutes en plein cintre, et comme autre différence, les allèges sont plus basses. Les baies des chapelles présentent sinon les mêmes dispositions que les baies du déambulatoire au nord et au sud, tandis que les fenêtres du déambulatoire entre deux chapelles ne sont pas du tout décorées, et même pas ébrasées. Les fenêtres de la première travée de la chapelle axiale sont nettement plus grandes que les autres. Quant aux contreforts, celles du déambulatoire ont déjà été décrits dans le contexte des arcs-boutants. Les contreforts des chapelles sont presque plats et s'achèvent par un chaperon en bâtière. Ces contreforts sont loin d'arriver au sommet des murs, mais s'arrêtent plus ou moins au niveau de la retombée des voûtes. Au chevet, la chapelle d'axe possède deux contreforts-colonnes d'inspiration purement romane, comme on les trouve par exemple à l'église Saint-Étienne de Beauvais. L'on note encore que le mur en hémicycle de l'abside de la chapelle d'axe est placé en léger retrait par rapport aux murs droits, ce qui est un trait propre aux absides voûtées en cul-de-four.

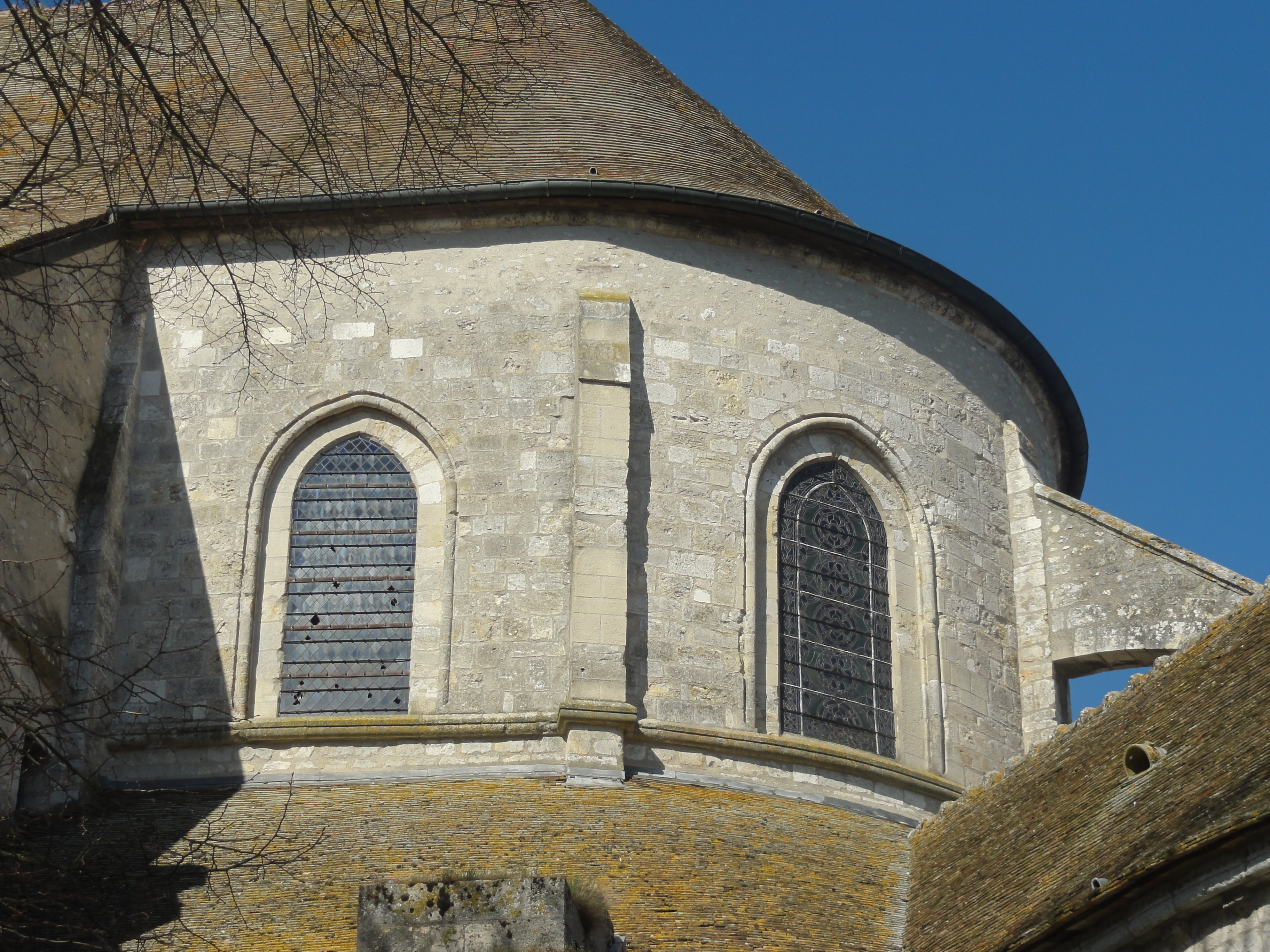
Abside, parties hautes.
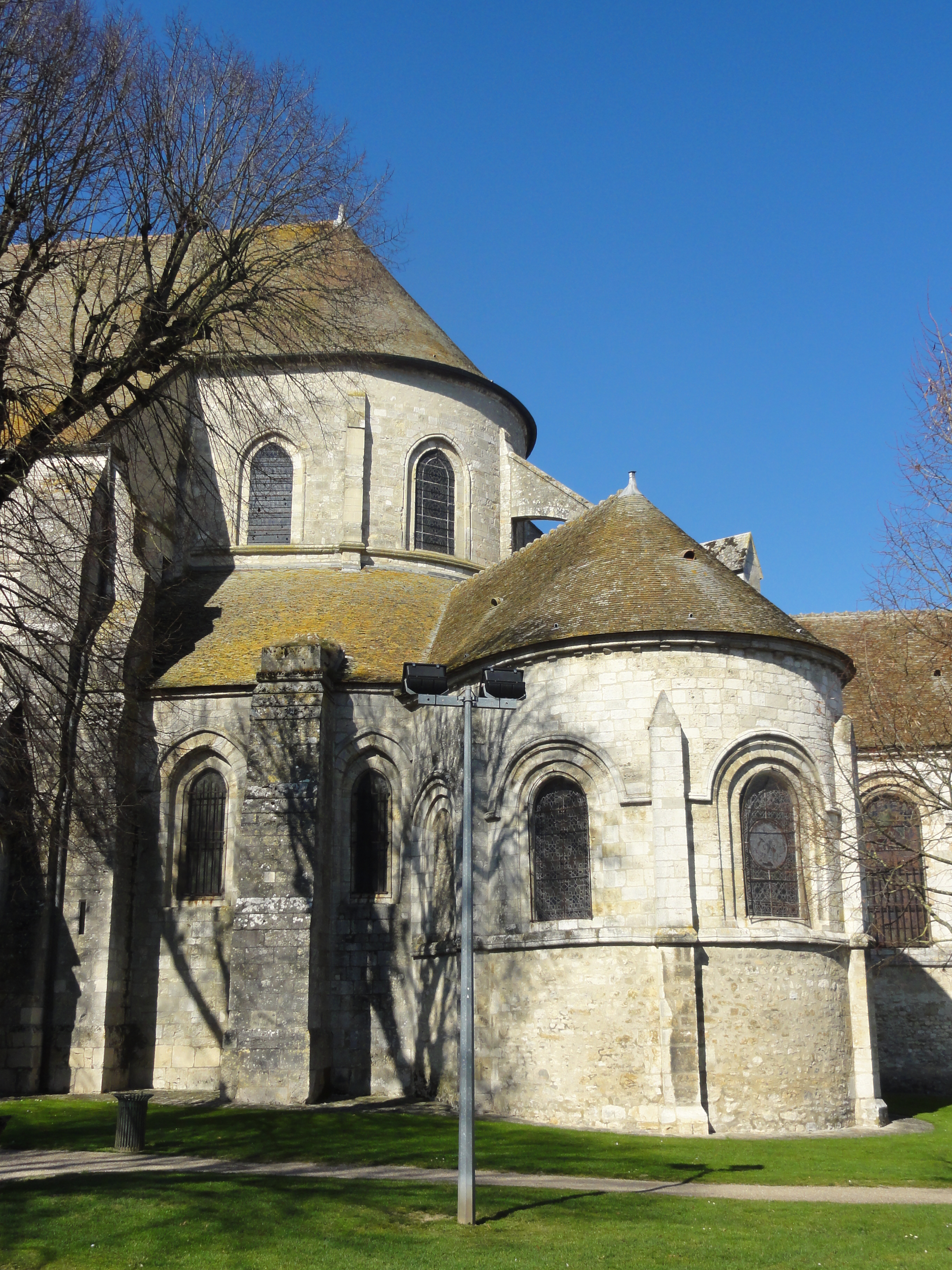
Vue depuis le sud.
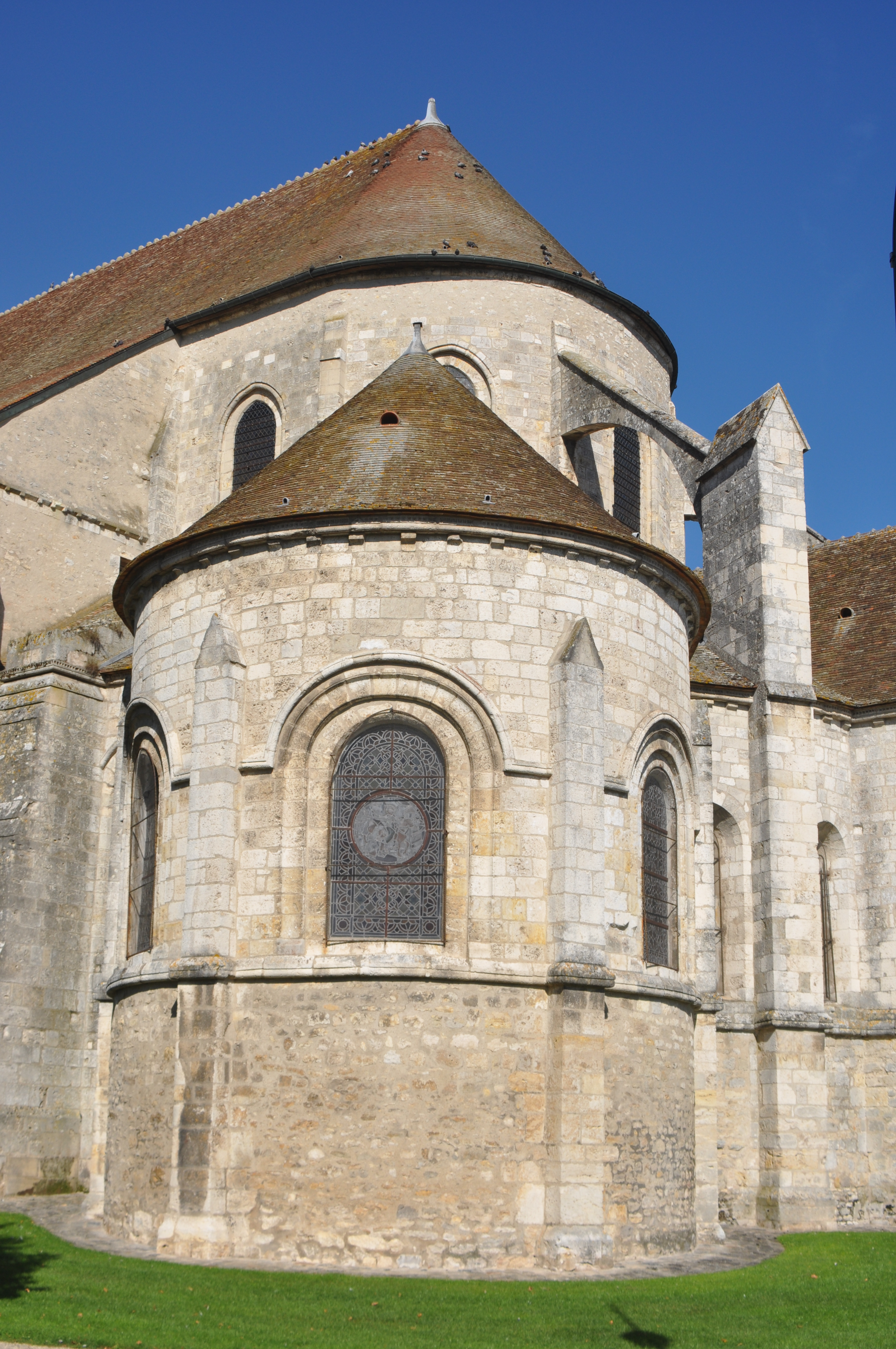
Chapelle sud-est.
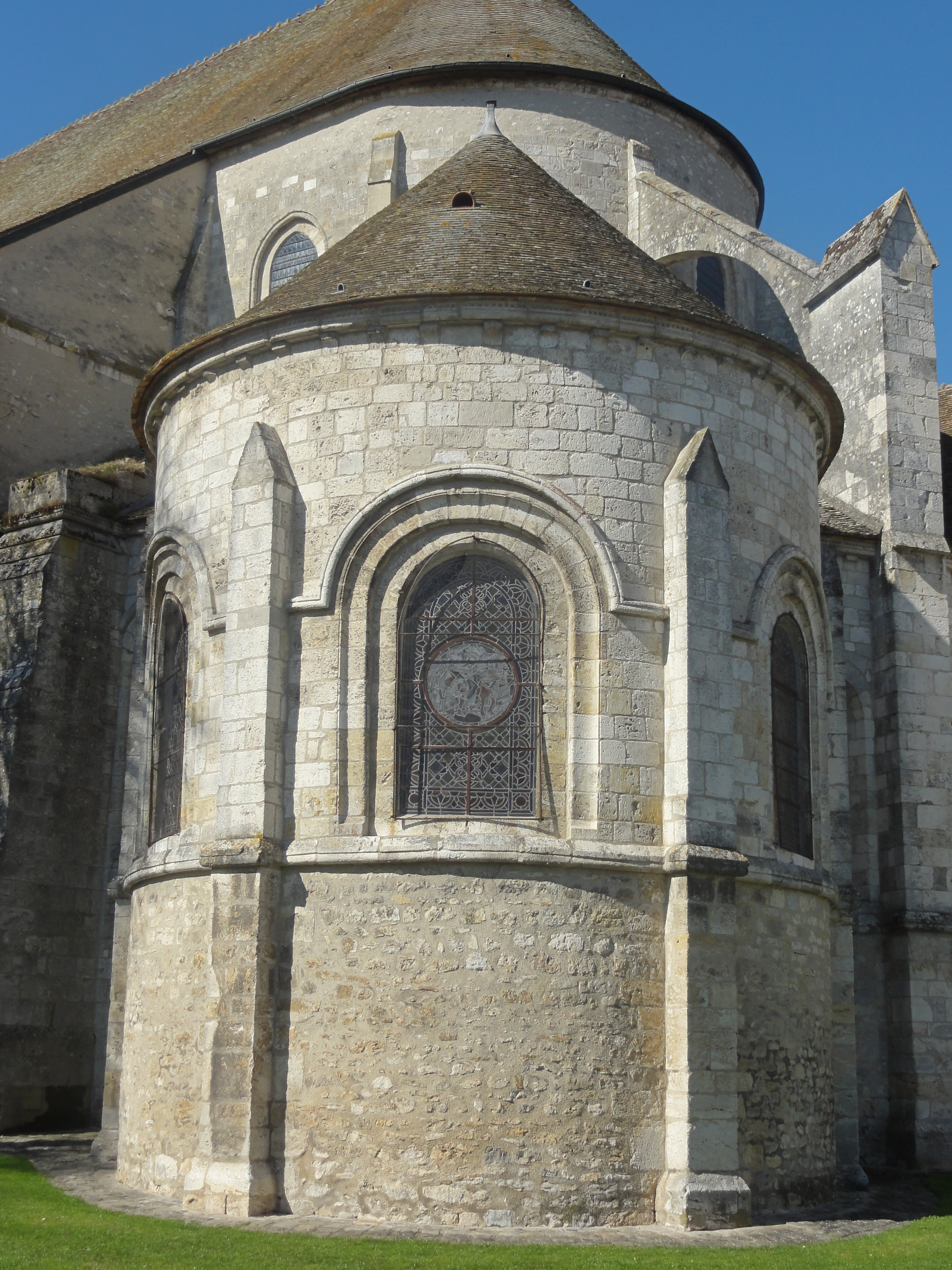
Chapelle sud-est.
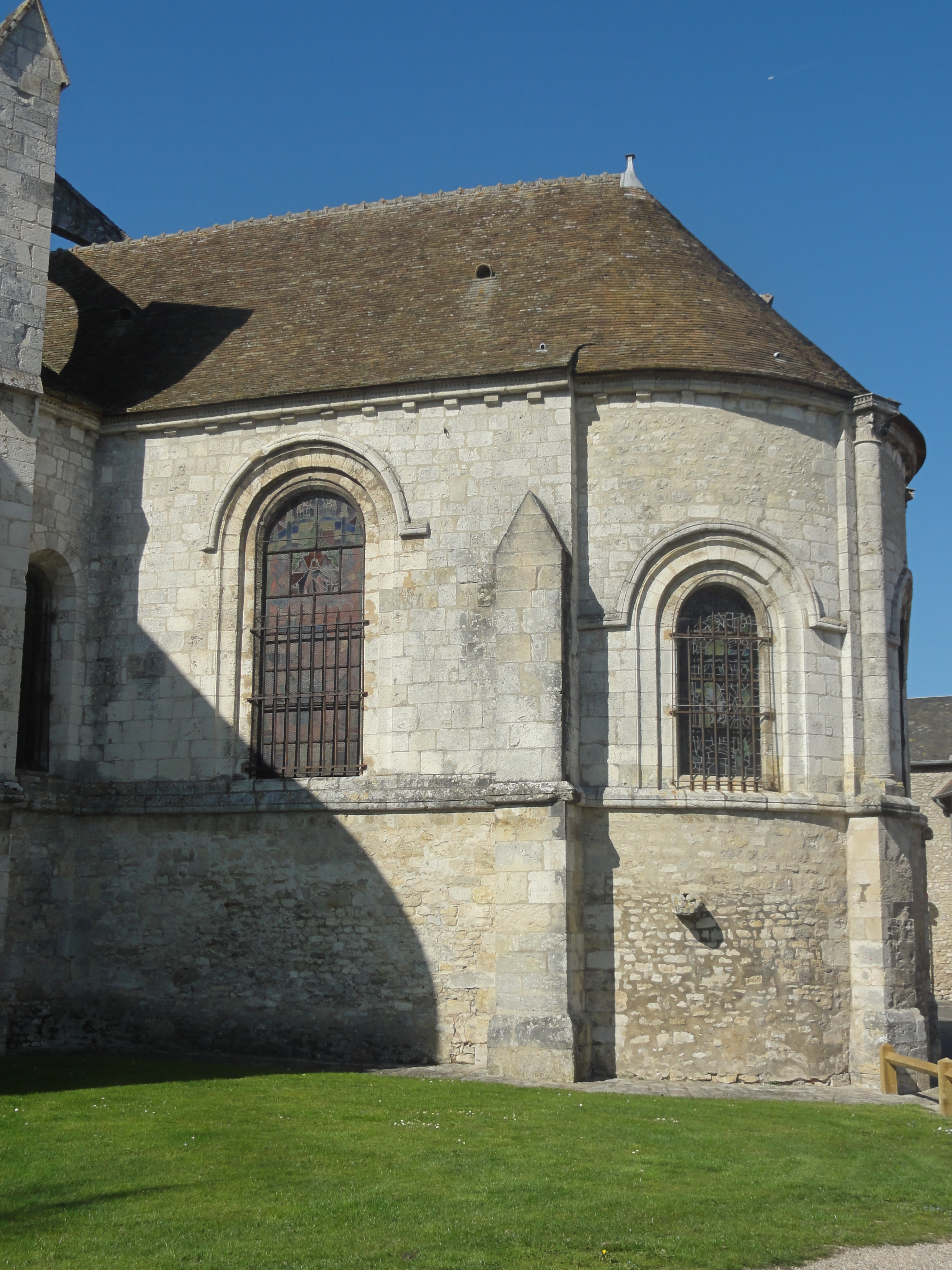
Chapelle d'axe.

## Mobilier

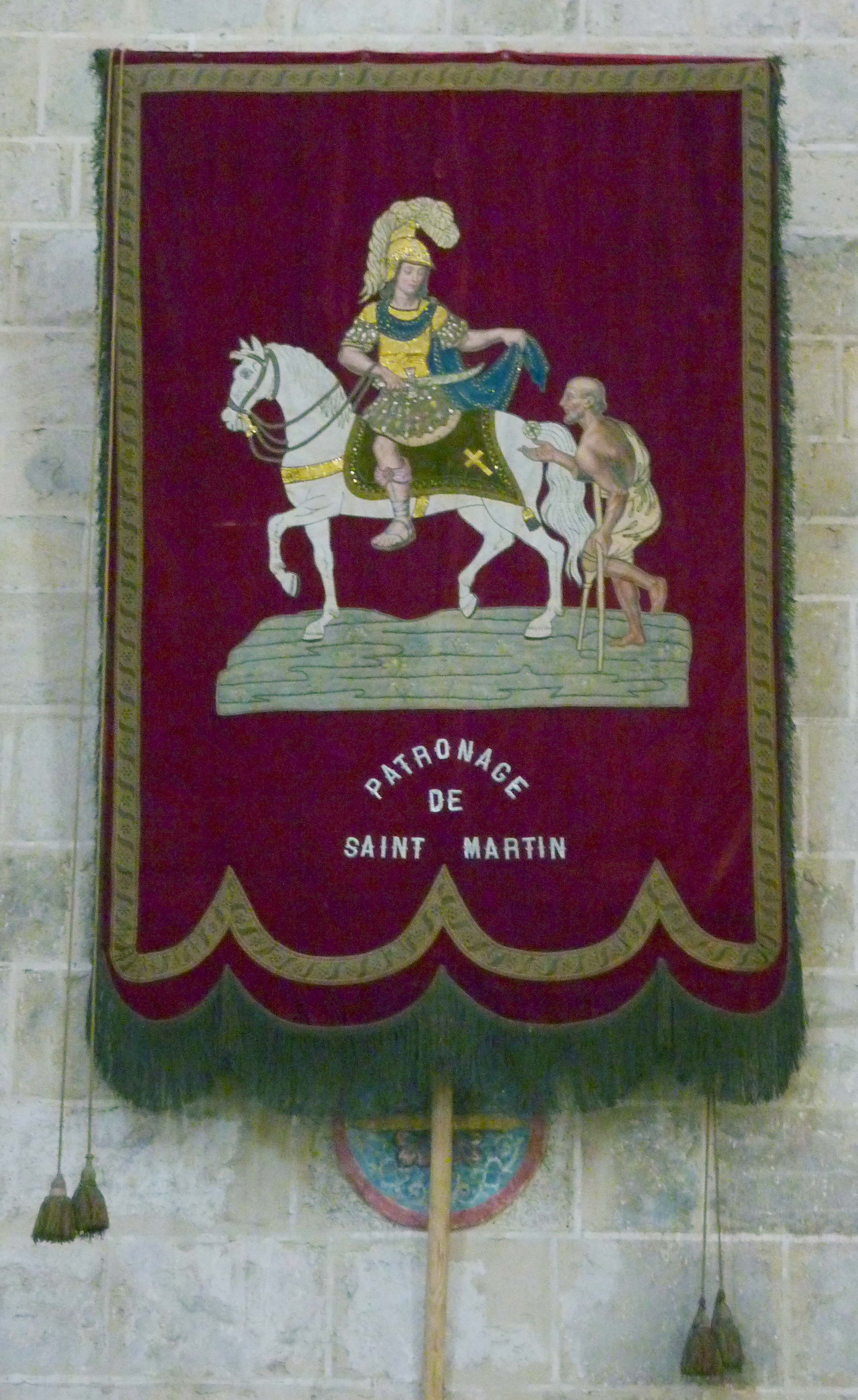
Bannière de procession.

Parmi le mobilier de l'église, un total de neuf éléments sont classés ou inscrits monument historique au titre objet, dont trois monuments funéraires. S'y ajoutent deux statues classées, qui ont été volées en 1974.
- La statue en bois d'un saint évêque, mesurant 95 cm ou 100 cm de hauteur et datant du XVe / XVIe siècle, est inscrite depuis 1974. Le saint a perdu sa main gauche, avec laquelle il retroussait sa tunique. Il bénit de la main droite[35].
- La statue en bois de saint Roch, mesurant 95 cm de hauteur et datant du XVIIe siècle, est classée depuis 1971, et a été volée en 1974[36].
- La statuette en bois polychrome de saint Maur, mesurant 26 cm de hauteur et datant du XVIIe siècle, est classée depuis 1971, et a été volée en 1974[37].
- Le tableau peint à l'huile sur bois et représentant l'Adoration des Mages, mesurant 85,5 cm de hauteur et 66 cm de largeur et datant du XVIe siècle, et est classée depuis 1963. Il a été déposé au musée municipal en 1985[38].
- Deux consoles en bois taillé et traité en faux-marbre, de l'époque Louis XIV (seconde moitié XVIIe / début XVIIIe siècle, sont classées depuis 1930[39].
- La bannière de procession représentant la Charité de Saint-Martin, qui est une broderie du XVIIe siècle appliquée sur un tissu du XIXe siècle, est inscrite depuis 1976[40].
- Un croix-reliquaire en métal argenté, mesurant 52 cm de hauteur et datant du premier quart du XIXe siècle, est inscrite depuis 1976[41].
- Le maître-autel en forme de tombeau, en marbre rouge et noir, mesure 250 cm de largeur et 96 cm de hauteur, et date du XVIIIe siècle. Seulement le panneau de façade est exécuté en marbre rouge, et une croix grecque pattée en marbre blanc est incrustée en son centre. L'autel est inscrit depuis 1976[42].
- Le monument funéraire de Nicolas Mercier et Denise Rousseau est encastré dans le mur du bas-côté sud, et mesure 20 cm de largeur pour 60 cm de hauteur. Au centre, figure un panneau avec un cadre sculpté et un bas-relief de la Vierge à l'Enfant sur un croissant de lune, entourée de rayons de lumière, ou de l'Immaculée Conception. En bas, une plaque de pierre brune comporte l'épitaphe suivante : « ICI GIST DEFUNT NICOLAS MERCIER EN SON VAIVANT MRE / MARECHAL ET DENISE ROUSSEAU SA FEMME LEQUEL / FUT MIS SOUS CETTE TOMBE LE DIMANCHE DES RAMEAUX / 1587 ET LA DICTE ROUSSEAU LE XXIII DE JUILLET 1574 / PRIEZ DIEU POUR LEURS AMES / I.H.S. / AUSSI GIST JEHAN MERCIER MARESCHAL / LEUR FILS LEQUEL TREPASSA LE [...] IOUR [...] / ET JEHANNE BOUTEULE SA SECONDE FEMME QUI / TREPASSA LE XI IOUR D'VRIL / PRIEZ DIEU POUR EUX. ». Sous l'épitaphe se profilent des emblèmes héraldiques. Le bas-relief est surmonté d'un fronton brisé en arc de cercle, où deux crânes flanquent un Christ en croix. Ce monument d'un type rare, et d'une bonne qualité d'exécution, est inscrit depuis 1976[43].
- La dalle funéraire à effigies gravées de Jehan Perrot et de sa femme, Marie Cuissart, mesure 98 cm de largeur et 195 cm de hauteur, et porte l'inscription suivante : « Cy gist honorable feme Marie Cuissart en son vivant femme d'Jehan Prot laqelle trespassa le penultième jour de janvier Mil VC XLVII ». C'est une œuvre du tombier Le Moyne[44],[45].
- La dalle funéraire à trois effigies gravées de Jehan Boysseau, de sa femme Jehanne Gyraut et de leurs enfants, dont Claude Boysseau, prêtre, mesure 109 cm de largeur et 259 cm de hauteur, et date de 1548. Son décor architecturé reflète le style de la Renaissance. La dalle a été remployée comme table d'autel dans la chapelle sud-est, est classée depuis 1912. Elle n'a plus été retrouvée lors du dernier recollement[46],[47].
- La verrière de 1879, réalisée par Nicolas Lorin, fondateur des ateliers Lorin de Chartres, représentant l'apparition de la Vierge à Bernadette Soubirous (baie 29). Cette verrière est classée au titre immeuble par l'arrêté du 14 juin 1909[48]

Parmi les éléments du mobilier non inscrits ou classés, l'on peut signaler un médaillon arborant un bas-relief de l'Assomption ; une statue de saint Martin ; et les fonts baptismaux du XIIIe siècle en pierre calcaire sculptée et peinte. Deux clochettes en fonte du XVIIe siècle, une cloche datant de l'an 1600 provenant de la chapelle de Housse en Belgique, une cloche en bronze de 1804 nommée Nicolas-Marie et une dernière de 1862 nommée Augustine sont disposées dans le clocher.

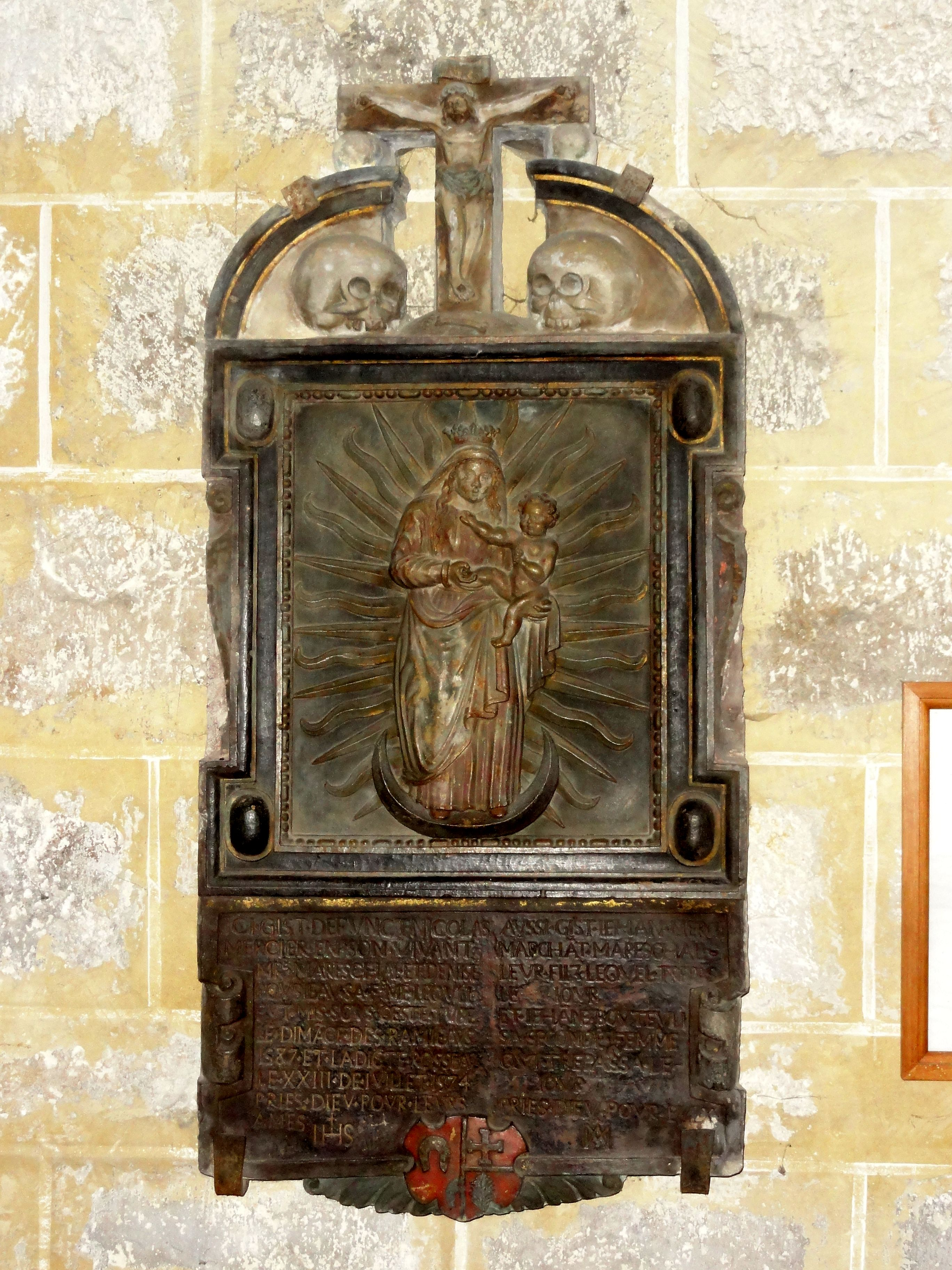
Monument funéraire pour la famille Mercier.
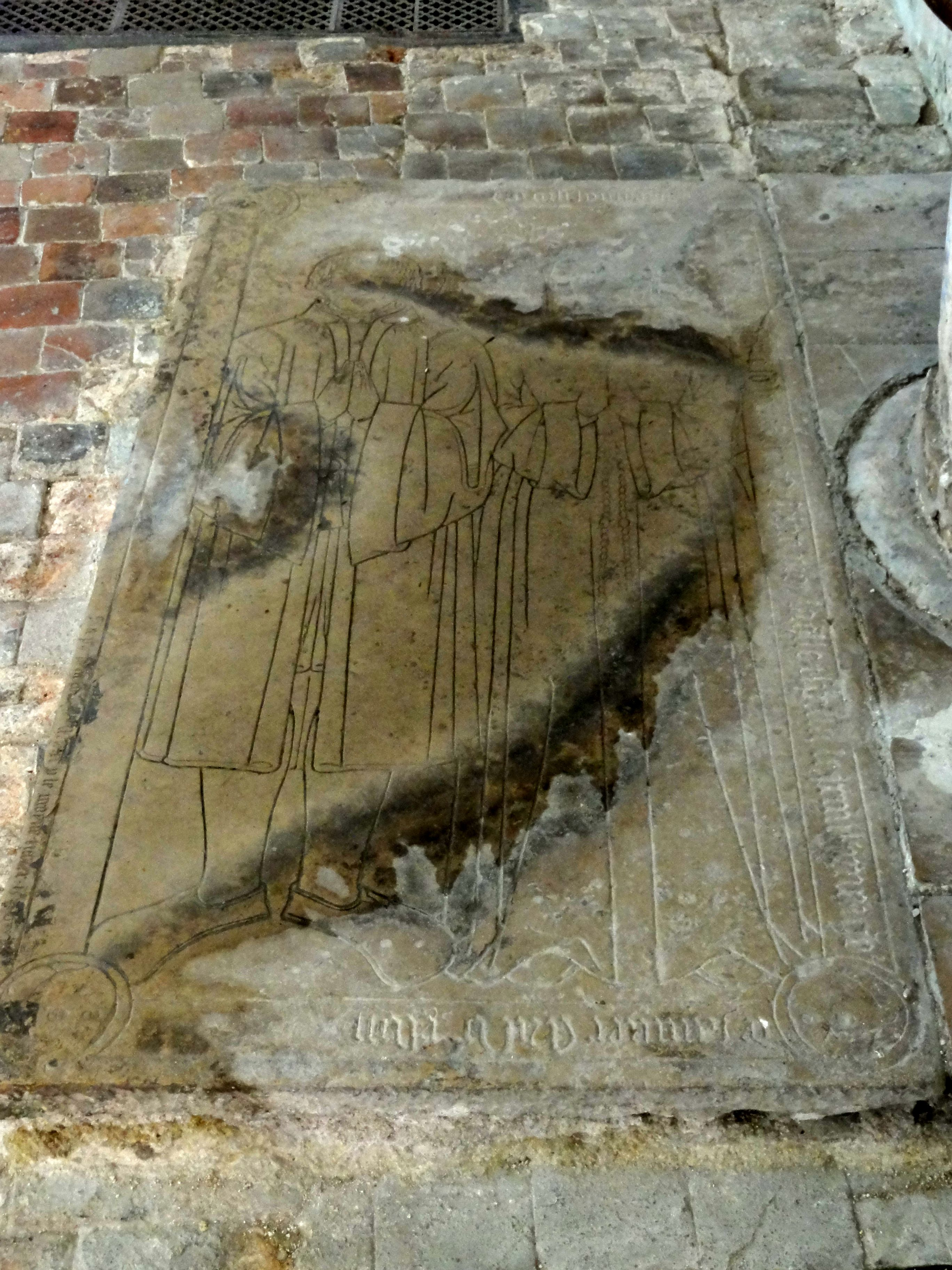
Dalle funéraire de Jehan Perrot et Marie Cuissart.
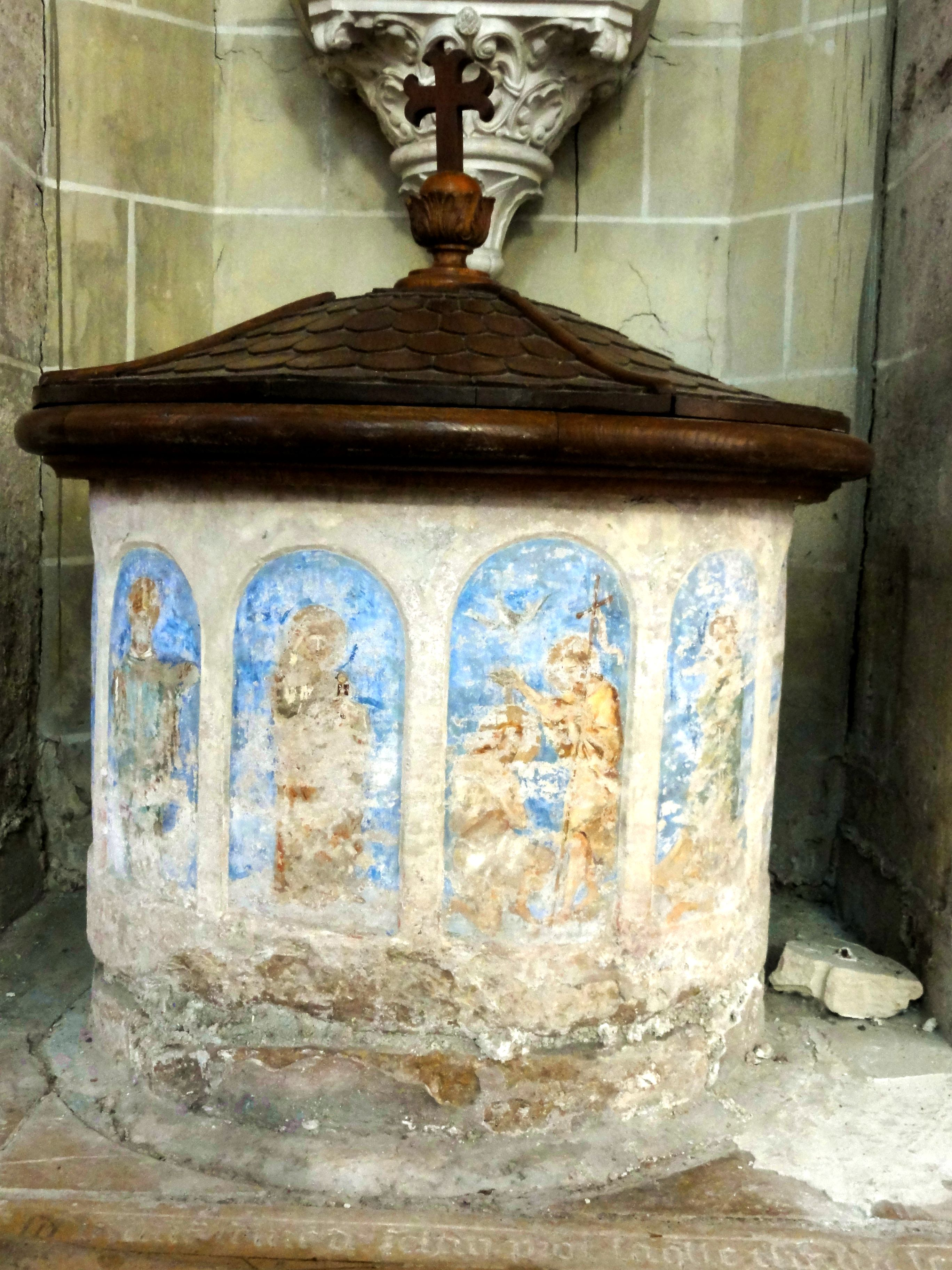
Fonts baptismaux.
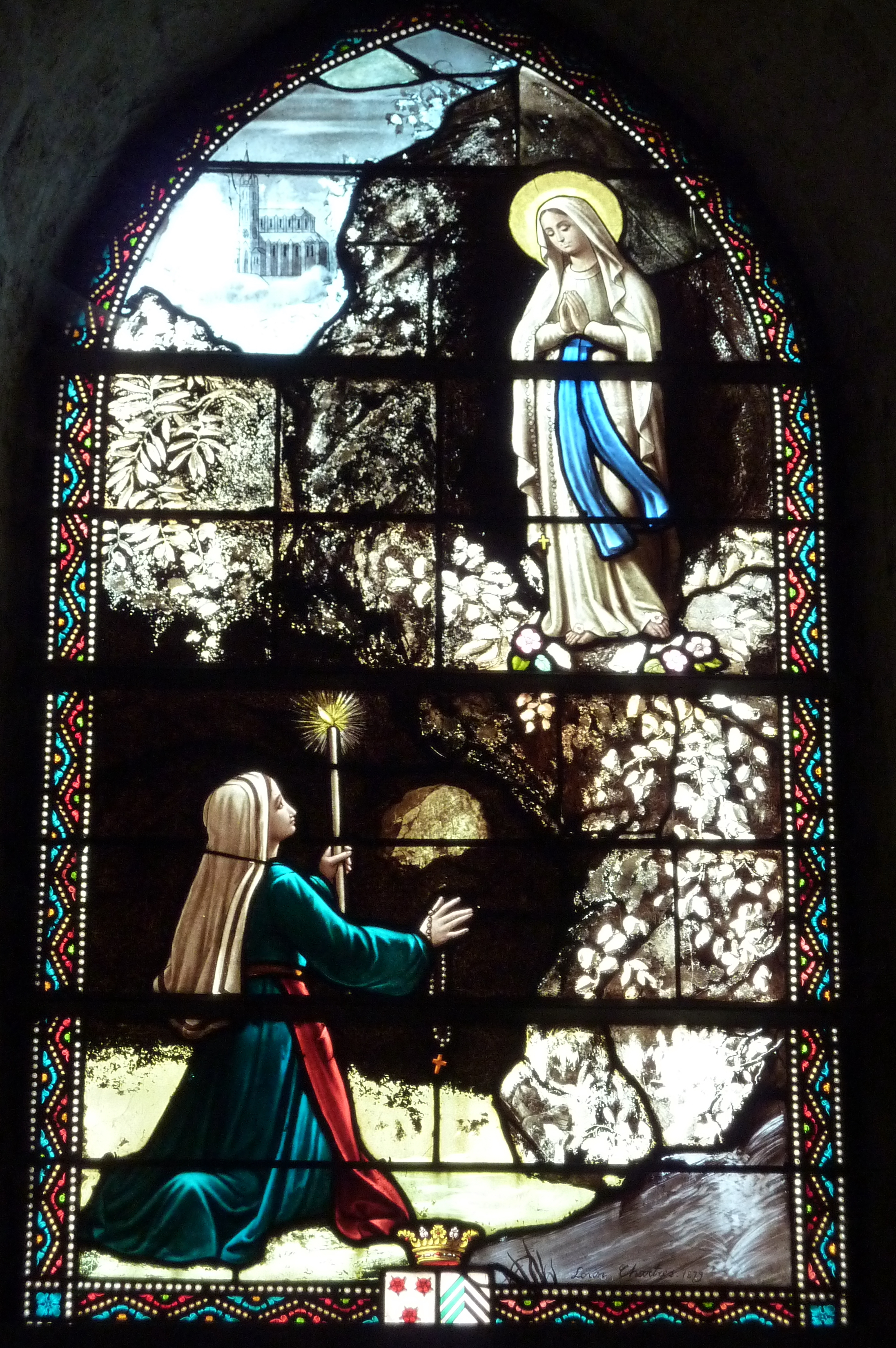
Apparition de la Vierge à Bernadette Soubirous.